# 妖怪ウォッチの登場キャラクター
妖怪ウォッチの登場キャラクター（ようかいウォッチのとうじょうキャラクター）は、レベルファイブのコンピュータゲーム『妖怪ウォッチ』シリーズ、および同作を原作とするメディアミックス作品の登場キャラクターについての一覧である。
ここでは本編作品である妖怪ウォッチ、妖怪ウォッチ!、妖怪ウォッチ♪に登場するキャラクター系統について記載する。派生作品である妖怪ウォッチ シャドウサイド、妖怪ウォッチ FOREVER FRIENDS、妖怪学園Y 〜Nとの遭遇〜に登場するキャラクター系統については妖怪ウォッチの派生作品の登場キャラクターを参照。
ゲーム版・アニメ版・コミック版の各媒体やシリーズごとでキャラクター設定が一部異なる点がある。レベルファイブの先行メディアミックス作品と同様、内容は原作ゲームとリンクしながらも、アニメでは主に小学生の普遍的な日常を舞台としたコメディ色が濃厚なギャグアニメとなっている。制作にあたり、レベルファイブ代表取締役・日野晃博は「“物語を見せる”番組ではなく、“コント番組”に」というコンセプトを重視し「『ドラえもん』のように、毎回毎回、ひとつの状況からお話を発生させるようなもので、かつ、いつ見ても楽しいもの。続きものというより、一話完結のコントバラエティにするのがいいだろう、と考えたんです」と語っている。一方、内容は子供向けだけでなく、あえて大人にしか分からないパロディや時にはブラックジョークも入れ、世代を超えたコミュニケーションのきっかけとなることをも狙いとしている。アニメが先行し、後に原作ゲームに取り入れられた設定やキャラクターもある。
本稿での作品名は便宜上次のように記載する場合がある。
- ゲーム
  - 妖怪ウォッチ…『1』
  - 妖怪ウォッチ2…『2』
  - 妖怪ウォッチ3…『3』
  - 妖怪ウォッチ4…『4』
  - 妖怪ウォッチバスターズ…『バスターズ』
  - 妖怪ウォッチバスターズ2…『バスターズ2』
  - 妖怪三国志…『三国志』
  - 妖怪ウォッチワールド…『ワールド』
  - 妖怪三国志 国盗りウォーズ…『国盗りウォーズ』
  - 妖怪ウォッチぷにぷに…『ぷにぷに』
- アニメ
  - 妖怪ウォッチ (2014年～2018年のアニメ)…『無印』
  - 妖怪ウォッチ! (2019年のアニメ)…『！』
  - 妖怪ウォッチ♪ (2021年～2023年のアニメ)…『♪』

## メインキャラクター（人間）
いずれもさくら第一小学校の児童であり、ケータ・フミちゃん・クマ・カンチは5年2組の児童。イナホのみ後述する5年1組の児童。
ケータ・フミちゃん・クマ・カンチのキャラクター配置は『ドラえもん』の四人組（のび太・しずか・ジャイアン・スネ夫）に則っており、製作側は「現代版ドラえもん」を自認している。ただし、ケータたちの性格付けについては現代の小学生に沿ったアレンジを加えている。
ゲーム『4』ではケータ、フミちゃん、イナホ（一時的、『4』ではウォッチを紛失）の三人、アニメ版ではケータ、イナホの二人のみ妖怪ウォッチの所持者であり、妖怪が見える人間である。

### ケータ / 天野 景太（あまの けいた）
声 - 戸松遥、演 - 南出凌嘉（実写・劇場版第3作）
ゲーム版、アニメ版、コロコロ版主人公。一人称は「オレ」。身長139cm、体重34kg。さくらニュータウンに住む11歳の小学5年生。一人っ子で、家族構成は両親との3人家族。英語版での名前は「Nathan Adams（ネイサン・アダムス）」。
アニメ版と、ゲーム版『2』からフミちゃんに恋心を抱いていて、『シャドウサイド』『4』では30年後に大人になった姿で登場し、彼女と結婚して2人の子供（ナツメ、ケースケ）を授かっている。
大人になってからは妖怪ウォッチを失い、妖怪が見えなくなっており、妖怪に関わった記憶も失っている。
ウィスパーと出会って妖怪ウォッチを手に入れたことで、不思議な妖怪世界を体験することになる。妖怪を呼び出す際の常套句は「オレの友達、出て来い、○○！ 妖怪メダル、セットオン！（『妖怪ウォッチ!』では「妖怪ウォッチエルダ、召喚！ オレの友達、出て来い、○○！」）」。ウィスパーやフミちゃんなどからは「ケータくん」と呼ばれている。
ゲーム版『2』までの活躍によって妖怪やウォッチ使いの間では有名人となっており、ゲーム版『3』では数多くの妖怪と友達になったことから「妖怪マスター」と賛えられているものの、その呼び方は嫌がっている。
特に取り柄のない、ごく普通の少年。一方で、自分が「普通」であることに劣後感を持っており、「普通」と言われるとショックを受ける。
「ウェブ電通報」では、個性を求められる今の時代において、ケータは「何の取り柄もない普通さ」によって子どもから支持を得ていると評された。
ケータは基本的に相手を名前で呼び、敵とみなした妖怪以外を「お前」と呼ぶことはほとんど無く、ウィスパーやジバニャンに対しても名前で呼び、原作ゲームやアニメ版で彼らを「お前」と呼ぶことはほぼ無い（コロコロ版では「お前」と呼ぶ描写が多い）。
本作の「妖怪」は「一般人には邂逅する機会も無い特別な存在」として描かれていて、妖怪が見える人間（特にウォッチ使い）は明確に「一般人より上位の存在で、特別な人間」として扱われている。ケータは妖怪ウォッチを授かり妖怪が見えるようになってから、妖怪が引き起こす様々な事件に巻き込まれるようになり、それで命に関わる大事件に巻き込まれることもある（『3』など。劇場版2作目では妖怪に殺害されて妖怪に変えられている）。しかし、それでもケータは「危険な目に遭いたくないし、みんなが妖怪が見えないなら自分も見えないほうが良い」とは考えない。
それは他のウォッチ使いや、マルダーやカクリー（『3』でインジャネーノに殺害されそうになったり、ゴゴゴGFに黒服に変えられるなど）など妖怪が見える人間たちも同様である。ケータは『3』でゴゴゴGFに対しては「悪事をしたこと自体は許せないが、彼らにも事情があったし、違う出会いをしていたら友達になれたかもしれない」と彼の消滅後もある程度の理解を寄せている。
アニメ版
ジバニャンとヒキコウモリがケータの部屋に、カメッパが玄関に居候している。周囲や自身が異変に陥った状況が妖怪のせいであることを機敏に察知する。一方で、妖怪によってはその妖怪自体をあまりいい目で見ず、中には妖怪メダルを受け取らずに敵意を向けることもある。
ジバニャンを筆頭にともだち妖怪を大切に思っている描写もしばしばあるが、事あれば真っ先にジバニャンを召喚して、「ジバニャン、あいつをやっつけて！」と要望することが多い。その一方でウィスパーに対しては「妖怪執事」としては頼りなく思い、ぞんざいに扱うことが多いが、基本的には仲はいい。
また、グルメマニアでもあり、味に煩かったり、グルメスポットに詳しかったり、料理を得意とする面を見せている。
アニメ版でも「普通」であることには概ね変わりはないものの、ウィスパーらと話しかけている場面が誰もいないところに話しかけているように見えていたり、妖怪を召喚する際の一連の動きがヒーローごっこをしているように見えるため、母親や先生からはその部分が普通ではないと疑われている。また妖怪絡み以外でも小学生とは思えない行動をとる場面もあり、演出として成人男性並みの体格になることもある。クラスメイトのフミちゃんに好意を持っており、ときおりウィスパーたちさえ唖然とするような行動に出たり妄想することもある。歯医者に苦手意識を抱いている。
『妖怪ウォッチ!』では、これまで住んでいた自宅が道路用地として立ち退きになったことから、フミちゃんの家の隣に引っ越している。
『妖怪ウォッチ!』からフミちゃんに関する妄想などが多くなっている。また、妄想する度にウィスパーやジバニャンに引かれている（『妖怪ウォッチ!』、『妖怪ウォッチ♪』）。
コロコロ版
冒頭で必ず自己紹介のナレーションをするが、それと同時に予想外な顔芸を見せ付けるという出落ちをすることがある。また、ウィスパーやジバニャンによって激しく殴られたり、壁に激突させられたりなど、負傷することが多い。カナヅチでもある（これはコロコロ版のオリジナル設定であり、アニメ版ではロート製薬とのコラボショートアニメでプールに潜っていた上、テレビシリーズ『無印』第84話では普通に泳いでいた）。
特定の妖怪に対しては友達になることを拒むアニメ版のケータとは異なり、どんな妖怪も必ず友達にする大らかな性格の持ち主でもあるため、出会った妖怪に能力を誰かの役に立てる方法や、人間と友達になる大切さなどのアドバイスを与え、改心させている。しかし、逆に人間の友達を失うことも多い。すぐに妖怪の仕業だと感知しているアニメ版のケータとは異なり、ウィスパーが言わない限り妖怪の仕業だということに気付かないこともある。
ちゃお版
ちゃお版の漫画ではフミちゃんの逆の立場として登場し、フミちゃんのご近所という設定となっている。妖怪が見えない分、取り憑かれることが多く、凡庸さゆえにフミちゃんからはよく思われていないが、友達としての関係は良好。
アニメ版と同じく、自分が凡庸であることに対して劣後感を持っており、取り憑かれたことで露になったケータの姿を見たフミちゃんに改めて罪悪感を持たせたことがある。
ケータの変化
フウ2（フウツー）
フシギ族。『映画 妖怪ウォッチ エンマ大王と5つの物語だニャン！』から登場。蓋の開いたマンホールに落ちて死んでしまったケータが妖怪になった姿。
とりついた人間を普通にする能力を持っている。お腹には星マークの穴が貫通しており、ここが光ると思った相手の普通の生活を見ることができる。また、体色は水色でしっぽは数字の2の形になっている。
しかし、自分の能力を超えて人に干渉してしまったことから妖怪失格になり「普通の人間の平凡で普通の生活を送る刑」に処され、ケータとして生き返った。テレビシリーズでは「3年Y組ニャンパチ先生」や「オニスターズ全員集合!」や「ドクターF」などの本編とは違う設定の物語で複数回登場している。
『妖怪ウォッチ3 スキヤキ』ではケータがUSAのガシャからパラレルワールド（フミちゃん世界）に行く際、フウ2（妖怪）の姿にトランスフォームし、ウィスパーの代わりにフミちゃんの同行妖怪になっている。フミちゃん世界のクエスト、「それはどこかにある世界」「女の戦い」「3つの妖怪ウォッチ」に登場する。なお、本編でも特定の5種類の妖怪を集めると「妖怪の輪」のご褒美で別個体のフウ2を入手できるが、オリジナルのケータの人格、記憶は持っていない模様。
けむし男（けむしおとこ）
プリチー族・ランク不明。『黒い妖怪ウォッチ』シリーズで、クズ人間のケータが首から下を毛虫の妖怪に変えられた姿。
人間の時は口汚い口調と狡猾な性格で「俺の暇っぷり」「絶望的世紀末的なポイゾンだぜ!!」という決め台詞で人差し指と小指と親指だけを出した右手を突き出し、開いた左手で顔を覆い隠すヘヴィメタル調のポーズをとる。その他「ガッデム」「クソッ」などの口癖がある。
黒いジバニャンと黒いコマさんの計画に巻き込まれて以後、パシリ扱いとなってこき使われ、頻繁に召喚される。
ケータロット
『ぷにぷに』のイベントである「ニャーサー王物語」で登場。イサマシ族・ランクZZ。ニャメロットの世界に迷い込み赤い鎧と大きな槍を携える円卓の騎士になった姿。そこそこ勇敢に戦いをこなし騎士としてフツーに活躍する。
円卓の騎士である「ランスロット」がモチーフになっている。
騎士団長 ケータロット
『ぷにぷに』のイベントである「ニャーサー王物語」で登場。イサマシ族・ランクZZ。闇の魔女との戦いの中で円卓の騎士の団長として覚醒したケータロット。他の騎士からフツーに慕われそれなりにまとめ上げている。
ケン王
『ぷにぷに』のイベントである「妖魔人」で登場。王族・ランクZZZ。フュージョンウォッチの効果で、エンマ大王の妖気がケータと融合して生まれた正義の妖魔人。ともだち想いの優しい心でフツーではない力を発揮する。
クグツ ケン王
『ぷにぷに』のイベントである「妖魔人」で登場。王族・ランクZZZ。フュージョンウォッチにより少しずつ魂がむしばまれ、クグツ化したケン王。計り知れないほど邪悪な力で、敵味方もろとも消し去る。
闇ケン王
『ぷにぷに』のイベントである「妖魔人特別編」で登場。イサマシ族・ランクZZZ。W（ダブル）フュージョンウォッチの効果で、エンマ大王と蛇王カイラの妖気がケータと融合した姿。大切な家族と妖魔界のために、圧倒的な闇の力で悪を討つ。
妖魔超人 ケン王
『ぷにぷに』のイベントである「妖魔人」で登場。イサマシ族・ランクUZ。ユニオンウォッチを発動させ、他のウォッチ使いの魂を集束し妖魔超人となったケン王。フツーの平和を取り戻すために、正義の力で悪を討ち滅ぼす。
妖魔神 ケン王
『ぷにぷに』のイベントである「妖魔人」で登場。イサマシ族・ランクUZ。ゴッド・ユニオンウォッチで全ての妖魔超人の力を集結させ、妖魔神となったケン王。フツーからかけ離れた力で、闇の世界に光を取り戻す。
クロスオーバー
2017年1月2日に放送された『YAMADA新春ドラマスペシャル「釣りバカ日誌〜新入社員 浜崎伝助〜 伊勢志摩で大漁! 初めての出張編」』で、実写版のケータが出演した。実写世界で空飛ぶクジラを追っている最中、川沿いの竿貸し屋で竿を借りようとしていた浜崎（演：濱田岳）にぶつかってしまうという設定。
2019年12月21日放送の『カードファイト!! ヴァンガード 新右衛門編』ではケータとジバニャンがアニメ本編に登場した。

### フミちゃん / 木霊 文花（こだま ふみか）
声 - 遠藤綾、演 - 渡辺優奈（実写・劇場版第3作）
ゲーム版（『3』を除く）、ちゃお版の主人公。一人称は「私」。身長141cm、体重36kg。英語版での名前は「Katie Forester（ケイティ・フォレスター）」。
ケータのクラスメイトで、同じくさくらニュータウンに住む。一人っ子。ポニーテールがトレードマーク。
学業成績は優秀な少女であり、寛大な心を持ち、クラス内でも人気がある。
もともと多少の霊感があり、姿は見えないが妖怪の存在を感じ取れていた。妖怪を呼び出す際の常套句は「わたしの友達、出てきて、○○！」。
『4』ではジュニアから妖怪ウォッチエルダを授かり、新たなウォッチ使いに選ばれる。
キャラクターデザインを担当した長野拓造は、女の子は小さくともオシャレしたいものだと自分の娘から発想し、フミちゃんは洋服に気を遣っていることを意識してデザインした。
アニメ版
妖怪は見えていない。頻繁に妖怪に取り憑かれ、人前で変な行動をとる。誕生日は2月3日。ウィスパーの夢の中ではあるが、ゲーム版同様に妖怪ウォッチの持ち主として登場したこともある。その際の手持ち妖怪は、ワルニャン・影オロチ・ゴルニャン。ケータからはかなり好意を抱かれているが、本人は気づいていない。自宅ではバーベキューを頻繁に行い、ウィスパーからは「バーベキューキャラ」と認識されている。
ちゃお版
主人公として登場。全3巻（単行本未収録エピソードも多数）。
ケータに対しては「平凡で普通すぎる男子」程度の印象しかもっていないようであるが、友達としては仲良し。妖怪たちに好かれやすいらしく、妖怪パッドのニュースで「いろんな妖怪を虜にしてしまう魔性の女」と妖怪たちからかなり話題になっているが、本人曰く「妖怪に好かれてもあまり嬉しくない」とのこと。寛大である反面気まぐれな性格が目立ち、ウィスパー・ジバニャンやケータにトゲのある発言をしたり、やや腹黒い一面も持っている。恋愛に対しては鈍感で、キュウビのアプローチにも気づいていない。魚の一本釣りが特技。
老いらん・バクロ婆・聖オカン・ゆきおんな / ふぶき姫などの女子妖怪とは特に仲がいい。
『3』編に突入後はフミちゃんが『3』のウォッチを持ち、新妖怪たちと絡み、『3』の本来の女主人公であるイナホと共演した。単行本4巻は発売されなかったため、『3編』は単行本未収録である。
「妖怪ウォッチ わくわく☆アンソロジー」でも半分位はフミちゃんが主人公設定の作品となっている。
フミちゃんの変化
ミーフー
プリチー族。ゲーム『3』スキヤキの限定クエストから登場する、パラレルワールドのフミちゃんが妖怪になった姿。『3』スキヤキのクエスト「それはどこかにある世界」「3つの妖怪ウォッチ」に登場。オリジナルの世界ではUSAのガシャの前に滞在している。
姿はフウ2（フウツー）と似ているが、体色はピンクで、体にハート模様が貫通してある。ポニーテールは数字の「3」の形になっている。
ちゃお版では最終回（単行本未収録）で登場。
カマキリ女（カマキリおんな）
ブキミー族・ランク不明。『黒い妖怪ウォッチ』シリーズで、クズ人間のフミちゃんが首から下をカマキリの妖怪に変えられた姿。ガラの悪いギャル口調となっている。
フミ・ル・フェイ
『ぷにぷに』のイベントである「ニャーサー王物語」で登場。プリチー族・ランクZZ。ニャメロットの世界に暮らす魔女見習い。立派な魔女になるという夢を叶えるため、聖杯を探している。
闇魔女 フミ・ル・フェイ
『ぷにぷに』のイベントである「ニャーサー王物語」第6弾で登場。ウスラカゲ族・ランクZZZ。いくつもの戦いで経験を重ね、邪悪な魔法の力に目覚めた闇の魔女。怪しい笑みを浮かべているが、その本心は誰にもわからない。
聖魔女 フミ・ル・フェイ
『ぷにぷに』のイベントである「ニャーサー王物語」最終回で登場。プリチー族・ランクZ。『ニャクスキャリバー』の神聖なオーラに包み込まれ覚醒したフミ・ル・フェイ。皆を守りたいという純粋な心が聖なる魔法の威力を高めている。
フミ姫
『ぷにぷに』のイベントである「妖魔人」で登場。プリチー族・ランクZZ。フュージョンウォッチの効果で、ふぶき姫の妖気とフミちゃんが融合して生まれた正義の妖魔人。かわいらしい笑顔に似合わず、容赦のない吹雪を巻き起こす。
フミ姫・祝
『ぷにぷに』のイベントである「7周年記念イベント」で登場。プリチー族・ランクZZ。記念すべきぷにぷに7周年のお祝いにやってきたフミ姫。皆がもっと楽しめるようにと、美しい雪の結晶を作り出し、キラキラと舞い散らせている。
クグツ フミ姫
『ぷにぷに』のイベントである「妖魔人」で登場。プリチー族・ランクZZ。フュージョンウォッチにより少しずつ魂がむしばまれ、クグツ化したフミ姫。不敵な笑みに見とれた者は、一瞬で氷漬けにされてしまう。
妖魔超人 フミ姫
『ぷにぷに』のイベントである「妖魔人」で登場。プリチー族・ランクZZ。ユニオンウォッチの力で妖魔超人となったフミ姫。凍てつく氷の力とはうらはらに、献身的な愛で人々の心を解かし、世界に仇なす闇を退ける。

### クマ / 熊島 五郎太（くましま ごろうた）
声 - 奈良徹、宮澤正（6話）、演 -  澤部佑（ハライチ）（実写・劇場版第3作）
クラスの中で一番身長が高い、身長144cm、体重39kgでケータのクラスメイト。5年2組で最も大柄で体格の良いガキ大将。古き良き町である団々坂に住んでいる。家族構成は、自宅の1階にある「クマシマ作業所」を営む両親と、後述するUSAにホームステイしている妹のベア美からなる4人家族。一人称は「オレ」。「クマ」は友達からの愛称である。英語版での名前は「Barnaby Bernstein（バーナビー・バーンスタイン）」。
体格は大きいが、気は優しく単純で涙脆い性格。自己尊重が低く、嫉妬深いところも多くある。カンチと共にケータを弄ることもあるが、平素は仲の良い友人として接している。クマは友好的や元気すぎる性格もあるが、1回、怒ってケータを思いっきり殴るシーンもある。また、クラスメイトの「アイたん」こと小林愛に好意を抱いている。しかし、母である雅代に頭が上がらず、彼女からは「ゴロちゃん」と呼ばれている。
「シャドウサイド」には登場しないが名前だけは出ている。また「4」ではナツメが幼い頃に遊んであげていたとのことで、「クマおじさん」と呼ばれていた。
クマの変化
むかで男（むかでおとこ）
ゴーケツ族・ランク不明。『黒い妖怪ウォッチ』シリーズで、クズ人間のクマが首から下をムカデの妖怪に変えられた姿。
クマウェイン
『ぷにぷに』のイベントである「ニャーサー王物語」で登場。ゴーケツ族・ランクZZ。重い大剣を難なく振り回す円卓の騎士になった姿。豪快な斬撃で敵をなぎ倒すが、実は仲間想いの優しい心の持ち主である。

### カンチ / 今田 干治（いまだ かんち）
声 - 佐藤智恵、演 - 福田徠冴（実写・劇場版第3作）
身長116cm、体重25kgでケータのクラスメイト。ヘッドフォンと緑のコートを着用している。裕福なデザイナー夫妻の一人息子であり、高級住宅街であるそよ風ヒルズに住んでいる。傲慢や 自己愛性人格障害な性格。優しく友好的な性格もある。一人称は「ボク」。英語版での名前は「Edward Archer（エドワード・アーチャー）」。
スマホやパソコンなどの機器に強い他、親から新品の商品をよく購入してもらっている。幽霊や妖怪の存在には否定的。クマと同様、時々ケータを弄るが、仲はいい。
博物館の警備システムをハッキングして操作するほどの実力を持つ一方、『2』では妖怪の力で美少女になったクラスメイトの中村しおりに正体を知らず一目惚れしている（『2』のクエスト「オシャレになりたくて」「オシャレになりすぎて」参照）、アニメ版では立場が変わって(ゲーム版とは違い美少女になっていない)中村しおりがカンチにバレンタインのチョコを渡し、カンチはまんざらでもない様子を見せた（またチョコを貰ったのは結局妖怪のせいだった模様）2014年2.5に放送された「妖怪まぼ老師」参照
クマ同様「シャドウサイド」には登場しないが名前だけは出ている。
カンチの変化
ハエ男（ハエおとこ）
ウスラカゲ族・ランク不明。『黒い妖怪ウォッチ』シリーズで、クズ人間のカンチが首から下をハエの妖怪に変えられた姿。
カンチヴァル
『ぷにぷに』のイベントである「ニャーサー王物語」で登場。ウスラカゲ族・ランクZZ。緑の鎧を纏う心優しき円卓の騎士になった姿。冷静に状況を分析し、仲間とうまく連携をとりながら戦う。
円卓の騎士である「パーシヴァル」がモチーフになっている。

### イナホ / 未空 イナホ（みそら イナホ）
声 - 悠木碧、演 - 石井心愛（実写・劇場版第3作）
ゲーム版の『3』とアニメ版のセカンドシーズンから登場する主人公。丸い眼鏡がトレードマークの女子。家族構成は父（USAに出張中）・母・弟のリクの4人家族で、カンチと同じくそよ風ヒルズに住んでいる。一人称は「ワタシ」で、挨拶の言葉は「ちわっち！」。英語版での名前は「Hailey Anne Thomas（ヘイリー・アン・トーマス）」。
USAピョンと共に、妖怪にまつわる事件を調査する「イナウサ不思議探偵社」を開いている。ゲーム版での妖怪を呼び出す際の常套句は「ワタシの友達、出でよ、○○！」。アニメ版ではイナホ自身が妖怪を呼び出すことは少ないが「激写！ 不思議マガジン『ヌー』」では「ヌー」の記事のネタになりそうな妖怪を自ら呼び出す。
「全方位オタク」を自称、中でもSFネタに熱中しており、趣味について語るときにはハイテンションで饒舌になる。アニメや特撮の見過ぎのためか鵜呑み癖・妄想癖を持つ。USAピョンの誘導で妖怪ウォッチを手にした時も宇宙と交信できる道具と思い込み、USAピョンについても宇宙人でなく妖怪ということに落胆していた。少女3人組が主人公のSFバトル系アニメ『宇宙美少女セラピアーズ』の大ファン。趣味に没頭する余り夜更かしも多く、探偵社の活動も早朝からの張り込み調査を苦手としている。
友人のユウカをはじめとするクラスメイトや、ゲーム『3』ではクエストを通じて知りあったギャル系のアンナやジバニャンの元飼い主のエミちゃんなど交遊は広く、妖怪が相手でも分け隔てなくフレンドリーに接する。弟のリクには普段は生意気に思っているが、姉として優しい一面を見せることもある。また勘が働き、「ロケットチビチビクミタテール」「イナウサ不思議探偵社」では妖怪の居場所や事件の犯人を引き当てている。毎度USAピョンに余計なことを言ったりからかったりしては、逆鱗に触れベイダーモードにさせてしまうのが定番で、劇場版第2作でのぬらりひょんとの戦いでは、短気なUSAピョンの性格を利用して意図的に激怒させ、エンペラーモードを引き出すことに成功している。
コロコロ版の漫画では、上記の性格を除けば常識人であり、ツッコミに回ることが多い。ちゃお版の漫画では、インドア派であるために外での運動や行事が苦手で、また妖怪に振り回されることが多いため妖怪をあまりいい目で見ていない。
ゲーム中ではヨップル社見学ツアーの人間代表の一人として選ばれ、そこで初めてケータと出会う。アニメ版・ゲーム版共に、ケータのことを「ケータさん」と呼び敬語で話し、ウォッチ使いとして尊敬の念を持っている。他の5年2組の児童とはあまり面識がないようだが、ゲーム版『3』のスキヤキ限定クエストではカンチと会話をするシーンも見られた。また妖怪・やぶれかぶれ院長やUSAで出会ったマックには「やっくん」「マッくん」といったニックネームを付けている。
『4』ではNPCとしての登場。妖怪ウォッチを紛失しているものの、妖怪が見えていてUSAピョンとの不思議探偵社は健在。またボス戦では通販「ヨカネット」でサポートアイテムを届けてくれる。
アニメ版や映画の『シャドウサイド』には30年後のイナホやイナホに関わるキャラは登場せず、アニメ版の後期（2017年以降）から出番が減少していき、特に『♪』では36話にセリフなしで登場したのみとなっている。
イナホの変化
イナホネヴィア
『ぷにぷに』のイベントである「ニャーサー王物語」第6弾で登場。フシギ族・ランクZZ。お忍びで街に出ることも多い活動的な姫。自称『ニャメロットオタ』で、いつかこの地に現れるという伝説の王の情報を集めている。

## メインキャラクター（妖怪）

### ウィスパー
声 - 関智一（アニメ第1作77話以降のナレーターも兼任）
ニョロロン族 / ウワノソラ族。「190年前、正義を気取った僧により悪者とされ封印された“妖怪執事”」を自称する妖怪。一人称は「わたくし」、口癖は「ウィス」。白い火の玉のような容姿をしており、ガシャから出してくれた主人公（ケータ/フミちゃん）へのお礼に妖怪ウォッチを渡して妖怪世界へと導いた。
基本的にポジティブでハイテンションな性格であり、喋りも達者でしつこく、ケータやジバニャンから煙たがられることも少なくない。また、執事らしく誰に対しても敬語で丁寧な口調で喋るが、キレたり声色や姿を変えたりする時は乱暴な口調やタメ口などで喋ることもある。ケータを「ケータきゅん」、ケータの母を「おかーたま」など謎の言い回しで呼んだりもする。金儲けや権威や名声に貪欲で、時折汚い手段で獲得しようとするが毎回失敗する。反面、妖怪のことは妖怪パッドで調べても思い浮かばないほど無知だが妖怪のこと以外の世間情勢や世間の常識などに関しては物知りで、イカサマをしようとするケータを諭すなど常識的な部分も持ち合わせている。
8頭身になったり他の妖怪の姿に変化することができる。たびたび知ったかぶりをするなど執事らしからぬ言動をとり、周囲からツッコミを入れられる。古典妖怪を「先輩」と呼び慕っているが、ちゃお版ではその熱意が空回りしてしまい、嫌われ落ち込んでしまうことが多い。
趣味は「ヨップル社」の製品集め、妖怪パッドを磨くこと、トイレで妖怪パッドのニュースを見ることなど。また自身の見た夢を描いた夢日記もある。妖怪世界のショッピングサービス「妖怪通販」（アニメ版では、後述するヒキコウモリが買収した「妖zon.com」）を愛用しており、様々な妖怪アイテムを用いながら、短所を補って余りある活躍を見せることもある。
本名はシッタカブリで、人間に憑依して適当なことを勢いで口走らせる能力を持っていた。妖怪パッドを頻用しているのも、シッタカブリとしての能力を隠すためである。ある出来事がきっかけで石田三成にその能力を気に入られ、以来十年間ウィスベェの名で三成の軍師として仕えていた過去を持つ。現代ではあくまで「ウィスパー」が本名として扱われており、西洋風の名前が原因で古典妖怪の選考に落選したことがある。
必殺技は「口からでまかせブレス」、ウィスベェでは「シッタカブリ吐息」という技となっている。
キャラクターデザインを担当した長野拓造は、キャラクターを考案するにあたって、かわいらしさと怖さをどの程度盛り込むか調整を行い、最もデザインに苦労したキャラクターとしてウィスパーを挙げ、ウィスパーのデザインが現在のものになったことで『妖怪ウォッチ』の世界観が決まったと述べた。青いたらこ唇は、何を考えているのかわからない、不気味さを表現するためにデザインされた。
ねとらぼ調査隊で2021年に実施された「『妖怪ウォッチ』であなたが好きな妖怪は？」と題したアンケートでは第3位になった。また同サイトで実施された「関智一が演じたテレビアニメキャラで1番好きなのは？」と題したアンケートでは第9位になった。
ゲーム版
『1』においては、執事を名乗る上で主人公へ様々なアドバイスを与えるほか、壊れた結界を修復したり、妖魔界と人間界の境目の妖怪エレベーターを封印するなど、その名に恥じない働きを見せた。
しかし、『2』からは下記のアニメ版に準じ、妖怪パッドによるカンニングを頻繁に行う、頼りない部分も持ち合わせるようになった。ただし要所では前作と同様に活躍を見せることがあり、妖怪通販で購入した道具を利用し古典妖怪の石化を解除したり、何らかの手段で60年前でも現代の通貨が使えるように手回しを行ったことが語られている。
『バスターズ』以降のゲームではクエストで友だち妖怪にすることができる｡
『3』のスキヤキのフミちゃん世界に登場するウィスパーは、『2』以降のオリジナルの世界のウィスパーとは異なり、『1』のような有能かつしっかり者な出来た妖怪執事であり、フウ2（ケータ）のことも「違う世界のもう一人のご主人様」と勘付いていた（『3』のスキヤキ限定クエスト『それはどこかにある世界』などを参照）。
アニメ版
ウィスパー自身は妖怪のことは全く知らないが、妖怪パッドを使ってケータに助言することが多い。なお、妖怪パッドで妖怪のデータを見た時には、「妖怪不祥事案件で言うところのいわゆる…」などと述べて妖怪の特徴を説明する。明らかな異変が発生してもケータが妖怪を発見するまではそれが妖怪の仕業だと認めようとせず、逆にケータが異変を妖怪の仕業だと認めない時には自ら妖怪の仕業と気付きケータにウォッチでサーチするよう促す。
第27話で妖怪ウォッチ・零式の両方を装着していたケータの左腕をくわえ込んだことにより、妖怪ウォッチおよび零式の相互切り替え機能が備わる。以降は零式対応メダルを所有する妖怪を召喚する際、ウィスパーがケータの腕を口に入れて切り替えを行った（ケータが妖怪ウォッチUプロトタイプを取得するまで）。
また、アニメ版では自分自身は妖怪メダルを持っていない。
コロコロ版
元から妖怪のことは詳しく、妖怪パッド無しでも認識できる。運動能力が高く、劇場版コミカライズ版ではよくケータやジバニャンと共に戦うことがある。ケータへの忠誠心は高く、ケータの将来を考えて厳しい態度を取ることもある。
ちゃお版
とあるアンティークショップに置かれていた水晶玉の中に封印されていて、それをフミちゃんが誤って割ってしまったことから解放された。
他キャラクターとの人間関係
ケータとの関係に関しては、アニメ版では妖怪に遭遇した時に頼りないことからケータから厭わしく思われており、互いに酷い扱いを受けることが多いが、妖怪に遭遇しない平素では仲はそれなりにいい。逆にコロコロ版の漫画ではケータに助けられたり、お互いのコンビネーションが一致したりすることから、アニメ版よりも仲がいい。
ちゃお版の漫画におけるフミちゃんとの関係に関しては、アニメ版やコロコロ版とは異なり、真面目な執事ぶりを見せているため、ボケキャラでもあるフミちゃんに対してはツッコミ役として対応している。特に完璧な執事を求めておらず、面白い顔を持っていることからフミちゃんにとても気に入られている
ジバニャンとの関係に関しては、時折「ジバ野郎」と呼んで喧嘩することもあるが、凸凹コンビながらお互い馴染んでいる。また、コロコロ版の漫画ではジバニャンを背中に乗せて空中戦に向かうことが多い。

#### ウィスパーの変化形
ウィスパー孔明
声 - 関智一
諸葛亮の力を宿したウィスパー。アニメ版では毎回おぼろ入道に食べられる。
ウィスババ
声 - 関智一
トランプのジョーカーと融合したウィスパー。
マスクドうぃっす
声 - 関智一
マスクドニャーンのマスクを被ったウィスパー。アニメ『妖怪ウォッチ！』第19話のみ登場。
ブシパー
声 - 関智一、小桜エツコ
アニメ第94話とコロコロ版の漫画で登場した、ウィスパーとブシニャンが混ざった姿。ブキミー族・ランク不明。顔と足の部分がウィスパーになっている。「ござウィッス」が口癖。

### ジバニャン
声 - 小桜エツコ
プリチー族 / モノノケ族。トラックに轢かれて死んだ猫が成仏できず、地縛霊となったの赤色のネコ妖怪。
『2』以降とアニメ版ではメインキャラだが、『無印』では出番は少なく、メインキャラではなく主人公の家には住んでいなかった。
生前はアカマルという名前で、「エミちゃん」という少女に飼われていた。しかし、横断歩道で取り憑かれたトラックに轢かれて死んだ。死に際には、エミちゃんに「車に轢かれて死ぬなんて… ダサっ」と言われたことから、自分を轢いたトラックへの報復を誓っているが、成果を出せずにいる。
一人称は「オレっち」で、語尾に「〜ニャン」を付けるのが口癖。怠け者で面倒くさがり屋であるが、前向きで仲間思いであり、ケータからも頻繁に召喚される。アイドルグループ「ニャーKB48」の大ファンでありお菓子の「チョコボー」が大好物で、大好きな物への執着が人並み以上に強い。基本的にはケータやウィスパーと仲良しで、ケータとウィスパーが取り憑かれている時はケータの代わりに妖怪メダルをセットしたりすることもある。
必殺技は素早くパンチを繰り出すひゃくれつ肉球。コロコロ版の漫画では足バージョンもある。劇場版第1作のコミカライズ版ではデカニャンの協力で巨大化し「百万t肉球」という技で巨大ウバウネを倒した。他にもコロコロ版の漫画ではウィスパーなどを利用して攻撃したり盾にしたりすることもある。
キャラクターデザインを担当した長野拓造は、ジバニャンは地縛霊であるため相当な怨念を残していると考え、耳は事故に遭ったことを表現するために削り、尻尾は猫の執念深さを表現するために2本にし、顔を火の玉の模様にデザインした。また妖怪がテーマであることから昭和をイメージし、造形として一癖つけることを目的に『男はつらいよ』の寅さんを意識して腹巻きをつけた。当初の構想では、より身体の大きいブラックな雰囲気のデザインだったが、男女両方の子どもをターゲットとしていることから、かわいい路線へと調整し、現在の親しみやすく丸っこいデザインとなった。レベルファイブによる企画段階では、人に化ける能力や、腹巻は実は御礼という設定案があった。
ドラマ『勇者ヨシヒコと導かれし七人』では第11話にて、魔王の宝を守るキラーキャットとして登場した。
2022年12月16日から配信されたレベルファイブのロボット格闘アクションRPGである「メガトン級ムサシX（クロス）」では、ゲーム中にサポートをするVナビゲーター（DLCコンテンツ）として登場した。
住処
ゲーム版『1』やコロコロ版では自身が死んだ場所である交差点付近に住み着いていたが、『2』ではアニメ同様に主人公の家で居候として住み着いている。
好物と厭物
ゲーム版『1』の好物は魚介類、アニメ版や『2』の好物はスティック状のチョコスナック菓子「チョコボー」。また、アニメ版やコロコロ版、ゲーム版『2』以降ではアイドルグループ『ニャーKB48』の大ファン。
元が猫であるため、水に濡れることや泳ぎは苦手であり、自ら好んでそのようなところには行かない。
コロコロ版
怠け者で厭戦的なアニメ版とは異なり好戦的だが、空腹でやつれたり風邪をひいて寝込んでいるなど、召喚される度に予想外な姿で登場することが多い出落ちキャラになっている。さらに出落ちの原因を説明する時は擬音を付け加え、その意味不明さでケータとウィスパーを混乱させている。ケータとは強い友情で結ばれているため、たとえ病気になったりボロボロになったりしてもケータを守ろうとする。ウィスパーとはケータを盾や身代わりに利用し、後で喧嘩で殴り合うことがあるが、ウィスパーの背中に乗りながら空中戦に向かうなど、互いのコンビネーションは良好である。
ちゃお版
ぬいぐるみとして封印されアンティークショップに置かれていたが、フミちゃんに御札を剥がされたことで復活する。それ以降からフミちゃんの家で居候している。
特にエミちゃんと過ごした影響もあるために、フミちゃんに非常に懐いている。アニメ版やコロコロ版と同じくニャーKB48のファンだが何よりもフミちゃんが大好きで、その愛情は熱狂的。フミちゃんの膝に乗るのが好きだが、ウィスパーやコマさんが乗ると激怒する。アニメ版やコロコロ版とは異なりケータは主人公設定ではないことと、大好きなフミちゃんを取られるという嫉妬からケータをあまり快く思っていない。最初のころは魚介類が大好物だったが、ヨロズマートで買ったチョコボーを食べたおかげでチョコボー一筋になった。

#### ジバニャンの変化形
Bジバニャン（ビー・ジバニャン）
声 - 小桜エツコ
バスターズの衣装を着たジバニャン。
ジバニャンS
声 - 小桜エツコ
プリチー族。Sランクになったジバニャン。赤いオーラが出ていて、通常より技も強化されている。
コロコロ版ではジバニャンが山籠りでキュウビと特訓したことで一時的にこの姿になれるようになった。
トゲニャン
声 - 小桜エツコ
プリチー族。イガイガグリとジバニャンを合成させることで進化する妖怪。
アニメ版ではジバニャンが風邪をひくと変化するという設定。
コロコロ版の漫画ではイガイガグリの「イガイガ菌」を大量に吸い込んで変化した姿で、一言一言の発言にトゲがある。
ゲーム版の『1』では一度合成したら元には戻せない仕様であったが、『2』では任意で分裂して元に戻ることもできるようになっている。
必殺技は「チクチク肉球」だが、アニメ版ではくしゃみをすることで頭の刺を放つ仕組みになっている。この刺が妖怪に刺さるとトゲトゲになる風邪がうつってしまうことがある。
ワルニャン
声 - 小桜エツコ
プリチー族 / オンネン族。ジバニャンとグレるりんを合成させることで進化する妖怪。
アニメ版ではグレるりんがジバニャンと初対面直後にジバニャンに憑依することでワルニャンになった。
コロコロ版の漫画ではグレるりんの「つっぱりメンチ」によって変化する。ゲーム版と違いリーゼントを伸ばしたり曲げたりして倒す「ひゃくれつリーゼント」という必殺技を持ち、この技でグレるりんやデビビランを倒している。性格は不良らしく悪くなるが、人情に厚くなる。
ちゃお版の漫画ではフミちゃんが不良好みなのかと思い、確かめるために自らグレるりんと合体してワルニャンになる。だがうっかりとりつかれてしまったため、フミちゃんをスケバン風の不良姿にさせてしまった。
ゲーム版の『1』では一度合成したら元には戻せない仕様であったが、『2』やちゃお版などでは合成ではなく「合体」に近いニュアンスでワルニャンになることができ、任意で分裂して元に戻れるようにもなっている。
ブチニャン
声 - 小桜エツコ、関智一
プリチー族。ジバニャンとウィスパーが合体した妖怪。一人称は「わたくしっち」で「ニャーウィッス」が口癖。必殺技は「百万倍返し肉球」。
劇場版では全てのケータ側の友達妖怪から授かった力で合体し「百万倍返し肉球」で百万に分裂したウバウネを殲滅した。
アニメ版では前述の「妖怪紅白歌合戦」で、単独で歌おうとしたジバニャンに出番がなかったウィスパーがぶつかっていったことでブチニャンになった。しかし、写真撮影を担当したAD妖怪の誘導にひっかかり、分離させられて結局ジバニャンだけで歌うこととなった。
ジェットニャン
声 - 小桜エツコ
頭に飛行機の模型を載せたジバニャン。
コロコロ版の漫画では、オロチと戦っている際に、回避センサーがついたカンチのラジコンがなんだかんだでジバニャンの頭に刺さりこの姿になった。最終的に気絶してしまうものの、ブシニャンが取り付き、ウィスパーを踏み台にしてオロチを成敗した。
映画第2作では、ジバニャンがロボニャンF型から飛行機のかぶり物を手渡され、それを頭にかぶることでジェットニャンになった。
ジバニャン劉備
声 - 小桜エツコ
プリチー族 / モノノケ族。劉備の力を宿したジバニャン。アニメ版では、ジバニャンの性格や気質に準拠している。
そもそも鎧を着用すること自体を面倒臭がったり、鎧自体を粗末に扱っているため、冒頭でそのことをウィスパー孔明に咎められ、渋々鎧を着用するところから毎回話が始まる。
スシジバ
声 - 小桜エツコ
マグロ寿司をかぶったジバニャン。
ジバニャンK（ジバニャンキング）
声 - 小桜エツコ
トランプのキングと融合したジバニャン。
ヒーローニャン
声 - 小桜エツコ
イサマシ族 / ゴーリキ族。正義のヒーロースーツに着替えたジバニャン。
Tジバニャン（トレジャージバニャン）
声 - 小桜エツコ
トレジャーハンターになったジバニャン。
TジバニャンG（トレジャージバニャンゴールド）
声 - 小桜エツコ
過酷な冒険をかいくぐったことで、Tジバニャンが黄金のオーラを宿した姿。
Dジバニャン（ドヤガリジバニャン）
声 - 小桜エツコ
ドヤガリ族の衣装を身に着けたジバニャン。
黒いジバニャン（くろいジバニャン）
声 - 布施川一寛
アニメ版のショートアニメ「黒い妖怪ウォッチ」に登場するジバニャン。ブキミー族。
他のネコ妖怪にはない特徴としてヒゲが生えており、首輪には鈴ではなくドクロを着けている。
黒い妖怪ウォッチの所持者で、黒いコマさんと共に「次々にクズ人間を妖怪に変える計画」を進めている。すぐキレてしまうのが特徴で、後から取ってつけたかのように「ニャン」とつけて喋る。また、ろくろ首のように首を伸ばすことができる。サウナに入った後水風呂に入らない派らしく、体中から悪臭を放っている。よく妖汁という飲み物を飲んでいるが、この飲み物も悪臭を放っているようで味は不味いらしい。
最終回で死亡した黒いブシニャンから預金通帳を奪おうとしたところ、黒いコマさん共々黒い妖怪ウォッチに食べられてしまった。食べられた後は黒い妖怪メダルに変えられ、ケータ（クズ）により黒い妖怪大辞典に収集された状態のまま川に捨てられ、二度と召喚できない状態にされた。
さくらニャン
声 - 小桜エツコ
プリチー族。ワンチャンサイドによってジバニャンが変化した姿。桜を咲かせることができる。「妖怪ウォッチ♪」52話では花さか爺と手を取り合ったことで変化した。
ニャーサー
声 - 小桜エツコ
『ぷにぷに』のイベントである「ニャーサー王物語」で登場。ランクZZZ。聖剣を抜いてしまったことでニャメロットという世界の伝説の王になったジバニャン。かっこいい装備に気分も上々。
ナイトニャーサー
声 - 小桜エツコ
『ぷにぷに』のイベントである「ニャーサー王物語」第6弾で登場。ランクZZZ。伝説の聖剣に眠っていた力を『ニャイトウォッチ』で解放し、覚醒したナイトニャーサー。聖なる力で魔物をぶった斬る。
ニャーサー王
声 - 小桜エツコ
『ぷにぷに』のイベントである「ニャーサー王物語」最終回で登場。ランクZZZ。円卓の騎士たちの力を集結し、真の力を得たニャーサー王。偉大な聖剣を軽々しくぶん回すその姿は、まさに生きる伝説。

#### その他のニャン系妖怪
デザインが異なるキャラクターも存在するため、全てが派生キャラクターというわけではないが、関連するキャラクターも多いため、こちらにまとめる。
ブシニャン
声 - 小桜エツコ
イサマシ族 / ゴーリキ族。ジバニャンの先祖で、甲冑に身を包んだネコ妖怪。レジェンド妖怪で刀を常備している。一人称は「それがし」。
アニメ版では特定の妖怪メダルを集めたことで出現した。最初はジバニャンが侍のコスプレをしていると思われ、ケータとウィスパーは相手が本当にブシニャンだということを信じていなかった。ケータとウィスパーの友情を見たことで感動しながらケータを認め、自分の子孫をよろしく頼むと伝えながらメダルを渡した。武士らしい言動をしているものの、スマホで自分撮りをしたり、ニャーKB48の写真集（保存用）を読んだりするなど現代的。何かを斬る際には、「〜真っ二つ斬り」や「〜三等分斬り」といった名前を付けている。物を斬れない状態が続くと、禁断症状で暴走する。
コロコロ版の漫画では「先祖妖怪」。何百年かに既に死亡しており、霊体の状態で登場している。かなりの実力者だが霊体なため、物体に触ったり攻撃することができないが、子孫であるジバニャンにとりつくことで実体化することができる。熱血かつ礼儀正しい侍らしい性格だが、かなりの天然ボケで子供っぽい一面もある。無益な殺生はせず、人を憎まず罪を憎み、情を与え、改心を求めるのが彼のポリシーである。一人称は「拙者」。かつてラストブシニャンとは戦友で、仕えていた殿様のために3万人の兵士を斬ろうとした際に死亡し霊体となった。
第94話ではウィスパーと合体して「ブシパー」（ブキミー族）が誕生した。
2021年に実施された「『妖怪ウォッチ』であなたが好きな妖怪は？」と題したアンケートでは第5位になった。
クリスタルブシニャン
声 - 小桜エツコ
イサマシ族。体が水晶になったブシニャン。
ラストブシニャン
声 - 矢部雅史
イサマシ族 / ゴーリキ族。メリケンレジェンド妖怪。日本の文化に憧れ武士となったUSAのネコ妖怪だが、武士道を間違ってとらえており、よく切腹しようとする。
コロコロ版ではブシニャンと戦友で、同じ殿に仕えていた。数百年間草しか食べていなかったらしく、空腹で餓死寸前になっていることも多い。
ロボニャン
声 - 笹本優子（ゲーム『1』） → 坂東尚樹（アニメ、ゲーム『2』以降）
ゴーケツ族 / ツクモノ族。ジバニャンのような外見のロボット。
初期はロボットだと自覚しておらず、普通の猫っぽく振舞っていたが、続編の2やアニメではロボットの性能をいかんなく発揮している。
アニメ版では進化したテクノロジーとジバニャンが融合し、未来からやってきたロボットの妖怪。体内がチョコレート工場であり、チョコボーを量産できる。
あらゆる面で能力はズバ抜けており、走行中のトラックも指1本で止める超怪力に加え、現代科学の法則を無視した変形もできるなど妖怪以上の能力を搭載している。
ボイスチェンジ機能があり、普段の声も『1』とアニメ登場の当初は女性的な声だったが、『2』およびアニメ版で低い男性的な声に自ら変更した。アニメ第74話でロボニャンF型との出会いを経て、彼の意志を受け継いで最後には自らF型に進化した。クールな声や決め台詞の「アイルビーバック！」など、ターミネーターシリーズの登場人物であるT-800へのオマージュが多く見られる。
2015年7月6日に開催された『ターミネーター:新起動/ジェニシス』のジャパンプレミアでは、ゲストとしてロボニャンと日野晃博がレッドカーペットに登場した。
2017年1月14日に実施された大学入試センター試験の「日本史A」において、選択肢の中にあるロボットの説明の一環として、ロボニャンが実際の試験問題に掲載された。
ロボニャンF型（ロボニャンエフがた）
声 - 坂東尚樹
ゴーケツ族 / ツクモノ族。美しいフォルムを目指し作られた最新型のロボニャン。
アニメでは、ロボニャンよりも未来で作られた進化型ロボニャンとして登場した。ミサイルで島1つを消し飛ばしたり、世界中の工場の機械をコントロールしてチョコボーを生産させるなどの機能を持つ。ラストで巨大隕石から地球を救うために自爆し、通常のロボニャンがその意思を引き継いでF型に進化した。
先述の通り未来のジバニャンであるが、214話でジバニャンが他の妖怪から自身に関する記憶が薄れる病気である「妖怪グデングデン熱」に感染した際には他の妖怪と同様にジバニャンのことを忘れていた。
ロボニャンUSA（ロボニャンユーエスエー）
声 - 佐藤健輔
ゴーケツ族。ロボニャンがUSAで改造手術を受けた姿。
ゴルニャン
声 - 笹本優子
ゴーケツ族 / ツクモノ族。ロボニャンの色違い。声はロボニャンとは違うが、『2』以降は音声加工が入り、ロボットらしくなった。
Uロボニャン（アルティメットロボニャン）
声 - 坂東尚樹
プロフェッショナルが作り上げた究極のロボニャン。スマートな体とその体からは想像できないほどのパワーを持つ。必殺技はジバニャン・コマさん・USAピョン・フユニャンをミサイルにして発射する「アルティメットミサイルシステム」。
ゲーム版『3』の『スキヤキ』バージョンから登場。ロボニャン28号を5人のオタク（イナホ、カンチ、オタケン、うんちく魔、マーク・シャッチーバーグ）が改造したことによって誕生した。
映画『空飛ぶクジラとダブル世界の大冒険だニャン！』では、実写世界のイナホが作った怪しい薬を飲んだロボニャンF型がこの姿に変化した。
フユニャン
声 - 梶裕貴（以下特記以外同）
イサマシ族 / オマモリ族。ジバニャンの亜種にあたる浮遊霊のネコ妖怪。トレードマークは額の大きな傷と赤いマント。ケイゾウ/フミアキのパートナー的存在。必殺技は「ど根性ストレート肉球」。
所持していたマキモド石を使い、主人公を過去に導いた。事件解決後は60年前に再び留まり、60年経った現代でもケマモト村のパトロールをしたり、現在の祖母の家を住まいとして普通の猫に化けて情報収集をしていた。
劇場版2作の現代では、変身ポーズを取ることによりダークニャンの姿へとパワーアップできるようになった。変身時の口上は「パワーアップだ！」。
ねとらぼ調査隊で2021年に実施された「『妖怪ウォッチ』であなたが好きな妖怪は？」と題したアンケートでは第4位になった。
デカニャン
声 - 梶裕貴
超巨大ネコ妖怪。『2』の物語の鍵を握る。必殺技は「猫色吐息でばっふぅん」。
周囲の物や人物を巨大にする力を持っている。「〜でふ」という独特の喋り方で話す。ある目的を達成するために主人公にケマモト村に行くように薦める。
正体は60年後のフユニャン。体に付いたキノコのせいで妖力の放出が疎かになって巨大化した。巨大化の影響でケイゾウ/フミアキの家の倉から出られなくなり、思念体を送って主人公をケマモト村に呼び寄せた。コミカライズ版ではストレスを感じるたびにこの姿になることができる。ジバニャンの水筒を巨大化させて大時計を停止させたり、ジバニャンを巨大ウバウネと同等の大きさに巨大化させたりするなどの活躍を見せた。
ダークニャン
声 - 梶裕貴
ブキミー族。フユニャンが新たな力を求め新しく生まれ変わった姿。必殺技は「ダークニャイトクロー」。
ゲーム版『2』の『真打』から初登場し、フユニャンがセバスチャンの試練を受けたことで生まれ変わる。
劇場版ではケイゾウ側の妖怪たちによってパワーアップした妖怪ウォッチ零式により変身する。素早い飛行能力を持ち、ブチニャンを巨大ウバウネまで送るために活躍する。
フユニャンエース
声 - 梶裕貴
イサマシ族。トランプのエースと融合したフユニャン。
フユニャンS
声 - 梶裕貴
イサマシ族。Sランクになったフユニャン。
フユニャン曹操
声 - 梶裕貴
イサマシ族 / オマモリ族。曹操の力を宿したフユニャン。武将レジェンド妖怪。
ぷにフユ
声 - 梶裕貴
イサマシ族。フユニャンに似たぷにぷにした感覚のネコ妖怪。
フユニャンサンタ
声 - 梶裕貴
『ぷにぷに』で登場。イサマシ族。サンタクロースの帽子を被ったフユニャン。
マスターニャーダ
声 - 坂東尚樹（『2』元祖/本家、『4』）、志村けん（劇場版・『2』真打、『3』）
プリチー族 / モノノケ族。神秘のエネルギー「ホース」を使いこなすネコ妖怪。必殺技は「無限のホースパワー」。
ケイゾウ/フミアキと同様ガッツ仮面の大ファンで、ガッツ仮面の決めポーズをしたり、よく花道商店街のテレビでガッツ仮面の番組を見ている。
最強の妖怪かつ妖怪の師匠と呼ばれているが、10秒立つと疲れてしまう弱点を持つ。また、途中で居眠りすることが多い。
ねとらぼ調査隊で2021年に実施された「『妖怪ウォッチ』であなたが好きな妖怪は？」と題したアンケートでは第9位になった。
トムニャン
声 - 布施川一寛
プリチー族 / モノノケ族。USA出身の亡霊（ファントム）であるネコ妖怪。一人称は「トムっち」、語尾に「ミャウ」を付ける。
外見はジバニャンに類似しているが、体色は黄色で星条旗をイメージした赤と青の腹巻を付ける。金色の前髪と、顔にそばかすがある。首にはベル（釣鐘）を付けている。好物はデリシャスティック（スティック型のビスケット）、必殺技は「ワンハンドレッド肉球」。
ゲームでは『3』より登場。USAに定住しており、「テンプラ」限定クエストで仲間になる。
アニメ版ではルームメイトのジェリーと共にケータの家の隣に引っ越して来た。ギターを弾きながら独自の歌を歌う癖がある。能天気な性格で、ジェリーが暴走したり自分の知ったかぶりが原因でラストブシニャンが切腹しようとする傍でギターを演奏することもある。「レディー・ニャニャ」のファン。
コロコロ版では「トムっち、ショック！」を常套句としており、ケータを「数多の妖怪の支配者」として自分の思い通りに利用しようと意図している。13巻で実はゴゴゴGF（ゴッド・ファーザー）が見せた生前のトムニャンの幻影からエミリーちゃんを解放するため、ゴゴゴGFを倒す協力者を求めて日本を訪れていたことが判明した。事件が解決後はUSAに戻り、ウィスパーの妖怪パッドにお礼のメッセージと共にエミリーちゃんと一緒に映った写真を送った。
宝石ニャン
プリチー族 / ツクモノ族。全身が宝石でできたネコ妖怪たち。
サファイニャン
声 - 矢部雅史
全身がサファイアでできたネコ妖怪。
エメラルニャン
声 - 笹本優子
全身がエメラルドでできたネコ妖怪。
ルビーニャン
声 - 奈良徹
全身がルビーでできたネコ妖怪。
トパニャン
声 - 遠藤綾
全身がトパーズでできたネコ妖怪。
ダイヤニャン
声 - 坂東尚樹
全身がダイヤモンドでできたネコ妖怪。
アニメ版では妖怪ベストテンに登場し、初登場1位の快挙を成し遂げた。だが過去のエピソードで一度も登場しなかったため、最終的に選ばれなかったウィスパーから突っ込まれた。
セーラーニャン
声 - 小桜エツコ
プリチー族 / オマモリ族。船で働く乙女なネコ妖怪。
ぷにニャン
声 - 小桜エツコ
『ぷにぷに』で登場。プリチー族。プニプニした水色のネコ妖怪。
コアラニャン
声 - 潘めぐみ
プリチー族。コアラとネコがミックスした妖怪。
ふくらんだ鼻を押すと二次元（アニメ）の世界を三次元（実写）の世界に切り替える能力を持つ（三次元の世界で鼻を押すと二次元の世界に戻る）。
南海カナミが持っていたぬいぐるみが妖怪化した。
ガブニャン
声 - 笹本優子
ウスラカゲ族 / オンネン族。ドラキュラ化したネコ妖怪。
『コロコロコミック』読者応募から生まれた妖怪。
アニメ版では咬まれた人もガブニャンに変わる能力を利用して、人類ガブニャン化計画を実行しようとした妖怪として登場。実はケータの夢の中で出てきた妖怪であり、現実には存在しない。本編では「ガブニャン！」としか喋らなかったが、一応普通に喋れる。
マスクドニャーン
声 - 小桜エツコ
イサマシ族 / ゴーリキ族。マスクを被り、プロレス界に殴りこみをかけたネコ妖怪。
コロコロ版の漫画ではメラメライオンの能力でジバニャンがこの姿になったが、ただ単にマスクと黒パンツとブーツをかぶってきただけで、ケータとウィスパー、USAピョンにも突っ込まれている。
ニャン騎士
声 - 小桜エツコ
イサマシ族 / オマモリ族。騎士の装備をしたネコ妖怪。
ニャン魔女
声 - 小桜エツコ
フシギ族 / オンネン族。魔女っ子なネコ妖怪。
アニメ版ではとりつかれると魔法少女になり、変身能力や必殺技が使えるようになる。
モモタロニャン
声 - 小桜エツコ
イサマシ族 / ゴーリキ族。桃太郎のようなネコ妖怪。
イヌニャン・サルニャン・キジニャンの三匹の御供を連れてきている。
アニメ版では三匹を探す途中ではぐれてしまい、その間にレッドJとマイティードッグを御供にしたため三匹はリストラされてしまった。
コロコロ版では御供を連れて鬼退治を行い財宝を手に入れるもそれを独り占めして使い切ってしまい、赤鬼に捕まるもサルニャン以外の御供からは見放されてしまう。
後にドケチングに取り憑かれていたせいと釈明するも半信半疑だったがきびだんごをお詫びにあげたことで和解する。
イヌニャン
声 - 佐藤健輔
ゴーケツ族 / モノノケ族。モモタロニャンの御供の一匹で、イヌと猫を混ぜ合わせたような妖怪。「ワンニャン」が口癖。なお、頭の部分は取り外しが可能。
サルニャン
声 - 安野希世乃
プリチー族。モモタロニャンの御供の一匹で、サルと猫を混ぜ合わせたような妖怪。耳の部分は取り外しが可能。
キジニャン
声 - 佐藤智恵
ポカポカ族。キジと猫を混ぜ合わせたような妖怪で、モモタロニャンの御供の一匹にあたる。くちばしの部分は取り外しが可能。
キンタロニャン
声 - 小桜エツコ
ゴーケツ族。鉞を担いでいる、金太郎のようなネコ妖怪。
ウラシマニャン
声 - 小桜エツコ
ポカポカ族。浦島太郎のようなネコ妖怪。乙姫から玉手箱を貰い忘れたショックで妖怪になった。
アニメ版では地味系妖怪。性格はネガティブ。または努力。語尾に「〜だ」、「〜んだ」、「〜ぞ」を付ける。都会や乙姫が苦手。
フルーツニャン
プリチー族 / ウワノソラ族。ゲーム版『2』から初登場したネコ妖怪たち。ジバニャンに似ているが、様々なフルーツの姿をしている。
ちゃお版の漫画ではジバニャンと会うためにフミちゃんの家で猫の集会を行っていたが、実際はチョコボーが欲しくてやって来たという。
メロンニャン
声 - 浅利遼太
メロン果汁100%のネコ妖怪。
ミカンニャン
声 - 笹本優子
ミカン果汁100%のネコ妖怪。
キウイニャン
声 - 永田亮子
キウイ果汁100%のネコ妖怪。
ブドウニャン
声 - 遠藤綾
ブドウ果汁100%のネコ妖怪。
イチゴニャン
声 - 安野希世乃
イチゴ果汁100%のネコ妖怪。
スイカニャン
声 - 佐藤健輔
スイカ果汁100%のネコ妖怪。とりつかれるとスイカ割りがしたくなる。
ネコ2世（ネコにせい）
声 - 悠木碧
立派な王様になるために修行中のネコ妖怪。常におしゃぶりを口にくわえているが、「赤ちゃん」と言われると怒る。
ネコ2世ゴールド（ネコにせいゴールド）
声 - 悠木碧
おしゃぶりの卒業を拒否したことで次の段階へと進化を遂げたネコ2世。

##### コラボキャラ
モーグリニャン
声 - 小桜エツコ
プリチー族。『ファイナルファンタジーXI』とのコラボキャラ。モーグリにそっくりなネコ妖怪。
Dリーニャン（でんぢゃらすリーニャン）
声 - 小桜エツコ
ゴーケツ族。『妖怪ウォッチ ぷにぷに』で登場。『絶体絶命でんぢゃらすじーさん』と同作のコラボキャラ。
じーさんがネコ妖怪になった姿で、必殺技も「ひゃくれつ肉球」ではなく「ひゃくれつおなら肉球」になっている。
名探偵コニャン
声 - 高山みなみ
『ぷにぷに』で登場。イサマシ族。『名探偵コナン』公式アプリリリースを記念して同作とコラボレーションしたもので、ジバニャンと江戸川コナンが融合したような形になっている。攻撃の際のセリフも「バーロー」ならぬ「ニャーロー」になっている。
チョコボニャン
声 - 小桜エツコ
『ファイナルファンタジーXIV』とのコラボキャラ。チョコボにまたがって戦うジバニャン。
ニャーミネーター
声 - 小桜エツコ
ゴーケツ族。ユニバーサル・スタジオ・ジャパンの「ユニバーサル・妖怪ウォッチ・フェスティバル」で生まれた“自称”サイボーグネコ妖怪。
ゲーム版『3』ではグレーニャンがネコ妖怪強化プログラムを受けた「漆黒のネコ妖怪」として登場。
アニメ版では自称最強サイボーグ妖怪と名乗っている。「人間の○○には1ミリも興味がない」と言いながらもソフトクリームを作り、サラリーマンの一日を経験し、挙げ句の果てにはそば屋のバイトも経験した。
ワンダーニャン
声 - 小桜エツコ
プリチー族。多くの大陸を渡り歩き、大冒険を重ねてきたワンダーなネコ妖怪。
ゲーム版『2』ではスマホアプリ『ワンダーフリック』との連動で入手できる。
織田のぶニャが（おだのぶニャが）
声 - 梶裕貴
『のぶニャがの野望』より『妖怪三国志』にゲスト出演。

### コマさん
声 - 遠藤綾

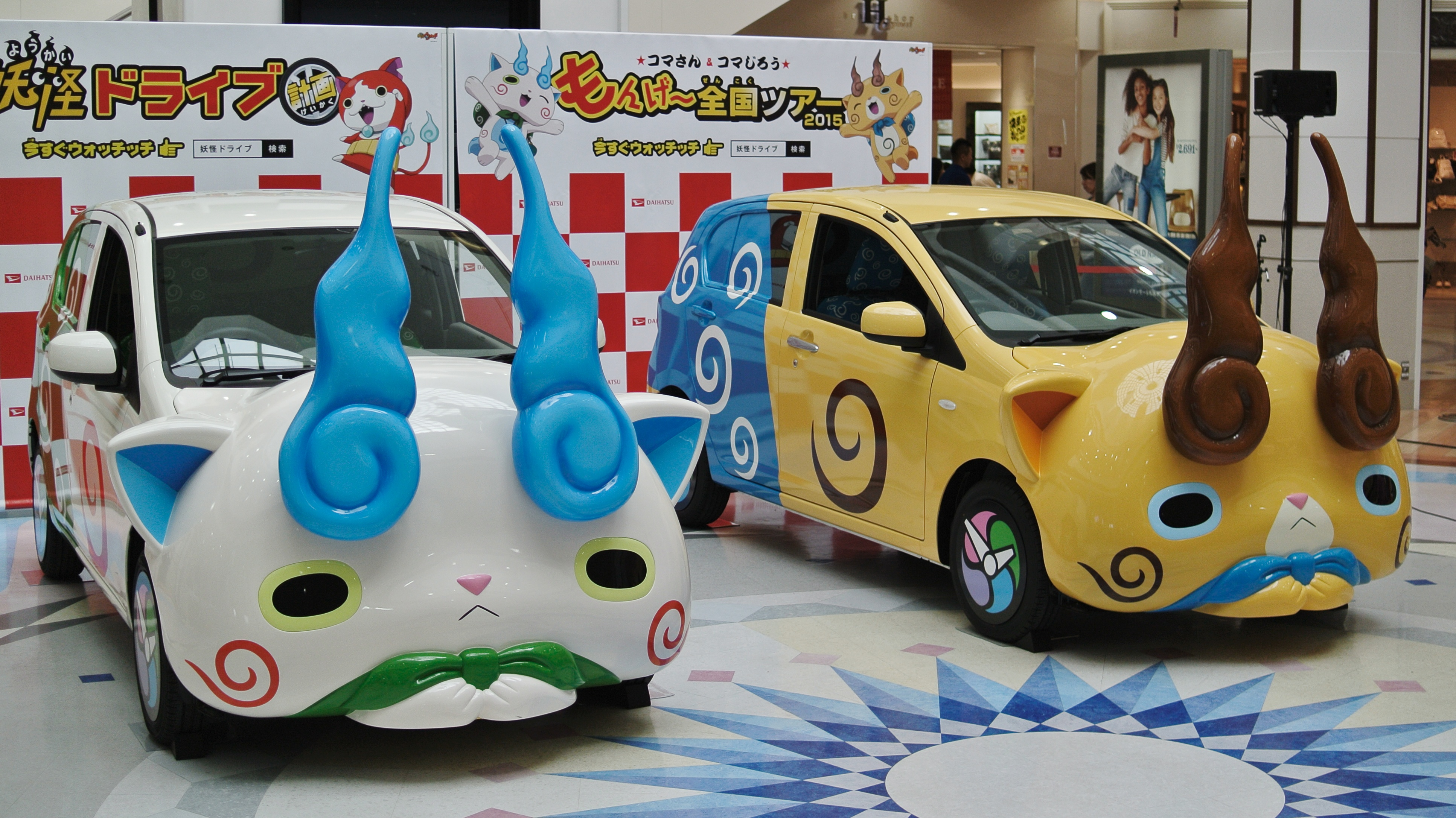
ダイハツのコマさんカーとコマじろうカー（ベースはミライース）

プリチー族 / オマモリ族。神社の狛犬に憑依した妖怪。一人称は「オラ」で、「〜ズラ」、「もんげー」（岡山弁で「ものすごい」という意味）が口癖。年齢はコマじろうの発言によると、300歳を越えているとのこと。葉っぱを頭に乗せた時には垢抜けない人間の青年として人間に視認されるようになる。必殺技は「ひとだま乱舞」。双子の弟にコマじろうがいるが、弟のコマじろうとは違いに未だに都会慣れしていない。渦巻き柄の入った緑色の風呂敷を背負っており、コマじろうからクリスマスプレゼントとして渡された緑色のがま口のポシェットを、肌身離さず身に着けている。好物はソフトクリーム。
ゲーム版の『1』では田舎から家出してさくらニュータウンに訪れるが、キュウビに馬鹿にされたことで見返すために主人公と行動した。そしておぼろ入道を倒し、キュウビにも認められたことで、主人公の友達となった。第11章では結界が壊され人間界に侵入して来たイカカモネに対し、ジバニャン含めた他の人間側の妖怪たちと共に立ち向かったことがある。
『2』ではメインストーリーには登場しないが、『1』との連動で友達にすることが可能。『3』ではヨップル社の工場見学に参加し、改めて主人公と友達になる。
アニメ版ではコマさんが住んでいた神社が取り壊されたことで、放浪中に都会に訪れたという。神社にいた時に祭りの屋台で売られていたソフトクリームを以前から食べたいと思っていたため、ファストフード店で客が注文したソフトクリームを勝手に食べながら過ごしていた。そこをケータとウィスパーに目撃され、ケータたちに町を案内されてから友達になる。弟のコマじろうと共に河川敷の川辺にあるバラックで暮らしている。妖怪としての能力を発揮する場面は少ないが、手を触れた相手の思い出を読み取る描写が作中に存在する。綺麗な女性に弱いところがあり、人間の女性に恋心を抱いたこともある。
ゲーム版では純朴な弟思いの田舎者で、臆病かつ泣き虫で弱虫な性格。アニメ版・コロコロ版・ちゃお版でもそれは踏襲されている。特にアニメ版では加えて、天然かつ単純な性格になっている。また食べることが大好きなようでソフトクリームや名物など色々な物を食べることが多いが、犬以外の他の動物が食べるものさえも平気で食べる節があり、悪食。アニメでのケータにおけるコマさんの全ての召喚は、コマさんの性格や気質を利用あるいは逆利用する目的で呼び出されている。アニメでは「コマさん」「コマさんタクシー」「4コマさん」などコマさんが主役になるミニコーナーがある。
人間界の常識や事情に極めて疎く、苦手なことも多いが、一方で本来の姿は人間には見えないにもかかわらず、博物館の入館料を払うなどの目的でわざわざ人間に化けるなど、律儀な一面も持ち合わせている。また、手先が器用で陶芸や建築といった立体的な造形に長けている面がある。一方で、平面的な造形（絵画など）は苦手。
コロコロ版の漫画では単行本未収録のエピソード（『月刊コロコロコミック』2014年10月号掲載）と劇場版第2弾のコミカライズ版、15巻のバスターズトレジャー編に登場した。
ちゃお版の漫画ではキュウビが誤って神社を放火させたことで住む場所を失い、改めて色々経験するために都会へ移ったが、都会に対する恐怖心を抱いていた。フミちゃんと出会い、友達同士になったことで、後にコマじろうと共に彼女の家で居候するようになる。非常に小心者。
キャラクターデザインを担当した田中美穂は、ジバニャンの友達のようなキャラクターを作ることを意図して、ジバニャンが猫であることから犬に決め、狛犬の妖怪なら可愛くなると考えてモチーフを決めた。コマさんの顔の形は、ジバニャンが丸い顔であるため、その横に並べた際のバランスを考え、シルエットに差をつけつつ丸に寄せた形として、おまんじゅうからインスピレーションを得て丸を潰したような形にデザインされた。
ねとらぼ調査隊で2021年に実施された「『妖怪ウォッチ』であなたが好きな妖怪は？」と題したアンケートでは第1位になった。「ウェブ電通報」によると、田舎っぽさがあり愛嬌のあるキャラクターであることから、特に女性からの人気が高いとされる。

#### コマさんの変化形
特記がない限りはいずれもプリチー族。
ししコマ
声 - 遠藤綾
コマさんの進化系。背負っていた風
呂敷がマントのような形状に変化している。口調も「〜ズラ」から「〜ぜ」に変化しており、凛々しくなっている。必殺技は「ひとだまバースト」。
Bコマさん（ビー・コマさん）
声 - 遠藤綾
鬼時間での活動に特化した特製スーツを着こんだコマさん。このスーツを着ると都会人に近づいた気分になるとのこと。
コマさんS
声 - 遠藤綾
Sランクになったコマさん。通常のコマさんと比べると白いオーラが出ていて、技も強化されている。ただし、本人は戸惑っていて元のコマさんに戻りたいと嘆いている。
ジバコマ
声 - 遠藤綾、小桜エツコ
ジバニャンとコマさんが合体した姿。「ニャンげー」が口癖。
アニメ版では『北斗の犬』最終回で、コマシロウがニャオウとの壮絶な戦いの末に合体した。
コマさん孫策
声 - 遠藤綾
孫策の力を宿したコマさん。武将レジェンド妖怪。
天コマ
声 - 遠藤綾
海老天を頭にかぶったコマさん。
コマさんJ（コマさんジャック）
声 - 遠藤綾
トランプのジャックと融合したコマさん。
ダークコマー
声 - 遠藤綾
ウスラカゲ族 / オンネン族。漆黒のマントを身に纏い、ダークヒーローのスーツに着替えたコマさん。
Tコマさん（トレジャーコマさん）
声 - 遠藤綾
トレジャーハンターになったコマさん。
TコマさんG（トレジャーコマさんゴールド）
声 - 遠藤綾
Tコマさんが冒険中にソフトクリームを落としたことで新たな力に目覚めた姿。本人は気づいていない。
Dコマさん（ドヤガリコマさん）
声 - 遠藤綾
ドヤガリ族の衣装を身に着けたコマさん。
黒いコマさん（くろいコマさん）
声 - 矢部雅史
アニメ版のショートアニメ「黒い妖怪ウォッチ」に登場するコマさん。ブキミー族。
本人曰く「とっても優しい、田舎者の妖怪」とのことで、一見するとそこはコマさんと変わりないが、実際は黒いジバニャン以上に容赦ない毒舌を吐く。黒いジバニャン同様、ろくろ首のように首を伸ばすことができる。
「黒い妖怪ウォッチ」最終回で、こちらも死亡した黒いブシニャンから「恨」の鎧を奪って売り払おうとしたところ、黒いジバニャン共々黒い妖怪ウォッチに食べられてしまった。こちらもケータ（クズ）により、二度と召喚できない状態にされた。
ロボコマ
声 - 安野希世乃
プリチー族。未来からやってきたコマさんのロボット。ロボになっても相変わらず都会が苦手で、放浪中によく充電が切れてしまう。
ベディコマ
声 - 遠藤綾
『ぷにぷに』のイベントである「ニャーサー王物語」で登場。プリチー族・ランクZZ。ニャメロットの王様に仕える円卓の騎士の一人。重い大剣をうまく構えられず、振り回しているうちになぜか剛腕の騎士と呼ばれるようになった。

#### コマさんの家族
コマじろう
声 - 遠藤綾
プリチー族 / オマモリ族。コマさんの双子の弟。ゲーム版では旅に出たコマさんを探しているが、運が悪く見つけることができない。葉っぱを乗せて人間に見える時は色黒で茶髪の姿になる。年齢は本人の発言によると300歳を越えているとのこと。必殺技は「風雷サンダー」。一人称は「オラ」でコマさん同様語尾に「ズラ」をつけるが、ゲーム『1』では語尾は「コマ」だった。
アニメ版では兄のコマさんを追いかけてさくらニュータウンへ来て再会し、兄弟で同じ家に暮らしている。
天然で鈍感で抜けたところのある兄のコマさんとは違い、しっかり者で落ち着いていて博識であり、兄に何か尋ねられたりした時は優しく教えてあげることがほとんどである。しかし、兄が常識外れの間違った思い込みや行動をしている時は内心では流石に呆れ、ツッコミを入れたり時には叱ることもある。アニメ初期では都会について嘘をついたり知ったかぶりをしたりするコマさんを、本当のことを言っていると思い込み尊敬している描写があった。後に兄を尊敬している描写はほとんどなくなったものの、兄に叱られて落ち込み、許してもらった時には喜ぶなど、兄を慕う気持ちは変わっていない。
ケータとは、第56話でうらやましろうとの対戦で召喚されたコマさんについていく形で登場し、対面を果たした。
ちゃお版の漫画ではキュウビが誤って神社を放火させたことで住む場所を失い、コマさんと共に都会へ移った。そのため、コマさんと一緒にフミちゃんの家で居候するようになる。
ねとらぼ調査隊で2021年に実施された「『妖怪ウォッチ』であなたが好きな妖怪は？」と題したアンケートでは第8位になった。
コマじろうの変化形
とらじろう
声 - 遠藤綾
プリチー族。コマじろうの進化系。コマさんを探す旅で、たくましく成長した姿。兄のししコマを探していた。内に秘められた猛虎の力を解放しているため武術が得意。必殺技は「稲妻クレイジー」。
コマじろうS
声 - 遠藤綾
プリチー族。Sランクになったコマじろう。
通常のコマじろうと比べると金色のオーラが出ていて、技も強化されている。Sランクになったことでモテモテになり、バラ色の日々を送っているとのこと。
コマじゅうろう
声 - 遠藤綾
プリチー族。トランプの10と融合したコマじろう。
KJ（ケージェイ）
声 - 遠藤綾
プリチー族。コマじろうがDJとして活動するときの姿。
コマ母ちゃん（コマかあちゃん）
声 - さとうあい
プリチー族 / オマモリ族。コマさんとコマじろうの母。ボス妖怪並の巨体に餅のような体格で手足は無い。
体の一部を自在に変形させ手足や触手として使う。体は餅のように柔軟で高所から落下したコマさんをトランポリンのように跳ね上げることも可能。跳ねて移動する。眉毛の色はピンクで性格はコマさんに近い。
劇場版第2弾で姿が初登場し、妖魔界コマヶ岳に住んでいることが判明した、ある理由からコマさん・コマじろうを呼び戻した。
アニメ版の「コマさんといく」では都会に行きたがっており、その度に多種多様な方法でコマさん兄弟に連絡を送る。「コマさんといく」では姿を見せていなかったが、第154話の「イナウサ妖怪ミステリーファイル2 ミステリーサークルの謎を解け！」において、ミステリーサークルらしきものを作っている張本人の1人として姿を見せ、アニメ版では初登場となった（実際には草むらを跳ねていた時に、コマ母ちゃんが踏んづけた跡である）。
コマみ
声 - 田村ゆかり
プリチー族。コマさんとコマじろうの妹。姿はコマさんに近く、一回り小さい。眉毛や渦巻き模様の色はピンク。緑色のポシェットを着用している。
活動的な性格で、かくれんぼが得意。妖怪刑事警察機構の捜査官として働いている。
『妖怪ウォッチ！』の「ニッポン全国コマみ探しの旅！」で初登場。日本全国の名スポットを観光してはSNSの「インズラグラム」に写真を投稿していた。また行く先々で大食いコンテストで優勝する、熊を一撃で倒すなどの功績を残している。コマさんたちはインズラグラムの情報を見て後を追うが、中々見つけることができなかった。「オラたちのおうち編」で初めてコマさん・コマじろうと会話し、「完結編」で初対面を果たした。
ねとらぼ調査隊で2021年に実施された「『妖怪ウォッチ』であなたが好きな妖怪は？」と題したアンケートでは第6位になった。

#### コマさんの関連キャラクター
KKブラザーズ（ケーケーブラザーズ）
声 - 遠藤綾
プリチー族 / オマモリ族。KコマーとKジーロのメリケン妖怪コンビ。ヒッチハイクでUSAを旅している。
ゲーム版『3』では「スシ」限定クエストで仲間になり、2体で1体として扱われる（妖怪大辞典も同様）。アニメ版の「コマリーヒルズ青春白書」では主役をつとめる。
ぷにコマ
声 - 遠藤綾
『ぷにぷに』で登場。プリチー族。プニプニした黄緑色のコマ犬の妖怪。
ぷにじろう
声 - 遠藤綾
『ぷにぷに』で登場。プリチー族。

### USAピョン（うさピョン）
声 - 重本ことり→佐藤はな
ウスラカゲ族 / ウワノソラ族。ゲーム版『3』とアニメ版のセカンドシーズンから登場するメリケン妖怪。
イナホの相棒。黄色い宇宙服に身を包んだ、ウサギになろうとしてなれなかったフェレット系の小動物。
口癖は語尾の「〜ダニ」。一人称は「ミー」。二人称は「ユー」だが、怒ると「テメー」になる。
宇宙開発機関のヒューリー博士と出会い、「初めて宇宙に行く小動物」として選ばれるはずだったとのこと。ヒューリー博士のことは友達や相棒と思っており、イナホやふぶき姫などに「実験動物」と言われた際には全力で否定している。ロケットは妖魔界の通販で買った「週刊チビチビクミタテール」各号についている部品と妖怪の力を借りて作る。ロケット造りに必要な妖怪を探し出して友達になり、その力を借りロケットを完成させヒューリー博士のやる気を取り返させることに成功した。しかし、コロコロ版の漫画では安全装置をつけるのを忘れてしまいそのまま墜落、再び作り直すこととなった。
必殺技は「極太USAビーム」（ごくぶとうさビーム）。なお『妖怪ウォッチバスターズ 赤猫団/白犬隊/月兎組』では企業のキャンペーンで入手できるメダルのQRコード、もしくはパスワードを入力することにより「マリン」「アメフト」「ドライビング」「ミリタリー」の4つのスタイルに変化する。この4種は、宇宙に行くために様々な特訓をしており、その特訓のためのスタイル。
ゲーム版『4』では、フクロウに「姫」と間違われたイナホと共にさらわれてしまう。
ねとらぼ調査隊で2021年に実施された「『妖怪ウォッチ』であなたが好きな妖怪は？」と題したアンケートでは第7位になった。
アニメ版
威張った口調だが実は孤独を嫌う寂しがり屋。自分の世界に入り込んでしばしば悪ふざけに走るイナホをたしなめ、ツッコミを入れる常識的なしっかり者である。怒ると、ヘルメットのほほ側の両方のボタンを押すことで黒煙が発生し、「ベイダーモード」という真っ黒で赤いツリ目の凶悪な顔に変わり、光線銃を乱射する（本人曰く、命中して負傷してしまうとイナホがかわいそうなため、わざと当てていないとのこと）。「ベイダーモード」から元の姿に戻る際は、顔に充満した黒煙を鼻で全て吸い込み、深呼吸する。映画第2作では、その状態でイナホに弄られてさらに激昂し、頭頂部にあるボタンを押して「エンペラーモード」に変化。ボディカラーも黄色から濃い桃色に変化かつマントが装着される。
小コーナーとしては、前述の「ロケットチビチビクミタテール」と「イナウサ不思議探偵社」がある。どちらも、妖怪のいそうな場所や犯人の妖怪を当てる四択問題で、事件の内容からして最もらしい妖怪を選ぶものの、正解はイナホが（当てずっぽうまたは駄洒落で）選んだ場所や妖怪という落ちになるのが定番。
『妖怪ウォッチ！』では「まもれ！ 絶滅危惧妖怪！」で再登場。登場時に絶滅危惧妖怪として登録されていた。
コロコロ版
少々天然な性格で、イナホに突っ込まれることが多い。またアニメ版と異なりあまり怒ることはないためベイダーモードになることも少ない。自身の出番が少ないことを気にしている。
ちゃお版
イナホと出会った際に、回転する椅子から誤って転落して頭を打ったことで本来の目的を忘れてしまったため、思い出すまでイナホと過ごすことになる。また、イケメンに憧れているほど自己陶酔する気質を持っている。

#### USAピョンの変化形
B-USAピョン（ビー・うさピョン）
声 - 重本ことり
「ウスラカゲ族」。鬼時間の活動に特化した特製スーツを着こんだUSAピョン。
USAピョン仲達（うさピョンちゅうたつ）
声 - 重本ことり
司馬懿の力を宿したUSAピョン。
USAピョンQ（うさピョンクイーン）
声 - 重本ことり
トランプのクイーンと融合したUSAピョン。
USA豆腐（うさどうふ）
声 - 重本ことり
すき焼きの焼き豆腐をかぶったUSAピョン。
T-USAピョン（トレジャーうさピョン）
声 - 重本ことり
トレジャーハンターになったUSAピョン。
かぐやUSAピョン
声 - 重本ことり
竹取物語のかぐや姫をモチーフに、十二単を着た平安貴族のUSAピョン。
ガラピョン
声 - 佐藤はな
『ぷにぷに』のイベントである「ニャーサー王物語」で登場。ランクZZ。バツグンの発想力を活かして、武器や鎧に改造をほどこす、知的な円卓の騎士。自慢の大盾は、味方を守りつつ敵に攻撃できるようになっている。

#### USAピョンの関連キャラクター
UZAピョン（うざピョン）
声 - 浅利遼太
ウスラカゲ族。アニメ版のショートアニメ「黒い妖怪ウォッチ」に登場するUSAピョンに似た妖怪。「UZA」の名前の如く、とにかくウザいのが特徴。
黒いジバニャン同様首にドクロをつけており、ベイダーモードになるためのボタンの形も四角に変わっている（ボタンを押すと扇風機が出て自分が涼めるだけで、他人に悪影響はない）。あまりのウザさゆえ、妖怪として初めて黒い妖怪ウォッチに食べられたが、結局ほとんど変わらなかった。

## メインキャラクターを取り巻く人々

### メインキャラクターの家族
おばあちゃん
声 - 京田尚子（老年期、76話までのナレーターも兼任）、島崎遥香（少女期）
『2』より登場。ケマモト村で暮らしている。主人公の父方の祖母であり、亡きケイゾウ/亡きフミアキの妻。選択した主人公の性別によって、住まいはそのままだが容姿が異なる。男の子主人公の祖母は「ユキっぺ」、女の子主人公の祖母は「マリっぺ」と呼ばれている。
妖怪が見えるビー玉を持っており（男の子主人公の祖母は眼鏡に装着している）、妖怪を見ることができる。
ゲームではクリア後に子供の姿で現れておりそのころから主人公の祖父とは知り合いだった様子。祖父のことは不思議な人だったと述べており、過去に妖怪に襲われた際に主人公と祖父が助けてくれたことを覚えている（主人公が過去にいるわけがないとして本人は夢だと思っている）。

#### 天野家
ケータ（男の子主人公）の両親。妖怪にとりつかれ喧嘩をすることなどもあるが、基本的には仲の良い夫婦。
アニメ版では、父は妖怪にとりつかれることがほとんどないが、母は非常に多く、そのたびにケータがピンチに陥っている。
ケータの父
声 - 奈良徹
逆立てた髪と太い眉毛の男性。ケイゾウの息子。素朴な容姿で家族想いである。「さくら商事」に勤務しており、ケータが小学5年生の時点で勤続15年。フミちゃんの父とは同僚。
ケータの母
声 - 永田亮子、佐藤智恵（62話）
眼鏡をかけたセミロングの女性。普段は温厚だが怒ると怖い。

#### 木霊家
フミちゃん（『2』までの女の子主人公）の両親。妖怪にとりつかれ喧嘩をすることなどもあるが、基本的には仲の良い夫婦。
フミちゃんの父
声 - 須嵜成幸
眼鏡をかけており、二枚目でほっそりした容姿の男性。フミアキの息子。性格は寛大で、たびたび忘れ物をするなど若干間が抜けている。また、ケータの父とは同じ職場である。
フミちゃんの母
声 - 相川奈都姫
長い髪を一つに束ねた、寛しそうな印象の女性。夫以上にしっかり者の妻である。

#### 熊島家
クマの父
クマの父。クマシマ製作所を経営している。クマの胃袋の大きさは彼譲り。
熊島 雅代（くましま まさよ）
声 - 鶏冠井美智子
クマの母。クマと同じく、体は大柄。名称は『2』のサブクエストで判明。
熊島 ベア美（くましま ベアみ）
声 - 日野未歩
アニメオリジナルキャラクターで、クマの妹。
額にあるサングラスが特徴で、USAにホームステイしていた。彼氏にアーノルドがいる。

#### 今田家
カンチの父
声 - 坂東尚樹
裕福なデザイナー。
カンチの母
声 - 笹本優子
夫と同じく裕福なデザイナー。逆三角形の眼鏡を掛けている。

#### 未空家
イナホの家族で、父、母、弟の三人。
さくらニュータウンのそよ風ヒルズに存在する高級マンションで暮らしている。イナホの出番が激減してからは、イナホサイドのキャラは登場しなくなっている。
イナホの父
声 - 佐藤健輔
日本にはおらず、USAにて海外出張をしている。ゲーム『3』ではあるクエストを達成すると、日本の自宅に帰ってくるイベントがある。
イナホの母
声 - 遠藤綾
普段は優しく、イナホの時折見せる珍行動にも比較的寛容である。
リク / 未空 リク（みそら リク）
声 - 安野希世乃
イナホの弟で、5歳の保育園の年長。明るく元気だが、やんちゃかつ生意気である。
常日頃から姉であるイナホのことを監視して彼女にとって都合の悪いことを突き止めては、それを母や父に告げ口しようとするチクり魔である。イナホの前で妖怪が何か飲み物を飲んでいるときは、勝手にコップが宙に浮き、液体が途中で消えるように見えるため、イナホに超能力があると思い込んでいる。その際にショックで涙するも通りかかったイナホの態度から姉ちゃんは姉ちゃんという考えにいたり、親には見たことを伝えなかった。これらの内容は「かんさつにっき」に記されており、後にこの日記はカクリーの手に渡り「Yファイル」に記録されることになった。
ゲーム版『3』ではヤーメルン邪先生に他の子供たちと共に操られてしまい、行方不明になってしまうが、そこに辿り着いたイナホによって無事助けられるも、そのことを本人はしっかり覚えており（本人は夢だと解釈している）、それ以降は姉のイナホに対しての態度は大きく変わっている。

### さくら第一小学校
ケータやフミちゃん、イナホ達が通う学校。1階〜3階、屋上がある。校章は桜の花びらを模していて、ピンク色。構造はやや現代的で木造ではない。

#### 5年2組
主要人物のケータ・フミちゃん・クマ・カンチの四人組が所属する学級で、妖怪による異変が頻繁に起こる。
担任の先生
声 - 布施川一寛
学級担任である男性教師。眼鏡を掛けている。
アニメ版では普段穏やかだが、ドッジボールの授業になると燃える。男子生徒には友達風に下の名前を呼び捨てで呼ぶが、フミちゃんには「木霊さん」と名字で呼び敬語で話しかける。時として生徒に無茶とも言える量の宿題を出すこともある。
マオくん / 日影 真生（ひかげ まお）
長い前髪と眼鏡を特徴とする男の子。妖怪が見えている。
その正体は妖魔界を治めていた先代閻魔大王の息子。父の死後、妖魔界の実権を握ったイカカモネ議長が先代閻魔大王とは逆に人間界への侵略を目論んだため、当時力が覚醒していなかった彼はオロチたちエンマ大王支持派によって、記憶を消された状態で人間界に逃がされた。現在のエンマ大王のおじに当たる。ウィスパーのことは「（白い）オバケくん」と呼ぶ。
『3 スキヤキ』のフミちゃんが主人公のパラレルワールドでは、彼がエンマ大王だと示唆する台詞がある。
『4』では紫炎と友達になった後エンマ大王に話しかけると、紫炎の善の心が今のエンマ大王（煌炎）に、悪の心がマオくんに転生したことが明かされる。
アニメ版やコロコロ漫画版では上記の設定は表立っていないが、ちゃお漫画版の１巻や「エンマの休日」では妖怪が見えていることが触れられている。
コウイチくん / 加藤 孝一（かとう こういち）
声 - 小堀友里絵
鼻に絆創膏を付けている腕白そうな男の子。冬はジャケットを着用している。「少年探偵団」のリーダー。
ダニエル / ダニエル・アンダーソン
声 - 相川奈都姫
「少年探偵団」メンバー。
見た目はアメリカ人の男の子であるが、英語には疎く、大阪弁のような話し方をする。
マモルくん / 木村 守（きむら まもる）
声 - 浅利遼太
「少年探偵団」メンバー。
三人組の中ではおとなしそうな印象で、前髪で片目が隠れた男の子。
テッペイ / 橋本 鉄平（はしもと てっぺい）
声 - 遠藤綾
紫色のパーカーを着ており、黄色がかかった橙色のバンダナを付けている男の子。眠そうな表情をしている。放課後はゲーセンに通い詰めている。
ハルヒコくん / 浅野 晴彦（あさの はるひこ）
声 - 永田亮子
5年2組の学級委員長。
いかにも真面目な優等生といった雰囲気の男の子で、成績もトップクラス。しかし、「悪い」行いに内心で憧れている。
タク / 伊藤 拓海（いとう たくみ）
声 - 相川奈都姫
逆立てた髪に水色のヘアバンドが特徴の男の子。
ゲーム『2』では、ミカちゃんとケンジと共に生き物係を務めている。
ケンジ / 山田 健二（やまだ けんじ）
声 - 永田亮子
坊主頭の男の子。
ゲーム『2』では、ミカちゃんとタクと共に生き物係を務めている。
ヒデポン / 吉田 秀夫（よしだ ひでお）
声 - 稲川英里
もじゃもじゃ頭と欠けた前歯が特徴の男の子。ハルヒコには「吉田くん」と呼ばれている。
実はニャーKBファンだが、本人は否定している。
前田さん / 前田 里奈（まえだ りな）
声 - 永田亮子
前髪で目が隠れたミステリアスな女の子。「あらヤダ」が口癖。
怪談や都市伝説などのオカルト話が好きで、ゲームでは同じくオカルト趣味のある酒井さんと意気投合し「心霊研究会」を結成している。クエストで出会ったおぼろ入道と友達になる。
酒井さん / 酒井 静香（さかい しずか）
声 - 沼倉愛美
怪しげな雰囲気の眼鏡の女の子。「クックック…」と「〜だねぇ」が口癖。
「心霊研究部」のメンバーで、前田さんと同様おぼろ入道と友達になる。
チーちゃん / 鈴木 チヨ（すずき チヨ）
声 - 安野希世乃
フミちゃんやサトちゃんの親友で、おかっぱで黒目の大きい女の子。精神的に大人な性格。
アートに興味を持ち、博物館に行くのが趣味。
サトちゃん / 林 サトコ（はやし サトコ）
声 - 相川奈都姫
フミちゃんの第一の親友で、花のヘアピンを付けている女の子。愛読書はファッション雑誌。
しおりちゃん / 中村 しおり（なかむら しおり）
声 - 小堀友里絵
ケータの隣の座席にいる女の子。丸い眼鏡と三つ編みが特徴で、地味で控えめな性格。
方向音痴で迷子になりやすく、マイちゃんの待ち合わせ場所を間違えてしまうほど。ゲーム『2』では妖怪の力で美少女になる。
アイたん / 小林 愛（こばやし あい）
声 - 稲川英里
クマの隣の席にいる、飴玉のカチューシャをつけたぽっちゃり系な女子。可愛いものが大好き。
ゲーム『2』ではアイドルのオーディションに出場し、メグちゃんとライバルになる。
ミカちゃん / 山口 美佳（やまぐち みか）
声 - 阿井莉沙→さかたりさ
フミちゃんの親友である、活発的なボーイッシュ系女子。「M」と書かれた黄色と白地の帽子がトレードマーク。
ゲーム『2』ではケンジやタクと共に生き物係に所属しているため、2人と仲は良いが、恋愛に関しては非常に疎い。
ノリちゃん / 中島 紀香（なかじま のりか）
声 - 相川奈都姫
ミカちゃんと仲が良い、大柄な女の子。食べることが好き。
ミカちゃんとの会話でアイドルに憧れるようになり、無茶なダイエットをしたことがある。
マイちゃん / 藤本 舞（ふじもと まい）
声 - 永田亮子
オシャレに関心がある女の子。豹柄入りの服装が特徴。
ゲーム『2』では、しおりちゃんを根底からイメージチェンジさせようとする一方、ケータやフミちゃんにはバッサリとぞんざいに扱う。
メグちゃん / 佐々木 めぐみ（ささき めぐみ）
声 - 永田亮子
イチゴのヘアゴムとツインテールが特徴の女の子。
ゲーム『2』ではアイドルのオーディションに出場し、アイたんとライバルになる。
千駄ヶ谷 剣（せんだがや けん）
声 - 冨樫かずみ
第64話「妖怪アニ鬼」に登場。さくら第一小学校に転校してきたイケメン男子。5年2組児童からは「アニキ」と慕われていた。
アニ鬼にとりつかれていたため頼れる性格だったが、程なくして両親の仕事の都合により再び転校した。

#### 5年1組
イナホの所属する学級。妖怪に取り憑かれやすい5年2組とは対照的に、個性の強い児童が多いゆえに妖怪たちから恐れられている。通称「魔の5年1組」。フルネームはアニメ版139話や書籍「全妖怪大百科5」で判明した。
イナホの出番が激減してからは、彼らも登場しなくなった。
衛門 和夫（えもん かずお）
声 - 佐藤健輔
イナホたちの担任教師。
ユウカちゃん / 石ノ森 ユウカ（いしのもり ユウカ）
声 - 戸松遥
イナホの幼馴染。5年1組の中ではおとなしい良識派。いつもイナホの相談相手になっている。そよ風ヒルズのマンションに住んでいる。
過去に5年1組の児童に倒された妖怪（魔の5年1組 被害者の会）は、これまで取り憑いた児童が人選ミスだったと気づき、強烈な個性が少ないとみてリベンジのターゲットにした。しかし、妖怪のとりつきを何倍にも増幅させる能力があるため、世界経済（お金が全てなくなる）や政府（巨大隕石落下を警告）をも動かす大騒動に発展する。そのため、「魔の5年1組 被害者の会」は、ユウカのことを最も取り憑いてはいけない5年1組の総大将とみて逃げ出してしまい、二度と5年1組に手を出さないようになった。
キララちゃん / 星風 キララ（ほしかぜ キララ）
声 - 沼倉愛美
いわゆるキラキラネームのお嬢様。
「魔の5年1組」では、お金ナイダー2号の貧乏パワーを自らが持つセレブな物および仕草で撃退した。
取り巻きの順子・昌子がいる時は自分の本心が言えず高飛車な性格を装っているが、2人がいない時にはイナホに相談事をしたり買い物に誘ったりと、根は優しい性格。
じゅんちゃん / 羽沢 順子（はざわ じゅんこ）
声 - 笹本優子
キララの取り巻きである、茶色のお下げ髪の女の子。
まーちゃん / 百舌 昌子（もず まさこ）
声 - 永田亮子
キララの取り巻きである、長い黒髪とタレ目の女の子。順子と共にキララを過剰に信奉している。
タカハシくん / 高橋 良太（たかはし りょうた）
声 - 日野未歩
イナホの隣の席。でたらめなことを話しがちのぼさぼさ頭の少年。
フジワラくん / 藤原 龍之介（ふじわら りゅうのすけ）
声 - 古島清孝
不良少年のような見た目と裏腹に、女子力の高さとボランティア活動に積極的で、クッキーや手編みの手袋を作れる。一方で、ラージ君とともにサッカーも得意。
ようこちゃん / 森野 葉子（もりの ようこ）
声 - 笹本優子
性格はおっとりしているが、48のうっかり超人技（例：チョークをばら撒く「ようこちゃんミサイル」など）で騒動を巻き起こす。
ヲタケン / 太田 ケンタロウ（おおた ケンタロウ）
声 - 関智一
イナホも認めるオタク少年。前髪に覆われた中からのぞく目が特徴。
「虚竹恩太」というペンネームで自らライトノベルを執筆している。作品のネタバレにも寛容的。
あーちゃん / 山崎 あつし（やまざき あつし）
声 - 布施川一寛
たらこ唇の長身の少年。たくっちと漫才コンビを組んでいる。
たくっち / 今井 たくみ（いまい たくみ）
声 - 笹本優子
あーちゃんと漫才コンビを組んでいる小柄な少年。
オニギリ / 小田切 大（おだぎり まさる）
声 - 矢部雅史
顔の形がおにぎり型で、髪型も海苔のような形。
大柄な癒し系で女子の人気は高いが、本人はおにぎりにしか興味がなく、女子人気には気づいていない。
カナっち / 大山 可南子（おおやま かなこ）
声 - 笹本優子
いつもクールで、どんな嬉しいことがあっても「別に」としか返さないような少女。動物好き。
ラージくん / ラージ・マハージャ
声 - 矢部雅史
「カレーハウス ナマステ」店主の息子であるインド人。
「ナマステダンス」というダンスの達人で5年1組名物となっている。サッカーが得意で、ストライカーでもある。
こよみちゃん / 占部 こよみ（うらべ こよみ）
声 - 安野希世乃
藍色の髪で、いつもにっこりした表情をしている女の子。100%的中する占い師。
アンナちゃん / 渋谷 アンナ（しぶや アンナ）
声 - 阿井莉沙
ギャル女子。2組のマイちゃんとは友達同士。
団々坂のアパートに居住していて、部屋はピンクと黒の2色。
ちなみん / 堀田 ちなみ（ほりだ ちなみ）
新聞部所属でスクープ好きの少女。
こころくん / 浅谷 こころ（あさや こころ）
女の子と間違えられる容姿の男の子。
みなみちゃん / 桐谷 みなみ（きりたに みなみ）
声 - 永田亮子
スポーツ万能女子。
あきらちゃん / 三浦 あきら（みうら あきら）
声 - 永田亮子
お団子髪と牙のような八重歯が特徴の少女。
ゲーム『3』では自転車競走に誘う。
シュンくん / 長谷川 俊平（はせがわ しゅんぺい）
後ろで束ねた金髪が特徴の男の子。
ハヤトくん / 黒田 ハヤト（くろだ ハヤト）
前髪を平らに切りそろえた色黒の男の子。
トオルくん / 松坂 トオル（まつざか トオル）
はねた黒髪が特徴の男の子。席はキララの隣。
ショウゴくん / 竹原 省吾（たけはら しょうご）
一部だけはねたボブカットの髪が特徴の男の子。クレーンゲームの達人。

## 過去世界の住民
『映画 妖怪ウォッチ 誕生の秘密だニャン!』『妖怪ウォッチ2』に登場する過去の人物（戦国時代は『2』のみ）。

### 60年前
ケイゾウ / 天野 ケイゾウ（あまの ケイゾウ）
声 - 朴璐美
ケータ（男の子主人公）の祖父の60年前の姿。ゲームにて男の子の主人公を選択した場合のみ登場する。
60年前のヒーロー漫画『無敵王者ガッツ仮面』の主人公「ガッツ仮面」に憧れている。ケマモト村の生まれ育ちで怪魔と戦うために妖怪ウォッチ零式を開発した。
とある友達が（怪魔に取り憑かれた）不良たちに絡まれているところを恐怖で助けることができず、その友達に絶交されたことから、自分が正真正銘のガッツ仮面になるまで友達を作らないと決意する。そのためにフユニャンを友達だということを否定したり、劇場版やコミカライズ版では妖怪ウォッチを作ることを止めたりしていた。とても頑固な性格のため最終的には彼が助けた妖怪たちと共に戦うことで、妖怪ウォッチを作る決意までも甦らせた。劇場版ではこの件から妖怪ウォッチ・零式を自然的に入手するが、本格的に妖怪ウォッチを開発するためにケータに授けた。
愛用の武器は唐辛子が塗り込められた木製の鈍器で、これで怪魔を倒すために戦っていた。
フミアキ / 木霊 フミアキ（こだま フミアキ）
声 - 高野菜々
フミちゃん（女の子主人公）の祖父の60年前の姿。ゲームにて女の子の主人公を選択した場合のみ登場する。妖怪ウォッチ零式など、諸々の設定はケイゾウと全く同じ。ちゃお版の24話（2巻）に登場している。

### 戦国時代
石田三成
声 - 羽多野渉
かつてウィスベェ（ウィスパー）が仕えていた戦国武将。
決断力が欠けていて部下からも心配されていたが、ウィスベェのおかげで偶然ながらも戦に勝利し続け「決めずの殿様」の名を返上した。関ヶ原の戦いでは戦いについていこうとしたウィスベェ（ウィスパー）を気絶させ、10年間自分を導き楽しませてくれた感謝の気持ちを告げ、「新しい主人を見つけろよ」と言い残し別れた。
仮名坊（へんみょうぼう）
声 - 坂本くんぺい
三成に仕えているお坊さん。
圭之介/おフミがウィスベェ（ウィスパー）にとりつかれているのを見破った。
圭之介（けいのすけ）
声 - 戸松遥
ケータそっくりの少年。
ゲーム『真打』で男の子主人公を選んだ場合およびアニメ版でウィスベェ（ウィスパー）が取り憑いていた。女の子主人公を選んでも戦国時代の少年としてモブキャラで登場する。
おフミ
声 - 遠藤綾
フミちゃんそっくりの少女。
ゲーム『真打』で女の子主人公を選んだ場合でウィスベェ（ウィスパー）が取り憑いていた。男の子主人公を選んだ場合でも戦国時代の少女としてモブキャラで登場する。
おトキ
トキヲ・ウバウネが人間だった生前の時の姿。
村一番の美女と呼ばれており、仙吉という男性と婚約する予定だった。だが高い位の人の大事なものを壊したという冤罪をかけられ、一生牢屋に閉じ込められてしまったことから人間を恨み、トキヲ・ウバウネになった。頭につけているかんざしは仙吉から貰った物。

## USAの住民
『妖怪ウォッチ3』に登場するUSAに住む人物（マルダー・カクリーはアニメにも登場）。

### USA
マック
声 - 沼倉愛美
USAに引っ越したケータが出会った、冒険好きの少年。ケータの親友で、『3』のメインキャラクター。
UFOストーンを首に下げていて、ヘーゼルタイン一族に生まれたため、妖怪を見ることができる。当初は妖怪をエイリアンだと思い込んでいた。口癖は「シシシ」。姉にドロシーがいる。
クリア後のクエストで、インディ・Jとパートナーになる。
ドロシー
声 - 阿井莉沙
マックの姉で、ヘーゼルタイン邸のお嬢様。
へーゼルタイン一族に生まれたため、生まれつき妖怪が見える能力がある。
マルダー
声 - 堺雅人（ゲーム版）、村上裕哉（アニメ版）
FBY特別捜査官。USA（ゲーム版）、さくらニュータウン（アニメ版）で起こる極秘怪事件を記した「Yファイル」の事件を追っている。少し変わった発想が多い。また、車の運転が極度に遅い。
アニメ版では妖怪は見えないため、イナホに関しては「勝手に独り言を話している」「超能力がある」と思い込んでいる。その点ではリクと共通していて、リクと協力して真相を掴もうとしたが、わすれん帽によってこれまでの調査内容を全て忘れてしまった。
ゲーム『3』ではインジャネーノ以外の妖怪は初めは見えなかったが、ケータ達を追って妖魔界（ヨップル社、ニュー妖魔シティ）に行った時点で完全に妖怪が見えるようになっていた。当初からインジャネーノを「アイツ」と呼ぶシーンがあったため、かなり早い段階でインジャネーノは見えていた様子。
クリア後にある条件を満たすと再登場し、ケータにクエストを依頼する。その際、ケータとウィスパーに自分がカクリーと共に妖怪が見えるようになったことを明かし、その理由を「ニュー妖魔シティに行き、妖怪たちが引き起こす様々な事件に巻き込まれた影響のため」と推察している。二人が妖怪が見えるようになった原因は、上位の妖怪であるインジャネーノやゴゴゴGFの持つ強い妖力に触れて見えるようになったためである。
クエストではゴゴゴGFの過去について調査し、クエスト後は二人はヌー大陸に滞在するようになる（『3』のアップデートクエスト「Yファイル完結編：夢を求めて」参照）。
妖怪に命を狙われたり、洗脳されて黒服に変えられたり、妖怪が見えるようになったものの、他のFBY捜査官には見えないので厄介者扱いされたりなど妖怪の被害に多く遭っているが、それでも妖怪に理解があり、「一般人に妖怪が見えないなら、自分たちも妖怪が見えない方が良い」とは考えない。また、彼らを洗脳したり、インジャネーノのボスの元凶であるゴゴゴGFに対してもケータ同様、ある程度の理解を寄せている。
カクリー
声 - 菜々緒（ゲーム版）、長谷川暖（アニメ版）
マルダーと同じくFBY特別捜査官。
理論派・現実派であり、マルダーの現実味のない見解にはまるで興味がなく、軽くあしらっている。
ゲーム『3』では当初は妖怪が見えなかったが、クリア後、マルダーと共に妖怪が見えるようになっていた。
フランシー博士 / リリィ・フランシー
声 - 笹本優子
ゾンビナイトを研究している女性科学者でゾンビナイトを終わらせようと奮闘している。金髪と垂れ目が特徴。妖怪を見ることができる。
クールで妖艶な容姿だが、趣味がお菓子作りで、仕事道具が可愛くないとイヤというこだわりがあったりと、乙女チックな性格の持ち主。
ボブじいさん
声 - 浅利遼太
セントピーナッツバーグで時計屋を営む男性。
日本のチョーシ堂同様「妖怪ウォッチ」のランクアップを担当する。妖怪が見える大人の一人。
アンジー
声 - 笹本優子
ウォルナービレッジで勤務している店員。子供のころに妖怪が見えていた。
ショーン
声 - 安野希世乃
セントピーナッツバーグの小学校に通う少年でマックのクラスメイト。ケータがUSAで最初に仲良くなった。
さまようピエロ
声 - 不明
深夜のUSAに現れる謎のピエロ。捕まると「ゾンビナイトが発生する」、「ゾンビ化した妖怪と戦う」、「鬼ゾンビと戦う」のうちいずれかが発生する罰ゲームを実行する。

### 日本在住
ジェリー
声 - 朝倉栄介
アニメオリジナルキャラクター。ケータの家の隣に引っ越してきたUSA出身の人間で、初代妖怪ウォッチの所持者かつトムニャンのルームメイト。ただし与えたトムニャン自身がウォッチの召喚能力を知らなかったため、正しい使い方を心得ないまま、常にメダルを逆向きにセットしている。妖怪ウォッチを「そうじゃないよウォッチ」と誤認識している。正しい方向にセットしないので妖怪は召喚できないが、半分脅迫に近い強引な方法で多数の妖怪メダルを所持している。妖怪大辞典は持っておらず、妖怪メダルの管理方法もビニール袋に入れるだけの雑なもの。
どんな食べ物にも大量のメープルシロップをかけてしまう恐ろしい味覚の持ち主でもある。妖怪の間からは災害のように恐れられており、彼の被害にあった妖怪を補償する「ジェリー保険」が作られてしまうほどである。
トムニャンとは一緒に妖怪探しや料理、買い物をするなど仲は良好。かえりタイに憑りつかれたトムニャンが一度USAに帰った際はいつもの元気を失ったり、トラックに撥ねられて道に埋まっているトムニャンを見つけた時には急いで助けに行くなどルームメイト思いでもある。

## ボス妖怪
ストーリーの節目やダンジョン最深部に登場する妖怪。通常の妖怪とは違って複数の部位を持っており、特定の部位を狙って破壊することでダメージを与えたり、特定の攻撃を弱体化もしくは防ぐことができる。一部のボス妖怪は後の作品や派生作品も含めて仲間にすることができ、仲間になると大型のボス妖怪は構造上、味方妖怪同様のデフォルメされた小柄な妖怪となる。『妖怪ウォッチバスターズ』ではビッグボス、『妖怪ウォッチバスターズトレジャー』ではガーディアンの名称が使用されているが、この節ではボスまたはビックボスの名称に統一する。ビックボスのみ説明し、仲間になるボス妖怪もボス以外の活躍が無い限りこちらで説明する。

### 通常ボス
ミツマタノヅチ
声 - 坂東尚樹
ウスラカゲ族（ゲーム『2』から）。大昔に暴れまくって悪さをしたため、お坊さんに封印されていた3本の首を持つ大蛇のような妖怪。ゲーム版の『1』では最初のボス妖怪として登場した。三つ首のうちいずれかを攻撃することで現われる大きな目が弱点だが、この目は違う位置に移動させることが可能。
『バスターズ』ではウィスマロマンが与えた「魔シュマロ」を食べたツチノコ三兄弟が変化した姿。
地獄大山椒（じごくおおさんしょう）
声 - 坂東尚樹
ウスラカゲ族・ランクZZZ（『ぷにぷに』）。ミツマタノヅチの色違い。ムゲン地獄に登場する。真っ赤な目に睨まれた相手は全く動けなくなり、そのまま捕食する。
のぼせトンマン
声 - 坂東尚樹（1） → 村上裕哉（アニメ、ゲーム『2』以降）
ブキミー族（ゲーム『2』から）。風呂好きな豚の妖怪。とりついた人を風呂に入っている最中にのぼせさせる。一人称は「オデ」で、口癖は「カッポーン」（漫画版では「ブヒィ」）。
ゲーム版の『1』ではストーリーのボスとして登場。『2』ではアライ魔将の掃除を邪魔していたが、実際は長風呂のライバルであるナカムラさんが最近来なくなったということで、長風呂しながら彼を待ち続けていたという。
アニメでは熱い系妖怪のメンバーの1人。
おのぼり黒トン（おのぼりくろトン）
声 - 坂東尚樹（1） → 村上裕哉（アニメ、ゲーム『2』以降）
ブキミー族・ランクZZZ（『ぷにぷに』）/モノノケ族。のぼせトンマンの色違い。ムゲン地獄に登場する。
つられたろう丸
声 - 矢部雅史
ニョロロン族。どんこ池の主。マナーの悪い相手には厳しいが、普段は優しい性格である。頭の釣り竿で仲間の魚妖怪をつり上げることができる。
第八三途丸（だいはちさんずまる）
声 - 矢部雅史
ニョロロン族・ランクZZZ（『ぷにぷに』）。つられたろう丸の色違い。ムゲン地獄に登場する。地獄船三途丸の8代目。
おぼろ入道（おぼろにゅうどう）
声 - 坂東尚樹
巨人の妖怪。大変巨大であり、上半身しか確認できない。おぼろ入道の影が重なったら、おぼろ入道がその場を去るまで待たなければならない。もし、振りかえってしまうと、振りかえった者の存在を消されてしまう。
アニメ版の「妖怪三国志」では毎回登場しており、ウィスパー孔明を一口で食べるというオチで締める。最終回ではウィスパー孔明を生贄にしたことで風をおこし、最終的にはジバニャン劉備たちを説得して、戦争を終わらせた。
ゲーム『2』ではかつて根城にしていた工事現場が完成したことで住処を失い、工事現場を再現した異空間を作りそこに住んでいた。たまたまそこを訪れた心霊研究部の前田さんと酒井さんと意気投合し、友達になる。
月影入道（つきかげにゅうどう）
声 - 坂東尚樹
おぼろ入道の色違い。ムゲン地獄に登場する。
深夜、月に雲がかかった時だけ、ムゲン地獄から地上へとその大きな姿を現す。夜更かしする子供を地獄に攫っていく。
亡霊武者（ぼうれいむしゃ）
声 - 奈良徹
イサマシ族（『ぷにぷに』）/ウスラカゲ族（『妖怪ウォッチワールド』）。ひょうたん池博物館の資料保管庫に保管されていた大鎧。実は中に入ったネズミ妖怪が操っている。
国宝・影正（こくほう・かげまさ）
声 - 奈良徹
イサマシ族・ランクZZZ（『ぷにぷに』）。亡霊武者の色違い。ムゲン地獄に登場する。
鬼くももん（おにくももん）
声 - 日野未歩
巨大なクモの妖怪。さくら第一小学校に住み着き子供を食べようと狙っているが、シャイな性格で昼は姿を見せずに夜に活動しているため目的を達成できない。
1に登場するストーリーで戦うボス妖怪の中では唯一ムゲン地獄で色違いが登場しない。
やぶれかぶれ院長（やぶれかぶれいんちょう）
声 - 矢部雅史
ブキミー族（『ぷにぷに』）。元々院長を務めていた人間が妖怪になった姿。自分が院長だった病院で危険な実験を繰り返していており、廃病院となった今でも続けている。
ゲーム『2』において生前の彼の虚ろしくも切ない家族とのすれ違い生活日記から勘違いマッドサイエンティストでありながらも家族を大切に想っていた思いが垣間見える。『3』ではDr.カゲムラは彼の息子であることが判明した。
アニメ版では第197話にて初登場。
キモナシ先生（キモナシせんせい）
声 - 矢部雅史
ブキミー族・ランクZZZ（『ぷにぷに』）。やぶれかぶれ院長の色違い。ムゲン地獄に登場する。
地獄に落ちてきた人間や妖怪を融合し、究極の妖怪を生み出す研究をしている。研究の過程で自身の臓器も材料にしたので体内は空っぽである。
あおべえあかべえ
声 - 奈良徹（あおべえ）、笹本優子（あかべえ）
輪入道のような姿をした妖怪で、隠しボスの一体。
普段はあおべえという心優しい性格だが、怒ると顔が回って赤くなり、赤べえという怒りに満ち溢れた性格になる。
5つある火の玉のなかの一つが弱点。
だるべえまーべえ
声 - 矢部雅史（だるべえ）、遠藤綾（まーべえ）
あおべえあかべえに似ただるまっ塔四大弟子の一人。かつては怒りの面により暴走止まらぬ地獄車だった。
つづらチュン太夫（つづらチュンだゆう）
声 - 永田亮子
団々坂にあるおんぼろ屋敷の主。妖怪仲間を集めて宴を開くなど楽しいことが好きな性格。『3』ではシラ切りスズメの父親だったことが判明する。
つづらチュンだるま
声 - 日野未歩
つづらチュン太夫に似ただるまっ塔四大弟子の一人。かつてはとある国の殿様だった。
どんどろ
声 - 奈良徹
ウスラカゲ族（ゲーム『2』から）/ウワノソラ族（ゲーム『4』）。『1』の隠しボス。戦争で散っていった妖怪たちの魂が集って生まれた巨大な妖怪。妖魔界最大の災厄と呼ばれており、強大な力を制御できず大釜に封印されていたが、ウィスパーがくしゃみをしてしまい、御札が完全に剥がれてしまい復活してしまう。目の色が変わると攻撃パターンが変わる。
アニメではあらゆる負のエネルギーを吸収して強化するため攻撃が全く通用せず、再び封印するにはお笑いで正のエネルギーを集めてどんどろを笑わせる必要がある。にらめっこが得意でケータとイナホを苦戦させるが、ケータの鼻毛が揺れているのを見て笑ってしまい、再び封印された。
赤鬼
声 - 矢部雅史（1） → 坂東尚樹（アニメ、ゲーム『2』以降）、須嵜成幸（アニメ版「妖怪むかし話」のみ）
ゴーケツ族（ゲーム『2』から）/鬼族。子供たちの悪夢が具現化したと言われる存在。「アカン！」が口癖。鬼時間に配下の下級妖怪鬼や見回り鬼と共に出現し、主人公に襲い掛かる。
コロコロ版の漫画では昔は人間と仲良くしようとしていたが、恐ろしい姿のため忌み嫌われ、そのうちに人間を憎むようになった。そのため人間と妖怪が仲良くすることを良く思っておらず、妖怪と人間の架け橋である妖怪ウォッチを破壊しようとした。「鬼ヶ島編」では鬼ヶ島が結界で封鎖されたためモモタロニャンを人質にケータを鬼ヶ島に誘い込み、結界を無視して自由に移動できる妖怪ウォッチを奪おうとしたが、山吹鬼に倒される。その後はエンマの計らいで妖魔界に移住することになった。また、自分の命を狙ったにもかかわらずアドバイスをくれたケータを認めつつある様子を見せている。
股間が弱点で、アニメ「♪」第43話では、コマさんがつまずいて飛んだ木に赤鬼の股間が直撃し悶絶している。
鬼ゾンビ
声 - 坂東尚樹
ゴーケツ族。ゾンビ化した赤鬼。
青鬼
声 - 奈良徹（1） → 坂東尚樹（2以降）
ゴーケツ族（ゲーム『2』から）/鬼族。上記の赤鬼を倒した場合代わりに登場する赤鬼の上位互換。角が2本に増えている。本来は嘘つきな子供を夢の中で更生させるための存在。
黒鬼
声 - 佐藤智恵（1） → 坂東尚樹（2以降）
ゴーケツ族（ゲーム『2』から）/鬼族。青鬼を倒した場合代わりに登場する最強の鬼。二本の角がさらに伸びている。本来は怠ける子供の夢に現れて、子供の怠け心を正すための存在。
アニメ版で兄妹が最強のイクメンパパと娘役を演じる詐欺師だった。
ツノだるま
声 - 坂東尚樹
だるまっ塔四大弟子の筆頭でだるま化粧の黒鬼。元は黒鬼の長で地獄一の猛勇だった。
鬼KING（おにキング）
声 - 坂東尚樹
かつて多くの鬼を引き連れて海を支配した鬼の海賊王で、百鬼姫の父親。
ガシャどくろ
声 - 奈良徹
『2』から登場。ウスラカゲ族（『3』から）/オンネン族。巨大な骸骨の姿をしており、ガチャをすることを楽しんでいる。ガチャを回すためのコインは友達のカラスが運んできてくれる。
アニメ版では日本中のガシャポンを支配する妖怪として登場し、ケータが狙っているレアカプセルを目標にして対決していた。ただしコイン代の代償として回す度に大事なものがなくなる。また、ガシャポンの中身がカプセル一個だけになると、作業員によって補充されるようになっている。
ガシャどくろG（ガシャどくろジー）
声 - 奈良徹
「あやかし通り」に登場する、ツキが高じて金ピカになったガシャどくろ。
ギヤマンどくろ
声 - 奈良徹
『2 真打』から登場。ウスラカゲ族（『ぷにぷに』）。「金ピカ都市高」で登場するギラギラに輝くダイヤモンドなガシャどくろ。自身が一番価値のある存在になったがそのことには興味がなく、ひたすらガシャを回し続けている。
ガシャどくろT（ガシャどくろトレジャー）
声 - 奈良徹
カラクリ島に住むガシャどくろ。世界各地の遺跡で冒険者が転がる岩に襲われるのはこの妖怪の仕業。
大後悔船長（だいこうかいせんちょう）
声 - 佐藤健輔
『2』から登場。ゴーケツ族（『ぷにぷに』）。かつて大海賊と呼ばれるほど有名な船長だったが最後の航海の日に海図を逆さまに読むという凡ミスで船を沈めてしまった。その後悔から妖怪になり海の妖怪たちを束ねる海賊の船長になった。
アニメ版では第57話で登場。左目の眼帯みたいなものはメガネのようなものであり、取り憑いた相手に些細なことでも激しく後悔させる妖怪となっている。手にしている舵は、取り憑いた相手の後悔の度合いによって回転が強くなる。ゲームとは違い、2人の船員である部下を引き連れている。劇中ではケータに取り憑いてハンバーガーのセットやコンビニの行列で後悔させた。そこでケータはじがじぃさんを呼び出し取り憑かせ、ガシャガシャでミスター・エポックマンが他の誰かに引き当てられた後悔を、自分が引き当てたクラゲ星人への自慢に変えた（ブキミー族で零式召喚はこれが初である）。しかし、カンチのお土産をもらう際に、クマはエポックマンの限定フィギュアをゲットし、一方のケータはインドの山奥にある職人が作ったお面をゲットした。エポックマンが手に入らず、仮面の価値もわからない、言葉すら出ないほどの後悔っぷりにじがじぃさんは敗北してしまった。大後悔船長に嘲笑われながら途方に暮れる中でフミちゃんが登場。ケータがゲットしたお面は、実はエポックマンのモデルになったと言われている超絶激レア物だったことが判明し、この事実を受けて喜んだケータによって舵が使えなくなり、敗北し去っていった。
泥舟ヨーソ郎（どろぶねヨーソろう）
声 - 佐藤健輔
大後悔船長の色違い。「迷ったら全速前進」という無謀な方針で、彼が乗った船をことごとく沈没させたことから「泥船船長」なる異名がついた。
台風の目
声 - 浅利遼太
『2』から登場。ブキミー族（『ぷにぷに』）。巨大な台風を生み出す能力を持った妖怪。台風なので誰も近づけない上にモテないため、晴れ男・雨女のラブラブ振りを見て怒り狂い、2体を吹き飛ばす。
ゲートキーパー
声 - 浅利遼太
台風の目の色違い。『2』できまぐれゲートを作り出した張本人。
おびすさま
声 - 浅利遼太
台風の目の色違い。「あやかし通り」のスピード違反を取りしまる妖怪。
異次元とーちゃん
声 - 宮澤正
台風の目の色違いかつゲートキーパーの父。異次元の扉を最初に開けたと豪語している。
モテアマス
声 - 笹本優子
『2』から登場。ウスラカゲ族（『ぷにぷに』）。やぶれかぶれ院長が世界征服のために造った人造妖怪。院長の設計ミスで手が5本になっている。本人は本当は手の何本かを足にしたいと考えている。
オモテナス
声 - 笹本優子
『2 真打』から登場。ウスラカゲ族（『ぷにぷに』）。モテアマスの色違い。手加減を知らない激しさで相手をもてなす、心優しい妖怪だが、度が過ぎて相手を半殺しにしてしまう。
でるくいたたき
声 - 奈良徹
『2』から登場。ブキミー族。木槌を持った大型の妖怪。田舎者のような喋り方が特徴で、モグラ叩きが得意。
正体はえんえんトンネルの主である「えんえん少女」が生み出した幻影。
レッドJ
声 - 佐藤健輔
『2』のサブゲームである「妖怪ウォッチバスターズ」から登場。プリチー族。最強の妖怪として恐れられている。ジバニャンに似ている。腹に巻いてあるダイナマイトが武器。赤鬼たちと比べても一回り大きい身長を誇る。
アニメ版では『さすらいのオロチ』から登場。特徴がジバニャンと一致していたためケータとウィスパーにはオロチがジバニャンの噂を誤解した妖怪だと思われていた。最終回では地獄の軍団とともにオロチの前に現れる。死闘の末、最後はオロチの「やまたのおろち」を喰らい倒された。これとは別に、モモタロニャンの御供としても登場している。
ゴールデンT
声 - 佐藤健輔
アーケードゲーム『ウキウキペディアドリーム』とゲーム版『3』の連動により出現する新たなビッグボス。その名の通り姿はトムニャンとレッドJの両方に似ている。
マイティードッグ
声 - 奈良徹
『2』のサブゲームである「妖怪ウォッチバスターズ」から登場。プリチー族。コマさんに似ているボス妖怪。背負っている風呂敷の中にあるドクロが武器。ソフトクリーム屋をメイド姿で経営するなどお茶目な面も見せる。
日ノ神
声 - 矢部雅史
ゲーム『2 真打』から登場。ウスラカゲ族 / ウワノソラ族。一人称は「オレ」。6本もの腕を巧みに使って思いついた物をすぐに具現化し、創り出していく神のような妖怪。衛星軌道上からビームを降り注がせる他、瞬間移動したり妖怪を召喚することができる。
この妖怪はレベルファイブの代表取締役社長である日野晃博がモデルとなっている。
覚醒日ノ神
声 - 矢部雅史
ゲーム『3』から登場。ウスラカゲ族。神妖怪。アイデア量が脳の限界を超え「覚醒」した日ノ神の姿。
アニメ版では第160話で登場。「日本全国もんげ〜旅 IN福岡」でコマさんとコマじろうがレベルファイブ本社を訪れたシーンで複数のモニター画面に一瞬だけ映った（カメラのシャッターを押した瞬間に映った）。
暴走日ノ神
声 - 矢部雅史
『ぷにぷに』のイベントであるレベルファイブオールスターズコラボ第2弾から登場。ウスラカゲ族。常識を超越したアイデアを目にもとまらぬ速さで生み出し暴走状態となった日ノ神。想像のままに創造を重ね、新たな世界を作らんとする。
ぶんぶく茶々丸（ぶんぶくちゃがまる）
声 - 浅利遼太
『2 真打』から登場。ポカポカ族（『ぷにぷに』）。何にでも化けることができる狸の妖怪。一人称「オイラ」で、語尾に「〜なんだな」と付けて喋るのが口癖。人間とくらす生活にあこがれて、主人公と一緒に暮らすジバニャンがうらやましくなり、ジバニャンに化けて主人公の家に入り込む。グルメで食いしん坊。ダジャレ好きでもあるが、かなり寒い。
枝魔目さま（えだまめさま）
声 - 永田亮子
『2 真打』から登場。人類の歴史を眺めながら数百年の時を過ごしてきた妖怪。神社で主人公とケイゾウ（フミアキ）の前に現われ、まんじゅうを狙って主人公とケイゾウ（フミアキ）に襲いかかる。
暴走マッタナ氏（ぼうそうマッタナし）
声 - 奈良徹
『2 真打』から登場。妖魔特急を運転する妖怪。石炭を食べて妖魔特急を動かしているが、食べすぎると体が熱くなり怒りやすい性格になる。
カブキロイド
声 - 宮澤正
『2 真打』から登場。ゴーケツ族。ゲラゲラ奈落リゾートのオーナーであり、歌舞伎の出演も務めるスーパースターのからくり妖怪。
Gババーン
声 - 佐藤智恵
フシギ族。『バスターズ』に登場するビッグボスの一体。バクロ婆を筋肉質にしたような姿をしている。ナギサキの妖怪たちからは筋肉美に人気があり、地元の妖怪たちから「オト姫さま（オトコ前でゴリマッチョすぎる姫の略称）」と呼ばれている。海に浮かぶリングで妖怪ウォッチバスターズと戦った後、筋肉質なおじいさんになる玉手箱をおくった。エンディングでひも爺が好きだということが判明した。
プリズンブレイカー
声 - 坂東尚樹
ブキミー族。『バスターズ』に登場するビッグボスの一体。じんめん犬に似ている。難攻不落の監獄から4度も脱獄している脱獄王で、その手口は不明。手投げナイフとダイナマイトが武器。サムというテディベアの妖怪の相棒がおり、彼とバスターズを攻撃してくる。何度目かの脱走を成功させたが、バスターズによりもう一度監獄送りにされた。エンディングでおねむの精が警備員を眠らせてサムと彼が脱獄という手口だったことが判明した。
サム
声 - 小堀友里絵
アニメ版の「犬脱走」に登場。じんめん犬の相棒の喋るテディベア（後にじんめん犬の想像だったことが判明）。刑務所を抜け出そうとした際に走り出した直後、歯車に押し潰された。
ゲーム『バスターズ』以降ではボス妖怪「プリズンブレイカー」の相棒として登場する。
ロボニャン28号
声 - 坂東尚樹
ゴーケツ族。『バスターズ』に登場するビッグボスの一体。ロボニャンが28回に及ぶ強化改造の末に強力な超電動パワーと巨体を手に入れた姿。
何度倒しても復活するウィスマロマンを超電動ロケットパンチで月面へ叩きつける形で追放した。胸から発射するデストロイビーム、広範囲をカバーするツインガトリング砲など隙が少ない。
ロボニャン3000
声 - 坂東尚樹
フシギ族。ロボニャン28号の正当な後継機として制作された未来の最新式巨大ロボット。28号を兄者と呼ぶ。
28号を遥かに超える驚異の3,000電磁力を得たが、一部の科学者の悪意によって力の使い方を誤るようにプログラムされた。胸のハッチからベーゴマ型の支援攻撃ユニット「ダーク・ベイ・ゴマー」を射出する。
キャプテンサンダー
声 - 村上裕哉
ウスラカゲ族。『月兎組』に登場するUSAピョンに似ているビッグボスの一体。
アニメでは「夜のどろどろヒットステーション」でクレイジー極バンドの一員としてレッドJ・マイティードッグと共に登場するが、マイクを奪おうとしたウィスパーを3体で叩きのめした上に、番組のセットを破壊した。
ピンクエンペラー
声 - 村上裕哉
プリチー族。キャプテンサンダーが銀河をめぐる修行の旅でホースの力に導かれ、エンペラー化を果たした姿。
ねとらぼ調査隊で2021年に実施された「『妖怪ウォッチ』であなたが好きな妖怪は？」と題したアンケートでは第10位になった。
ブシ王
声 - 矢部雅史
イサマシ族（『ぷにぷに』）。『月兎組』に登場するビッグボスの一体。ブシニャンに似ている。数多の戦場をさまよい月に届かんばかりの大刀で幾千もの猛者を切り捨ててきた「ビッグボスの王」。
ラストブシ王
声 - 矢部雅史
レジェンド妖怪・イサマシ族。『3』に登場するビックボスの一体。身の丈以上ある超巨大な刀を軽々と振り回すメリケン妖怪最強の暴君。ブシ王とはライバル関係。ラストブシニャンに似ている。
氷鬼（ひょうき）
声 - 笹本優子
豪鉄鬼が送り込んだ四鬼の一人。氷で全てを凍らせる鬼。
炎鬼（えんき）
声 - 佐藤健輔
豪鉄鬼が送り込んだ四鬼の一人。炎を操るボクサーのような鬼。
隠形鬼（おんぎょうき）
声 - 坂東尚樹
豪鉄鬼が送り込んだ四鬼の一人。カメレオンのような姿を持ち、景色に溶け込むのを得意とする鬼。
磁鬼（じき）
声 - 永田亮子
豪鉄鬼が送り込んだ四鬼の一人。強力な磁力を操る鬼。U字磁石同様に、赤と青で別々の個体になっていて、くっついていることで1つになっている。
豪鉄鬼（ごうてっき）
声 - 浅利遼太
四鬼を束ねる邪悪な鬼。人類が考案した「鬼の兵器化」というコンセプトに従い、鬼の金棒と同じ素材である「豪鉄」を使用しているため、ロボットのような姿をしている。第一形態・第二形態・最終形態と3つの姿を持つ。
ガラクタリアン
声 - 布施川一寛
ゲーム『3』から登場。スクラップされる廃品の小さな怨念が集まった巨大な怪物。
スーパー店長（スーパーてんちょう）
声 - 坂東尚樹
ゲーム『3』から登場。スーパー「モーシンデルマート」を経営しているゾンビ妖怪で、超ゾンビ人の異名を持つ。
モーソーもんもん
声 - 浅利遼太
ゲーム『3』から登場。妖怪マフィア「ゴゴゴ・ファミリー」の幹部。気に入った人間を妄想の世界に引きずり込む妖怪。ゴゴゴGFの「子供の心」が具現化した。
ヤーメルン邪先生（ヤーメルンじゃせんせい）
声 - 坂東尚樹
ゲーム『3』から登場。ブキミー族（『ぷにぷに』）。妖怪マフィア「ゴゴゴ・ファミリー」の幹部。やる気を無くす笛の音色で子供たちを誘い込んでいる。ゴゴゴGFの「大人の心」が具現化した。
怪盗ダルマント（かいとうダルマント）
声 - 坂東尚樹
ゲーム『3』から登場。ヤーメルン邪先生の色違いで、だるまっ塔四大弟子の一人。かつては名を馳せた大怪盗だった。
妖怪獣ガメゴス（ようかいじゅうガメゴス）
声 - 矢部雅史
ゲーム『3』から登場。やぶれかぶれ院長の実験台となっていた3匹のカメ妖怪が突然合体し、怪獣となったもの。
ヨップくん
声 - 浅利遼太
ゲーム『3』から登場。ゴーケツ族・ランクSS（『ぷにぷに』）。ヨップル社の自立稼働型おもてなしロボット。口が悪く、暴走するとミサイルやバズーカを連射しまくる。
ワルボV5（ワルボヴイファイブ）
声 - 浅利遼太
ゲーム『3』から登場。ヨップくんの色違いで、妖怪マフィア「ゴゴゴ・ファミリー」の幹部。ゴゴゴ・ゴッドタワーに配備されているロボットで、語尾に顔文字（『▼。▼』・『▼＿▼』・『▼皿▼』の3種類）が付く。
ベッティーさん
声 - 遠藤綾
ゲーム『3』から登場。ポカポカ族・ランクSS（『ぷにぷに』）。マックとドロシーの母の思慕が実体化した妖怪で、ベッドの下に潜り込んでいる。
カミナラス五郎（カミナラスごろう）
声 - 矢部雅史
ゲーム『3』から登場。ウスラカゲ族（『ぷにぷに』）。妖怪マフィア「ゴゴゴ・ファミリー」の幹部。表向きは酒盛り場のジャズドラマーとして活動している。
ゲボール不死長（ゲボールふしちょう）
声 - 村上裕哉
ゲーム『3』から登場。ゾンビナイトに現れるこん棒を持った大柄なゾンビ。市役所の鐘を守っている。
びしゃがつく
声 - 村上裕哉
ゲーム『3』から登場。「えんえんあぜみち」に現れる古典妖怪。巨大な赤い目と巨大な口、無数の足が生えた黒い不気味な外見が特徴。
バイKING
声 - 奈良徹
ゲーム『バスターズ2』から登場。ブキミー族（『ぷにぷに』）。世界のバイ菌の王様と呼ばれる、不潔な海賊風の妖怪。
血魔ツリー
声 - 坂東尚樹
ゲーム『バスターズ2』から登場。ウスラカゲ族（『ぷにぷに』）。樹海の木が憎しみを吸収して誕生した妖怪。
ミイラーボール
声 - 布施川一寛
ゲーム『バスターズ2』から登場。フシギ族（『ぷにぷに』）。恥ずかしがって華やかな世界にデビューできなかった人々の無念が集まった、ダンサー風のミイラの妖怪。
カニ坊主
声 - 浅利遼太
ゲーム『バスターズ2』から登場。坊さんの力を吸収し、背中にその霊が宿ったカニの妖怪。カラクリ島近海の主である古典妖怪で、海を荒らす者をハサミで撃退する。
オリファルコン
声 - 矢部雅史
ゲーム『バスターズ2』から登場。フシギ族・ランクSS（『ぷにぷに』）。オリハルコンの羽を持つ遺跡を守る鳥妖怪。
ジルコンドル
声 - 矢部雅史
「バスターズ2」から登場。オリファルコンの色違い。美しい宝石で出来た鳥妖怪。出会った者は幸せになれると言われるが、噂のせいで追いかけ回されたために凶暴な性格となった。体は硬く傷一つつかないが、内側まで響く強い衝撃に弱くなってしまった。
ダークマスター
声 - 佐藤健輔
ゲーム『バスターズ2』から登場。ブキミー族。レッドJの色違いで、カラーリングはダークニャンに似ている。
さすらいのビリー
声 - 宮澤正
ゲーム『バスターズ2』から登場。妖怪大航海時代に名を馳せた伝説の海賊。かつて巨万の富を得るも、カナエンデスによってさらなる欲望に憑りつかれて、ダンジョンの奥へと封印されてしまった。
ヨーデルセン
声 - 宮澤正
ゲーム『バスターズ2』から登場。フシギ族。飛び出す絵本に描かれた魔法使いの大秘宝妖怪。妖怪を人間に、人間を妖怪に変えてしまう力を持つと言われているが、実際は人間をサトウキビに変える力を持つ。
魔人バンバラヤー
声 - 坂東尚樹
ゲーム『バスターズ2』から登場。ブキミー族。カラクリ島に眠る謎の存在「バンバラヤー」が、自らの守り手として生み出した強大なる魔人。

### 中ボス
キン&ギン
声 - 山崎バニラ（キン）、かないみか（ギン）
ゲーム『2』から登場。フシギ族（『ぷにぷに』のイベントである「ニャーサー王物語」で闇徒として登場した際に判明）。老人の姿をした2人組の妖怪。キンは姉でギンは妹である。マキモド石による時間を操る能力を持つ。ゲーム内でも2人組で勝負を仕掛け、一方が倒れると残った方がマキモド石を使い時間を巻き戻して倒した方を復活させるが、ピンで狙って破壊し復活を阻止することができる。必殺技は全体にいる妖怪を攻撃する「お姉妹じゃ〜！」。
劇場版ではケータが召喚したイケメン犬に魅了された際に、ブシニャンの「ドキドキハート真っ二つ斬り」でドウと共に倒される。コミカライズ版ではウバウネが巨大化する際、彼女らも吸収された。
いくよね・くるよね
声 - 山崎バニラ（いくよね）、かないみか（くるよね）
キンとギンの色違い。姉妹という設定でコンビを組んでいるため血縁はないが、ずっと一緒に合体妖術をやってきた経験から息の合ったコンビネーションは本当の姉妹以上に強い。
ドウ
声 - 矢部雅史
劇場版およびゲーム『2 真打』で登場するウバウネの側近であるキン&ギンの末っ子の弟。「〜だったらドウ？」や「ドウいうこと？」と言葉に「ドウ」を付けるのが口癖。キン&ギンとの必殺技は全体にいる妖怪を攻撃する「元気ギラギラ老人玉」。
普段は物静かかつ姉思いで姉2人の手助けをしようとするが、おっとりとしたうっかりさんな性格なためマキモド石の扱い方が上手くなく、フユニャンにマキモド石を奪われたり、時の進みを早くしすぎたり、マキモド石と間違えてイチジテ石を使ってしまったりするなど、姉たちの勢いについていけずいつもドジしてはキンとギンに怒られてしまう。
劇場版およびコミカライズ版ではゲーム版と比べて台詞が少なく、戦闘には参加していなかったが、ブシニャンによってキンとギンと共に倒された。その際ウバウネが名前を叫んだことでケータとケイゾウはドウの名前を知った。コミカライズ版ではウバウネが巨大化する際、キンとギンと一緒に吸収された。
コロコロ版「シャドウサイド」では倒された後に強い未練から霊体化していたことが判明した。自身の仲間を奪ったケータに復讐すべく、妖怪グデングデン熱の菌を拡散し、人間と絆を結んだ妖怪やケータ・イナホの記憶を消した。それにより人間と妖怪の交流はほぼ断絶され、人間の目を気にしなくなった妖怪の姿は完全に異形のもの（シャドウサイドの姿）になった。30年後にナツメらが再び妖怪と絆を結んだことを察知し、同時期に「30年前の少年」について調査していた妖怪探偵団を怪魔集団を使って妨害した。霊体であるため攻撃が一切通用しなかったが、ナツメの説得で記憶を取り戻したケータが召喚したまぼ老師により、ウバウネに自分の成果を認められる幻を見せられたことで未練がなくなり成仏した。
インジャネーノ
声 - 矢部雅史
USAに墜落したUFOを捜索している妖怪マフィア「ゴゴゴ・ファミリー」の幹部で、ゴゴゴ・ゴッドファーザーの右腕。広島弁混じりな乱暴な口調で喋る。ゴゴゴ・ゴッドファーザーに対する忠誠心は強いが、少々抜けたところもある。
魔・インジャネーノ（ま・インジャネーノ）
声 - 矢部雅史
インジャネーノの真の姿。この姿を見たものを生かして帰すことはしない。
犬まろ
声 - 博多大吉
イサマシ族（『ぷにぷに』）。『映画 妖怪ウォッチ エンマ大王と5つの物語だニャン！』およびゲーム『バスターズ 月兎組』から登場する妖魔界の世話役の犬妖怪。何事にも動じない冷戦沈着な性格で猫きよ同様戦闘力は高い。
アニメ版では第98話で映画よりも先に先行登場し、はつでんしんのストライキを引き起こし、妖怪ウォッチUの更新を阻もうとした。
犬まろデロン
声 - 博多大吉
ゲーム『バスターズ 月兎組』から登場。イサマシ族（『ぷにぷに』）。犬まろが変身した姿。
猫きよ
声 - 博多華丸
ゴーケツ族（『ぷにぷに』）。『映画 妖怪ウォッチ エンマ大王と5つの物語だニャン！』およびゲーム『バスターズ 月兎組』から登場する妖魔界世話役の猫の妖怪。普段から舌を出している。好戦的な性格で、ジバニャンやフユニャンを軽くあしらうなど戦闘力は非常に高い。
犬まろと同様にアニメ版では第98話で映画よりも先に先行登場した。
猫きよペロン
声 - 博多華丸
ゲーム『バスターズ 月兎組』から登場。ゴーケツ族（『ぷにぷに』）。猫きよが変身した姿。

### ラスボス
イカカモネ議長（イカカモネぎちょう）
声 - 坂東尚樹
ニョロロン族 / ウワノソラ族（ゲーム『4』）。ゲーム『1』の黒幕にしてラスボスである白いローブを着たイカの妖怪。本名は「魔界議長イカカモネ・ソウカモネ」。一人称は「私」で、「イカがなものかと」「〜じゃなイカ」「覚悟はいイカ！」など「イカ」をつけて喋るのが口癖。先代閻魔大王の死後、妖魔界の支配者として多数の配下を従えて妖魔界と人間界を支配しようとしていた。また、妖怪と人間が仲良くすることを良く思っておらず「人間より優れた妖怪たちが支配することが正しい」と考えている。イカの妖怪だけあって口からイカスミを吐いたり、玉座の後ろにあるイカの足で攻撃する他、味方のHPや妖力を吸収する能力を持つ。必殺技は妖気のビームで前衛にいる妖怪を攻撃する「イカリMAX砲」。
最終章「さよなら妖怪ワールド」で妖魔界に来た主人公と対決し一度は敗れるが、部下たちにさくらニュータウンの結界を破壊させ、妖怪エレベーターで人間界にあらわれ、エレベーターの周りにはってある再生した結界を破り、さくらニュータウン中からあふれ出した妖気を吸収し第二形態になり完全復活する。その後ウィスパーや妖怪たちに協力して人間界を支配するようにいうが、断られて主人公と妖怪たちに襲い掛かる。戦いの末、主人公と妖怪たちの友情の前に敗れ去り妖魔界に封印された。
ゲーム『2』では妖怪サークルにヤミ鏡を呼び出すことで、一日一回バトルすることができる。ゲーム『3 スキヤキ』では妖魔界と人間界を支配しようとした罰として100万ドル分タダ働きの刑に処され、寿司屋と天ぷら屋の店長「イカカモネ店長」として働いている。ウィスパーは「生きてたんですね」と驚いていた。実は本来の議長ではないらしく、議長は勝手に名乗っていたらしい。
『ぷにぷに』での通常ステージのボス戦BGMは他のボス妖怪と同様に「VS ボス妖怪」のアレンジになっている。
イカカモネ議長（第二形態）
声 - 坂東尚樹
イカカモネがさくらニュータウン中からあふれ出した妖気を吸収して復活した姿。最初は白い色をしているが、ダメージを与え続けると色が赤色に変わる。必殺技は妖気のビームで全体にいる妖怪を攻撃する「これで最期カモネ砲」。
ゲーム『1』での戦闘BGMは「ラストバトルー覚悟はいイカ!!!」であり、ラスボス戦としては人気のBGMになっている。
『ぷにぷに』での通常ステージのボス戦で登場した際は、第一形態を倒した後に直接赤色になった状態で登場している。
ゲソヒゲール大臣（ゲソヒゲールだいじん）
声 - 坂東尚樹
イカカモネ議長（第二形態）の色違い。ムゲン地獄に登場するイカカモネ議長の遠縁。かつては高名な大臣だったが、イカカモネ議長の策略によって汚名を着せられ、ムゲン地獄にその身を落とされた。
トキヲ・ウバウネ
声 - 片岡愛之助
ウスラカゲ族（『ぷにぷに』）。ゲーム『2』における黒幕でありラスボスである老婆の妖怪。一人称は「アタクシ」で、口癖は「だっヨ〜ン」。必殺技は全体にいる妖怪を攻撃し、動けなくする効果を持つ「トキをかけるババア」。
憑依されると暗くおどろおどろしい性格になる「怪魔」を生み出し憑依させ、人々から幸せを奪おうとする「人間と妖怪にとりつき、いがみ合わせて、ゆくゆくはほろぼしちゃおう計画」を目論んでいる。
ゲームでは元祖軍と本家軍との合戦の直後に主人公とケイゾウ/フミアキの前に現れ、初めて姿を現す。最終章「スベテをとりもどせ！」では、難怪の発明した怪魔が溶け込んだ「ウバ雲」で桜町中を覆い尽くし、町中の人間と妖怪たちを怪魔に取り憑かせる計画に入るが、最終的にはケイゾウ/フミアキによりキン&ギンを倒され、復活できない状態になり、主人公に倒されるが、最後の力を振り絞って桜町駅に瞬間移動し、人間たちに怪魔を取り憑かせて力を吸収しスベテ・ウバウネになるが、主人公とケイゾウ/フミアキたちに敗れた。事件解決後は人間界を混乱させた罪で妖魔界により拘束され、ムゲン地獄の奥深く「ウバステの間」に60年間封印されていた。
実は本人も好んでそうなったわけではなく、人として生きていたころに無実の罪で一生を牢獄で過ごした人生への強い恨みから死後に妖怪化し、ウバウネへと変化した（映画コミカライズ版より）。
生前の名前は「おトキ」。当人曰く、町一番の美人で「お嫁さんにしたい娘ナンバーワン」だったとのこと（『2』の真打限定クエスト「時をかけるババア」参照）。
ウバウネの私物であるクシは生前のウバウネと結婚するはずであった職人・仙吉によるもので世界に一つしか存在しない。その後ムービーンによって現代の「ウバステの間」にて上映された映像と資料により自身が獄中で死ぬまでの間もずっと独りでウバウネの帰りを待ち続けて死んだ仙吉のことを知り、最愛の恋人を忘れていた自身の愚かさを悔やみ改心したことにより「ウバステの間」の封印が解けるが“時の流れを見守る”と「ウバステの間」に留まることを決意する。ウバウネの改心により怪魔幹部を友達にするイベントが発生する（『2』真打限定クエスト「トキヲかけるババア」参照）。
ゲーム『3』のスキヤキおよびスシ/テンプラ（Ver.2.0以降）では怪魔幹部と共にすき焼き屋を営業している｡
劇場版において口癖を言う際は周囲全体を響きさせるほどの強力な音波を発生し、その威力は仲間の怪魔少数を消滅させてしまうほどである。
『ぷにぷに』での通常ステージのボス戦BGMは強化後のスベテ・ウバウネと同様に「VS スベテ・ウバウネ」のアレンジになっている。
スベテ・ウバウネ
声 - 片岡愛之助
ウスラカゲ族（『ぷにぷに』のイベントである「ニャーサー王物語」で闇徒として登場した際に判明）。ウバウネが最後の手段として、怪魔に取り憑かれた人間たちの力を吸収して変身した姿。必殺技は全体にいる妖怪を攻撃する「スベテ・ホロビルネ」（普通に発動することもあるが、ヒッサツウバウネ使用後には一瞬で発動する）。
劇場版では巨大ウバウネの体を構成する極小サイズの100万体のスベテ・ウバウネが登場した。
巨大ウバウネ
声 - 片岡愛之助
劇場版に登場。ウバウネが憎しみの力で大量の怪魔を吸収して（コミカライズ版ではキン&ギンやドウも吸収した）巨大化した姿で、体が100万体のスベテ・ウバウネ（コミカライズ版では大量のさまよう怪魔）で構成されている。
ケマモト村へ襲撃しようとしたためケータに召喚された妖怪たちとケイゾウに助けられた妖怪たちと対決する。最後はブチニャンの「百万倍返し肉球」によって全て吹き飛ばされ、コミカライズ版ではデカニャンの鼻息で巨大化したジバニャンの「百万トン肉球」をくらい周りのさまよう怪魔もろとも消滅した。
熟魔女ソラミ（じゅくまじょソラミ）
声 - 片岡愛之助
トキヲ・ウバウネの色違い。長年に渡り妖術の研究を続けてきた妖怪。たまに空き缶に化けて、思いっきり蹴られるのが趣味。
ゴゴゴGF（ゴゴゴ・ゴッドファーザー）
声 - 佐藤健輔
ゴーケツ族・ランクSSS（『ぷにぷに』）。妖怪マフィア「ゴゴゴ・ファミリー」を裏から操っていたゲーム『3』における黒幕およびストーリー上のラスボスである赤いスーツを着た妖怪。一人称は「私」で、本名は「ユメミガチーノ」。
数百年前は夢を見続ける善良な人間だったが、子供のころ偶然UFOを見たことが切っ掛けで未確認生物やオーパーツなどの不思議なものが大好きになり「もしも本当にいたら」という空想をする夢見がちな性格になった。しかし周りには「UFOを見た」と話しても誰も信じてもらえず、それどころか嘘つき呼ばわりされた挙句「悪魔の子」と呼ばれるようになり、実の家族に捨てられてしまった。その後、行くあてもなく彷徨うも力尽きて妖怪になったが、妖怪たちも彼の言葉を何一つ信じなかったことで心に大きな傷を負い、妖怪ワールドのはみ出し者になってしまった。
555年前に妖怪ワールドの裏社会で暗躍し妖怪ワールドを支配しようとしたため先代閻魔大王によって宇宙に追放されたが、偶然グレイ型宇宙人が乗っていたUFOに遭遇しそのUFOを強奪。その中にあったUFOストーンと彼の想像力を形にする力を使い、自身の思い通りの世界に作り替えようと企む。
硬派なラスボスでありながらニャーKB48ファンという異色な一面も持つ。
空想ユメミガチーノ（くうそうユメミガチーノ）
声 - 佐藤健輔
フシギ族・ランクSSS（『ぷにぷに』）。ゴゴゴGFがUFOストーンの力を吸収したことで異形の生命体へと変化した姿。下半身についた「真実の口」が語る夢は現実のものとなり人々に災厄として襲い掛かる。
ゴゴゴTドラゴン（ゴゴゴトレジャードラゴン）
声 - 佐藤健輔
ゲーム『3 スキヤキ』のサブストーリーから登場。ゴーケツ族・ランクSS（『ぷにぷに』）。ゴゴゴGFがピラミッドの金銀財宝の魔力に屈し金色のドラゴンとなった姿。その目は秘宝への執着だけが映し出されている。
ウィスマロマン
声 - 関智一
ニョロロン族。『バスターズ』における黒幕およびラスボスである、ウィスパーに似た巨大な妖怪で、ビッグボスの一体。ウィスパーと同様、一人称は「わたくし」、口癖が「うぃす」で丁寧な口調で喋る。バスターズとロボニャン28号によって倒される。
『ゴーストバスターズ』のマシュマロマンのような見た目をしている。
カナエンデス
声 - 高橋英則
『バスターズ2』のラスボス。小さな願いを叶えるだけだったが、持ち主に捨てられたことによって全てを叶えようとするようになった。
ノルカソルカ
声 - 浅利遼太（ノルカ）、梶裕貴（ソルカ）
『三国志』のラスボス。王族。窮地に陥ったノルカとソルカが覚悟を決めて合体した姿。一度合体すると二度と元の姿には戻れない。
ノルカ
声 - 浅利遼太
ゴーケツ族。妖怪三国志に封印された双子妖怪でソルカの兄。
ソルカ
声 - 梶裕貴
ウスラカゲ族。妖怪三国志に封印された双子妖怪でノルカの弟。
ぬらりひょん
声 - 子安武人 / 演 - 斎藤工（実写・劇場版第3作）
ウスラカゲ族 / オンネン族。エンマ大王の側近で、妖怪評議会議長。病（インフルエンザA型）を患ったエンマ大王の代わりに妖魔界を仕切ることとなり、先代閻魔大王の言葉から「人間と妖怪の交流を禁止する」という命令を下す。しかし、実際にはエンマ大王ではなく彼が勝手に決めたことであり「エンマ大王が病を患った」のも彼のついた嘘だった。普段は美形の外見だが、本気を出すと体中から触手が生えた恐ろしい姿になる。
元は彼も人間だったが、村人や自分の子供共々山賊に殺されたことから人間に対する嫌悪が強く、ジバニャンなどの人間と共に生きることを望む妖怪たちも嫌悪している。
事件後は改心し、エンマ大王の忠実な部下として活動している。
アニメ版では度々エンマ大王と共に登場し、天然な一面を見せている。
大妖魔ぬらねいら（だいようまぬらねいら）
声 - 子安武人
ぬらりひょんが「犬まろ」と「猫きよ」を吸収して神獣の姿になった。しかし、エンマ大王には全く効果が無く、手を触れられただけで元の姿に戻ってしまった。
ぬらり神
声 - 子安武人
イサマシ族。神妖怪。元々持っていた闇の力を光の力に変え、見た目などもかなり明るめになっている。
大妖鬼ホゲホエール
声 - 立木文彦
ニョロロン族（『ぷにぷに』）。南海カナミのある想いから生まれた「空飛ぶクジラ」の正体。一吼えする度に二次元（アニメ）と三次元（実写）の境界を揺るがす巨大クジラ妖怪。
クジラマン
声 - 立木文彦
怪魔族 / フシギ族（『ぷにぷに』）。大妖鬼ホゲホエールが人型の体系に進化し、驚異的なパワーとスピードを兼ね備えた姿。口から吐くサバ化シャボンは人々を魚類に変えてしまう。

### 隠しボス
あやとりさま
声 - 浅利遼太
『2』の隠しボス。千手観音と蜘蛛をあわせたような姿をしており、全ての人間の人生を管理する者と言われている妖怪。かなりの実力者だが、性格は温和。
坐・だるま師匠（ざ・だるまししょう）
声 - 奈良徹
『3』の隠しボス。「だるまっ塔」最上階にいる、だるま化粧の仏様のような妖怪。武の真理を極め、強者を求める姿勢から彼の弟子となる者が多い。
赤魔寝鬼（あかまねき）
声 - 小桜エツコ
『バスターズ』に登場する隠しボスの一体。プリチー族（『ぷにぷに』）。YBKホールの地下に眠る巨大な招き猫像。その正体はナゾに包まれておりくわしく知る者はいない。対になる白古魔との間で危ういバランスを保っておりこのバランスが崩れた時、妖怪ワールドの安定が乱れる。
赤魔寝鬼ゴールド
声 - 小桜エツコ
全身が黄金でできた赤魔寝鬼の色違い。
白古魔（しろこま）
声 - 遠藤綾
『バスターズ』に登場する隠しボスの一体。プリチー族（『ぷにぷに』）。あらゆる邪気を払う力を持つ巨大な狛犬像。その力は対になる赤魔寝鬼とのバランスが保たれて初めて本当の効果を発揮する。近年このバランスが崩れてきて人間界で様々な怪異が起こるようになった。
白古魔ゴールド
声 - 遠藤綾
神々しい輝きを放つ白古魔の色違い。
魔王コイ（まおうコイ）
『妖怪三国志』の隠しボス。ニョロロン族。大魔王シブの力によって生み出された妖怪。予知能力を使って「楽しくなりそうなこと」を探している。
コーエーテクモゲームスの代表取締役社長で戦国無双シリーズのプロデューサーである鯉沼久史がモデル。
大魔王シブ（だいまおうシブ）
『妖怪三国志』の隠しボス。ゴーケツ族。新しい物や面白い物を創造し、人々を夢中にさせる大魔王。
コーエーテクモゲームスの三國志シリーズゼネラルプロデューサーであるシブサワ・コウ（襟川陽一）がモデルとなっている。

## その他の人間

### ゲーム版に登場しているキャラクター
エミちゃん
声 - 安野希世乃（テレビアニメ、元祖・本家・真打）、長澤まさみ（劇場版第2作）、阿井莉沙（第16話） / 演 - 黒島結菜（実写・劇場版第3作）
アカマル（生前のジバニャン）の飼い主で、高校生の少女。
当初、ジバニャンがエミちゃんのことを語った際は、自分をかばって死亡したアカマルに「ダサい」と言い放つ冷たい性格で、ジバニャン本人も「ダサい」と言われた際に自分を憎んでいたのではないのかと思い込んでいた。しかし、実際にはアカマルを愛でており、エミちゃんが発した「ダサい」というのは本人の口癖と、自責の念から発せられた言葉だった。
家族構成は父（声 - 佐藤健輔）と母（声 - 佐藤智恵）、アカマルの4人家族。ドンヨリーヌに取り憑かれていた両親とは険悪になっており、学校では頼られる存在であったためにその不満を他人に明かすこともできず、それゆえにアカマルだけがエミちゃんにとって最大の理解者であった。
実は死神によって定められた条約に選ばれ、その後に死ぬ運命であったことが判明した。本来は交差点でトラックに轢き殺されるはずだったが、アカマルに助けられて命を救われ、代わりにアカマルが轢死して地縛霊・ジバニャンと化した。
現在の親子関係は良好になっている。たまにジバニャンが家に来ていることにも気づいており、214話ではアカマル（ジバニャン）を救うために思い出の物を貸してほしいと頼んだケータの話を信じた。
『映画 妖怪ウォッチ エンマ大王と5つの物語だニャン！』で描かれた8年後の未来では、新人ファッションデザイナーとして奮闘している。エンマ大王の力でタイムスリップしたジバニャンと再会を果たした。
ヒューリー博士
声 - 関智一
「ジョンソン宇宙センター」で働いていた、宇宙工学の第一人者の科学者。
ロケットを大破させ、チビ（USAピョン）を死なせてしまった責任で宇宙センターを追放処分された。NASUからは研究所に戻るよう説得されていたが、過去のトラウマから断っていた。
後にイナホとUSAピョンがロケットを発射させたところを見て、ロケットへの想いを取り戻した。妖怪が見えるもののUSAピョンを自立させるために、あえて見えないふりをしていた。
理科の先生
ゲーム版のみ登場。真夏にもかかわらず白いスーツを着用しており、束ねた長髪と眼鏡が特徴のミステリアスな人物。
非科学的な事象に詳しく、若く整った容姿から女子生徒からの人気も高い。
『真打』では主人公と一緒にいたアニメ版の少年キュウビの前に現れ、自分の街で「好き勝手なこと」をした彼に怒りを露わにしつつ、他人の力を借りて集めたことを理由に妖術で少年キュウビが持つキュン玉を全て没収した。その際に彼がキュウビたちを束ねる「紅蓮の親方」であることが判明した。
チョーシ堂の店主
声 - 宮澤正
団々坂にある時計店「チョーシ堂」の店主。
代々人間と妖怪に関わる家系であるため妖怪が見えており、本人自身も「妖怪である」と語っており、60年前と容姿は一切変わらない。妖怪ウォッチの強化などのメンテナンスも担当している。
正天寺和尚
声 - 宮澤正
団々坂にある寺「正天寺」の和尚さん。妖怪が見えている。
ゲーム中では、妖怪やアイテムの合成を担当している。一徳寺の和尚とは兄弟。
御用田さん（ごようださん）
声 - 佐藤健輔
ゲーム版のみ登場。アフロに近いモジャモジャ頭の上にパトランプを乗せ、羽織にジーンズという格好の強面の男性。
ゲームでは一定期間ごとに指名手配妖怪と呼ばれる悪い妖怪が現れ、それに関するタレコミ情報を主人公に教えるという存在。
『3』ではUSAのウォンデッド妖怪を逮捕するためにセントピーナッツバーグに渡った。
ママさん
ゲーム版のみ登場。スナック「ゆきおんな」の店長。
何事にも笑みをたたえた落ちつきのある性格。また、着物が似合う和服美人でもあり、常連客たちに人気が高い。
実はゆきおんなが化けている姿で、そのため他の妖怪の姿を見ることもできる。
ドリアン佐藤
アイテム「ダンシングスター」と引き換えに、妖怪たちにレベルに応じて「きめポーズ」を教えてくれるダンサー。
プライベートでは、あちこちにあるダンススクールで、たびたび「道場破り」を行っている。
公式おじさん
『2』より登場。公民館にて、公式バトルのルールを主人公に教えてくれる男性。
やたら「公式」という用語を強調する。
大門教授（だいもんきょうじゅ）
声 - 永田亮子
『2』より登場。ひょうたん博物館に住み着いている謎の教授。
妖怪が見える主人公に目をつけ、きまぐれゲートを開く鍵「ゲートボール」集めを依頼する。チョーシ堂製のメガネを着用しているので妖怪が見えている。
ニャーKB48
声 - 安野希世乃
ジバニャンやセミまるなどが大好きなアイドルグループ。
ゲーム版メンバーは現時点でチームNのふーにゃん、ゆっきーにゃ、れーにゃ、にゃんしお、フササの5人が登場している。
アニメではミケケや、ツチノコパンダとコンビを組んだ7人のメンバー（名称不明）などが確認できる。
本来は、実在のアイドルグループであるAKB48の名前をもじった架空のグループだが、のちに実在のAKBとその姉妹グループの当時のメンバー（島崎遥香、松井珠理奈、宮脇咲良、川栄李奈、木﨑ゆりあ、加藤玲奈、小嶋真子）が同名義で現実世界にてCDデビューを果たした。

フササ
声 - 阿井莉沙
ジバニャンが一番好きなニャーKBのメンバーの一人で、ゲーム版では『3』から登場する。本名は「房江」。
家系の霊感は強く、妖怪が見える。妹がいる。
我慢我太郎（がまん がたろう）
声 - 奈良徹
モレゾウ、ガマンモスの老師。
我慢が得意で、熱湯風呂に入るのが趣味。ムービーンの映画の設定考証も担当しているが、基本的に適当にOKを出すだけ。
セラピアーズ
声 - 阿井莉沙（セラピアハート）、安野希世乃（セラピアセレーネ）、日野未歩（セラピアソレイユ）
イナホが好きなアニメ『宇宙美少女セラピアーズ』の主人公の少女3人組。

### アニメオリジナルキャラクター
ひも爺の孫
声 - 小堀友里絵
第4話「妖怪ひも爺」に登場。
生前のひも爺からとても可愛がられていたが、孫が小学校に入って以降からあまり関わらなくなり、結果としてひも爺を妖怪化させる原因を作ってしまった。後に成長した姿の彼女が登場し、幼いころに買ってもらった人形を今でも大事にしていることや本当はもっと遊びたかったということが判明し、ひも爺の未練を解消させることができた。
将来は医者を目指しており、ひも爺が亡くなった後は必死に勉強して合格した。
お祓いのお爺さん
声 - 宮澤正
第5話・第28話・第71話に登場した祈祷師の老人。
ウィスパーやジバニャン、古典妖怪トリオを成仏させかけた。
チャーリー
「犬脱走」に登場。じんめん犬が監獄で親しくなった青年。
じんめん犬からは窃盗罪で捕まったと思われていたが、実は凶悪な連続殺人鬼であった。監獄の花壇に犯罪の証拠を埋めていたが、ゴンザレスに騙されたじんめん犬に掘り出された。
ゴンザレス
「犬脱走」に登場。じんめん犬が収監された監獄の囚人たちのボス。強面で監獄の囚人たちからは非常に恐れられている。
正体は連邦捜査官で、チャーリーの犯罪の証拠を捜すために潜入捜査の一環で囚人に成りすましていた。じんめん犬がチャーリーの犯罪の証拠を発見したことで、じんめん犬の出所の手続きをするも、自身のミスでじんめん犬と瓜二つの囚人が誤って出所してしまう。
ソレ田社長（ソレだしゃちょう）
声 - 佐藤健輔
「田舎者はバラ色に」に登場。大手玩具メーカー「DANDAI」の社長でコマさんの上司。
アイディアが浮かんだ時の決め台詞は「それだー!!」。
ソレ田ソレ代（ソレだ ソレよ）
声 - 安野希世乃
「田舎者はバラ色に」に登場。ソレ田社長の娘。第15話ではコマじろうの彼女として登場。
ひらめいた時の決め台詞は「それだー！ それよ!!」。
漫画家の少女
声 - 相川奈都姫
「恋とポエムとコーヒーと」に登場。コマさんの初恋の相手。
コマさんのことが見えており、子供のころに神社で会っている。漫画のアイデアが思い浮かばずに悩んでいたが、コマさんと再会したことでスランプから脱却できた。
SFおばあちゃん
声 - 佐藤智恵
「妖怪むかし話」に登場。
ケータとコマさんに「本当の昔話を教える」と称して、SF調に改変した昔話を聞かせる。
矢良瀬古里無（やらせ こりない）
声 - 坂東尚樹
「金妖スペシャル！ コマさん探検隊！」、「激写！ 不思議マガジン『ヌー』」、「コマさんコマじろうの日本全国もんげー旅」に登場。コマさんをスカウトしたディレクターで、恐竜や雪男、宇宙人などまだ明かされていない謎を追って、世界中を探索する番組をとるが、内容はほぼ大掛かりな仕込みのやらせで、撮影は外国ではなく日本で行っている。
病弱だった子供時代に叔父が話したUMAの体験談に元気を貰った経験から、「視聴者に夢を与えたい」という想いでヤラセを行っていた。
その後、ヤラセが発覚したことでテレビ局を辞めてフリーの伝説ハンターとなり、オカルト雑誌「ヌー」に記事を書いている。さらには「全国ビックリツアーガイドブック」なる旅行誌を発行しているが、大雑把かつ誇張されて書かれている。
『妖怪ウォッチ♪』35話では再びテレビ局のディレクターとして登場し、番組の企画でさくら第一小学校を訪れている。
赤谷プロデューサー（あかやプロデューサー）
声 - 関智一
矢良瀬の上司。
「コマさん探検隊！」のヤラセが露見したことで番組を打ち切るが、矢良瀬の番組制作に対する熱意を聞き、番組の制作続行を認める。
モヒカン
声 - 佐藤健輔（A）、布施川一寛（B）、村上裕哉（C）
「北斗の犬」で敵役を務めた、髪型がモヒカンの集団。
「3年Y組ニャンパチ先生」の「世紀末学園」の生徒としても登場している。
ブレンダ
声 - 沢城みゆき
「コマリーヒルズ青春白書」に登場するコマリーヒルズハイスクールの女子生徒。
Kコマーに誤ってジュースを掛けてしまった時に、Kコマーの行動にハートを打ち抜かれたことから付き合い始める。
後にKコマーと結婚し、活発だが未だおねしょが治らない長男（声 - 相川奈都姫）、名探偵キャラの次男（声 - 安野希世乃）、まだ赤ちゃんの三男（声 - 小堀友里絵）と、合計3人の子を儲けている。

### 映画オリジナルキャラクター
ユウト / 有馬優人（ありま ゆうと）
声 - 寺崎裕香
『映画 妖怪ウォッチ エンマ大王と5つの物語だニャン！』に登場する桜木小学校に通う6年3組の中学受験中の頭脳明晰、スポーツ万能、容姿端麗と3拍子揃った優等生。
将来の夢は漫画家になることであるが、両親は自分に良い学校に行き良い仕事に就くことを望んでいるだろうと一方的に思い込み、漫画家になりたいという夢を打ち明けられず断念していた。しかし、デーモンオクレに魂を差し出すように迫られ自分にはやりたいことがないと思いつめた時に、フウ2に両親の日常の普通の会話を見せられ、両親に自分が漫画家になりたいことを見通されていたうえで自分がやりたいことならなんでもいい、自分が元気で笑っていてくれていたらいいと、いつも自分を気にかけてくれていたことを知り、泣きながらやりたいことをする決意をする。
千秋先輩（ちあきせんぱい）
声 - 堀ちえみ
『映画 妖怪ウォッチ エンマ大王と5つの物語だニャン！』に登場するエミちゃんの先輩社員。
卑怯な性格で、自分より才能が良い後輩に仕事を山ほどやらせるなどのパワハラを行う。ロボニャンとブシニャンによって故障した噴水で水浸しにされ、風邪を引かされ休みを与えられた。
コマさぶろう
声 - 安野希世乃
『映画 妖怪ウォッチ エンマ大王と5つの物語だニャン！』に登場する赤ん坊。
エンマ大王が人間界から連れてきた。エンディングでは本来の両親と再会する姿が描かれた。
タカユキ
声 - くまいもとこ
『映画 妖怪ウォッチ エンマ大王と5つの物語だニャン！』に登場する男の子。
母親が入院したことで寂しがっていたが、イナホとUSAピョンのおかげで再会することができた。
南海カナミ（みなみ カナミ）
演 - 浜辺美波
『映画 妖怪ウォッチ 空飛ぶクジラとダブル世界の大冒険だニャン！』に登場する少女。妖怪が存在しない（実写の）世界に住む。
幼いころに初めて見たバレエ教室の光景に惹かれ、自らもバレリーナとしての道を歩んでいたが、コンクールでの優勝後に交通事故（劇場版コミカライズ版ではバレエの練習中に起きた不慮の事故）で足を怪我して踊れなくなり、さくら病院に入院している。ある日「文房具店の看板のクジラが実際に飛ぶ世界なら、自分は踊れるようになる」という想いに囚われ、ケータの世界と繋がることで具現化させてしまう。ケータの世界では宙を舞って踊ることができる。
木下紗枝（きのした さえ）
演 - 武井咲
『映画 妖怪ウォッチ 空飛ぶクジラとダブル世界の大冒険だニャン！』の実写パートに登場。カナミが通うバレエ教室の講師。
入院した彼女の帰りを待っている。

## その他の妖怪
基本的に五十音順で記載し、アルファベットなどの特別な名称が入っている場合は五十音順の後に記載する。また、亜種は便宜上元妖怪にて説明する。分類は『妖怪ウォッチバスターズ2 秘宝伝説バンバラヤー ソード/マグナム』までに登場している妖怪は、『ソード/マグナム』までの種族に基づき、『4』の種族はそれぞれの妖怪の項に記載する（妖怪アーク、アニメ、『ウキウキペディア極』で新種族が判明した妖怪も含む）。

### イサマシ族
物理攻撃が得意な勇ましい心の妖怪たち。
あかなめ
声 - 遠藤綾
古典妖怪。風呂場に出没し、風呂桶にこびり付いた垢をなめ落とす。
アニメ版では何でも舐めさせてしまう妖怪。とりつかれた人は舌が長くのびて何でも舐めるようになる。
総ナメ（そうナメ）
声 - 遠藤綾
あかなめがハリウッドデビューし、あらゆる賞を総なめした姿。総ナメに舐められた人間は賞を総なめできるようになる。
アチャー
声 - 笹本優子
顔がリンゴである弓使いの妖怪。いつも「あちゃー」という失敗ばかりしている。とりつかれた人間は失敗ばかりするようになる。
生前は人間だが、父親に頭の上に置かれた人間を射抜かれた経験からこの姿になった。
あきらMEN（あきらめん）
声 - 烏丸祐一（A）、布施川一寛（B）、古島清孝（C）
認MENの色違い。とりつかれた人間は何があっても諦めないようになる。
一瞬ボーイ（いっしゅんボーイ）
声 - 笹本優子
一寸サイズの妖怪。小柄な体を活かし、猛スピードで走り回ることが得意。
アニメ版では「一瞬パパ」と「一瞬ママ」の間に産まれたという設定。とりついた人間にとっての楽しい時間を一瞬で終わらせる。
いばる〜ん
声 - 坂東尚樹
いばりまくっている気球のメリケン妖怪。とりついた人を威張らせる。
おこ武者（おこむしゃ）
声 - 佐藤智恵
ゴーリキ族。いつも怒っている妖怪。
怒っている姿がかわいくて相手にはされない。
くしゃ武者（くしゃむしゃ）
声 - 宮澤正
おこ武者の進化系。
ゲーム版『1』ではおこ武者がいなかったため、『怒りでひとつの村を破壊しつくしたという伝説の残る恐ろしい妖怪。こいつにとりつかれるち怒りが爆発し、我を忘れてしまう』と表記されている。
なまはげ
声 - 宮澤正
ゴーリキ族。くしゃ武者の色違い。ゲームでは信号を無視することで戦うことができる。
アニメでは子供を更生させるためにさくらニュータウンを訪れるが、学校前で包丁を振り回したせいで逮捕される。出所後にケータと出会い、ケータが召喚した花子さんのプロデュースでちょい悪オヤジの「NAMAHAGE」にイメチェンし、世界的な人気者と化すが、本来の目的を忘れていた上に税金の概念を知らなかったことで脱税を行ってしまい、再逮捕される。
コロコロ版では信号無視をした人のせいで交通事故を起こした人間が恨みで妖怪化したという設定。
なまなまはげ
声 - 宮澤正
なまはげの進化系。凶暴さを抑える仮面が外れたことで凶暴な面が解放され、良い子悪い子関係なしに襲ってくるようになった。ゲーム『3』では高級料亭・妖楽の料理長を務めている。
おにぎり侍（おにぎりざむらい）
声 - 浅利遼太
オマモリ族。鬼と渡り合える力を持つ、侍姿のおにぎり妖怪。頼れる性格。
コロコロ版の漫画では、おにぎりを強奪しようとした鬼に殺された農民の魂がおにぎり（しかも、そのおにぎりを鬼が踏みつぶした）に宿り妖怪になったという設定。
焼きおに斬り（やきおにぎり）
声 - 矢部雅史
ゴーリキ族。おにぎり侍の進化系。厳しい修行の結果、こんがり焼けた焼きおにぎりになった。炎を纏う刀で鬼を焼く。焼かれたため肌が固くなり、固いものが苦手なひも爺には不評。しかし、進化系のくいい爺には高評価。
冷凍おに斬り
声 - 矢部雅史
『ぷにぷに』の妖怪。焼きおにぎりが転生した姿。長期冷凍保存が可能になっている。
鬼食い（おにくい）
声 - 佐藤健輔
ゴーリキ族。鬼を食い物にするという恐ろしい妖怪。実はマスターニャーダの弟子。
いのちとり
声 - 佐藤健輔
鬼食いの色違い。人の魂だけを吸い取って食べる妖怪。アニメでは彼に丸呑みされた人間や妖怪は催眠状態に入り、命取りな行動を繰り返してしまう。
鬼蜘蛛（おにぐも）
声 - 浅利遼太
土蜘蛛の色違い。戦の神と伝えられる鬼一族の直系の子孫とされる妖怪。自らの命を削り、破壊力を極限まで高める、禁断の秘術を会得した数少ない使い手。
かたづ家来（かたづけらい）
声 - 安野希世乃
戦よりも掃除にハマってしまった綺麗好きの足軽。ゲーム『2』のストーリーではジバニャンの次に友達になる妖怪。
アライ魔将（アライましょう）
声 - 佐藤健輔
かたづ家来の進化系。
武具が汚れているというだけで家来の首を刎ねたことがあり、恐れられている。
カブトさん
声 - 矢部雅史
鎧兜が変化した妖怪。ヨロイさんと再び一つになるためさまよっている。
コロコロ版の漫画では頭を他人の頭とぶつけると、その体を手に入れる能力を持つ。
ゲンマ将軍（ゲンマしょうぐん）
声 - 宮澤正
オマモリ族。カブトさんとヨロイさんを合成させることで生み出せる妖怪。生前に果たせなかった天下統一を果たそうとしている。
劇場版ではケイゾウが入手した妖怪ウォッチ・零式により、最初に召喚された妖怪。川で溺れているところをケイゾウに助けられたという。召喚の際に使用されたメダルはZメダルだったが、販売は初代メダルのみで、ゲームでも初代メダルで登場している。
黄泉ゲンスイ（よみゲンスイ）
声 - 宮澤正
オマモリ族。ゲンマ将軍の色違い。黄泉ゲンスイが目に付ける者は地獄行きが確定するとのこと。
ゲーム版の『2』では妖魔界の守主が鬼3匹と差し替わり、黄泉ゲンスイが一人で管理している。
ガチン小僧（ガチンこぞう）
声 - 遠藤綾
ゴーリキ族。ガチンコ勝負が好きな覆面レスラーの妖怪。とりつかれると「ガチ」にこだわるようになる。
天下無僧（てんかむそう）
声 - 村上裕哉
ガチン小僧の進化系。1,000回のガチンコ勝負に勝利したことで、1,000人の兵を打ち破るほどの無双の力を手に入れた虚無僧の妖怪。
クワノ武士（クワノぶし）
声 - 坂東尚樹
ゴーリキ族。クワガタムシのような外見をした武士の妖怪。武者かぶとと戦いながら力を蓄えている。
クワガ大将（クワガたいしょう）
声 - 坂東尚樹
ゴーリキ族。クワノ武士の進化系。
オオクワノ神（オオクワノかみ）
声 - 坂東尚樹
ゴーリキ族。クワガ大将の色違い。武道を極め神とまで崇められるようになったクワガタの妖怪。とりつかれると戦いの神のごとき強さを得る。
牛頭（ごず）
声 - 遠藤綾
地獄の番人として亡者を責めいじめる牛の鬼。
獅子まる（ししまる）
声 - 安野希世乃
おっとりとした性格の獅子の妖怪。
立派な武士を目指しているが、修行もゆっくりなため、まだまだ実力もひよっ子。すぐに昼寝をする癖がある。
アニメ版ではとどろき獅子の元で修行中。あくびをすると周囲の人間を居眠りさせてしまう。
万尾獅子（まんおじし）
声 - 佐藤健輔
獅子まるの進化系。
やる気は十分だが、時を待っていることで真の力を発揮することができる。
シラ切りスズメ
声 - 安野希世乃
ゴーリキ族。どんなことでもシラを切る侍姿の雀の妖怪。つづらチュン太夫の息子。
しょうブシ
声 - 矢部雅史
ウワノソラ族。元々は博打で破滅した剣の達人であり、様々な刀剣のアイテムと合成することができる特殊な妖怪。
アニメでは勝負運が極端に弱く、さらに勝負の前に前フリのような台詞を言う癖がある。ケータの提案によりその性質を生かしてリアクション芸人としてデビューした。
まさむね
声 - 矢部雅史
ゴーリキ族。しょうブシに名刀マサムネを合成させることで生み出せる妖怪。名刀を手に入れたことで、剣士の心を取り戻した。
むらまさ
声 - 矢部雅史
オンネン族。しょうブシに妖刀ムラマサを合成させることで生み出せる妖怪。邪悪な妖刀に心を奪われ、血を求めてさまよう亡霊剣士。
くさなぎ
声 - 矢部雅史
オマモリ族。しょうブシに神剣クサナギを合成させることで生み出せる妖怪。まさむねの色違いでもある。神剣の力であらゆる悪を断ち切り、世界に平和をもたらすとされる。
しょうりん爺（しょうりんじい）
声 - 宮澤正
ひも爺の色違い。拳法が生活の一部と化した妖怪。とりつかれるとアクション映画の物真似をしてしまう。
ダメジャー
声 - 小桜エツコ
すぐ泣きべそをかく野球ボールのメリケン妖怪。アニメではUSAの野球少年が死亡して妖怪化した。
ダメジャナイン
声 - 矢部雅史
ダメジャーの進化系。厳しい特訓の末、一流のメジャーリーガーへと進化した。アニメではダメジャーがあしたガールへの恋心でこの姿に進化した。
ダラケ刀（ダラケとう）
声 - 坂東尚樹
とりついた相手のやる気を奪う日本刀の妖怪。
アニメ版では柄の部分にレベル調整スイッチが付いており、最大4段階でだらけ度合いを調整できる。
ザンバラ刀（ザンバラとう）
声 - 坂東尚樹
ツクモノ族。ダラケ刀の進化系。
あまりにだらけていたため、刀の髪を切ることすら面倒になった。
アニメ版ではとりつかれると髪が非常に長く伸び、自由自在に動かせるようになる。
ダララだんびら
声 - 坂東尚樹
ザンバラ刀の色違い。ダラけて相手が油断したところを攻撃する。
ちからモチ
声 - 宮澤正
ゴーリキ族。餅の妖怪。普段はやる気の無さそうな顔だが、怒ると顔が膨れ上がり、体が割れ、中から男らしい顔が出現する。
ゲーム『1』では町の結界を解こうと企むネクラマテングの仲間の一人で、主人公とウィスパーが公民館の結界を修復するのを邪魔をしようと襲い掛かる。
コロコロ版の漫画では餅を食べなくなり、粗末にされた怨みの念によって生み出された妖怪という設定を持つ。
やきモチ
声 - 宮澤正
ちからモチの色違い。とりつかれるとやきもち焼きになる。
椿姫（つばきひめ）
声 - 遠藤綾
ふぶき姫の色違い。椿の花から生まれた妖怪。そのあまりの美しさから、一国の姫として迎えられた。
泥田坊（どろたぼう）
声 - 奈良徹
古典妖怪。大切な田んぼを奪われた老人が恨みの力で妖怪になった。
ニクヤ鬼
声 - 村上裕哉
ゴーリキ族。バーベキューが好きなメリケン妖怪。野菜は嫌い。とりつかれるとバーベキューで肉ばかり食べるようになる。
アニメ版ではベジタリアンのママにはニックと呼ばれていて、野菜を食べないことを注意されている。
寝ブタ（ねブタ）
声 - 浅利遼太
いつも寝てばかりのブタの妖怪。とりつかれると時間を忘れて眠ってしまう。
ねぶた
声 - 佐藤健輔
寝ブタの進化系。むりやり起こされた寝ブタが怒りの力で発光した姿。
ハンゾウ
声 - 布施川一寛
ゴーリキ族。日本の忍者に憧れている忍者マニアのメリケン妖怪。修行の末に本家を超える忍術を身につけた。ゲーム版『3』ではヒーローチーム、スーパー・シードのメンバー。
コタロウ
声 - 布施川一寛
ハンゾウの色違い。忍者学校を首席で卒業したエリート忍者。
ヒカリオロチ
声 - 笹本優子
ゴーリキ族。オロチの色違い。正義の心が、無限に放つ太陽のごとく輝いている。
映画『空飛ぶクジラとダブル世界の大冒険だニャン』では大妖鬼ホゲホエールを倒すために、オロチ本人がこの姿に変化した。テレビシリーズではオロチとは別個体の妖怪として登場している。
ひつま武士（ひつまぶし）
声 - 矢部雅史
天下統一を目指すウナギの武士。ご当地妖怪。
ひまつ武士（ひまつぶし）
声 - 矢部雅史
ひつま武士の進化系。すさまじく強くなりすぎた武士。暇な人間の前に現れ、暇つぶしの勝負を挑む。
ぶようじん坊（ぶようじんぼう）
声 - 笹本優子
爪楊枝とふんどしと頭にかぶったお鍋のみの装備で戦に臨む、不用心な妖怪。とりついた人間を不用心にする。
がらあきん坊（がらあきんぼう）
声 - 笹本優子
ぶようじん坊の進化系。
鍋の守りを捨て、少しの攻撃でもびくともしない強い戦士に成長した。
さきがけの助（さきがけのすけ）
声 - 笹本優子
がらあきん坊の色違い。
自分が一番でないと気が済まない特攻命な妖怪。年中裸で戦っているため日焼けしている。
ブリー隊長（ブリーたいちょう）
声 - motsu
ゴーリキ族。妖怪たちに大人気のエクササイズ「ブリーズビートキャンプ」で有名な妖怪。『2 元祖/本家』およびアニメ版のエンディング「ダン・ダン ドゥビ・ズバー！」ではメインを務めている。相棒にナメクジ軍曹がいる。
スピンオフ作品『妖怪ウォッチバスターズ』では指導教官として登場。かつては伝説のバスターズチームのメンバーだった。
ブリー元帥（ブリーげんすい）
声 - motsu
数々の功績を認められブリー隊長が大出世した姿。司令官という立場だが、勢い余って自身が最前線に飛び出してしまうこともある。
アニメではサンタクロース学校の教官として登場。サンタ代理に選ばれたジバニャンに80億個のプレゼントを作るよう命じた。
ベンケイ
声 - 矢部雅史
ゴーリキ族。腹の中に、倒した相手から奪った999本の刀を隠している妖怪。
からくりベンケイ
声 - 矢部雅史
ツクモノ族。ベンケイの色違いで、武器である薙刀で電化製品のネジを取り、その電化製品を使えなくする。半分サイボーグの妖怪。
アニメ版では、電化製品の中枢を担うとされている「勇者ネジ」を千本集め、最強の薙刀を手に入れようとしていた。
枕返し
声 - 矢部雅史
古典妖怪。夜中に現れ、寝ている人の枕をひっくり返す。
アニメでは寝ている人の体の向きを逆にする。
馬頭（めず）
声 - 佐藤健輔
地獄の番人として亡者たちを数千日に渡り、説教し続ける馬の鬼。
メラメライオン
声 - 笹本優子
ゴーリキ族。とりついた相手を熱血にするライオンの妖怪。ゲーム『1』では人間と同様に言葉を話すのに対し、アニメや『2』以降では基本的に名前以外は「メラメラ」としか喋らないが、たてがみのカツラを外すと冷静になって喋ることができ、声色も男らしくかつ敬語調になる。また、メラメラの度合いは、後頭部にあるテレビの音量つまみのようなもので調整することができる。朝は相当な早起きであり、メラメライオンの気合いにより日が昇る。
元々はサーカスの見世物であったライオンだったが、サーカスの会場が火災に遭った際、メラメライオンのパートナーでもあった逃げ遅れた少年を救出したのと引き換えに命を落とし、妖怪となった。額の傷は檻をぶち破った際にできたものである。
熱い系妖怪のメンバー。基本的に友情に熱い性格だが113話では年俸1億円に釣られて「いろいろツクローバーZ」に寝返った。ただし表向きにはあつガルルらとなんら変わらない交流をしており、実質「アッチィソウルブラザーズ」から抜けていないも同然である。
グラグライオン
声 - 笹本優子
メラメライオンの色違い。足を鳴らして地面を揺らすことができ、その振動は人の心を動かす力がある。
轟獅子（とどろきじし）
声 - 笹本優子
モノノケ族。メラメライオンの色違い。とりつかれると後世に名が残るほどの大人物になる。
ペラペライオン

やまと
声 - 奈良徹
真の日本男児を目指す妖怪。とりつかれると日本文化にこだわるようになる。外来語を使った人間を棍棒で叩くが、自分の必殺技名「やまとクラッシュ」にも外来語が含まれている点についてはスルーしている。
カブキ猿（カブキざる）
声 - 奈良徹
やまとの色違い。人とは違った生き方に憧れる奇抜大好き妖怪。
妖怪ガッツK
声 - 朴璐美
純度100%の正義の心で数々の悪を打ち砕いてきた正義の味方妖怪。外観がケイゾウに酷似している。
劇場版ではケイゾウが亡くなった際に妖怪化した姿で、蔵から出られなくなったデカニャンを救出させるためにケータたちを誘い込ませた。コミカライズ版ではおばあちゃんが心配だったから妖怪になったという。
妖怪ガッツF
声 - 高野菜々
妖怪への愛をつらぬく少年が自ら妖怪になった姿。外観がフミアキに酷似している。

### フシギ族
妖術が得意な不思議な妖怪たち。
アペリカン
声 - 坂東尚樹
海外留学を経験した結果、英語は話せないがUSAかぶれになったペリカンの妖怪。
コロコロ版の漫画では持っている拳銃で撃った相手は陽気なアメリカかぶれになるが、場合によって「本物の弾」を使って攻撃する場合もある。無駄にテンションの高い陽気な性格で、大のダジャレ好き。ゲーム版と違い普通に英語を話せる。
家ーイ（いえーイ）
声 - 永田亮子
風船をつけた家型のメリケン妖怪。ホームパーティーを開くのが好き。
一旦ゴメン（いったんゴメン）
声 - 奈良徹
何度も謝罪させてしまう一反木綿のような妖怪。とりつかれた人間は、自分の行いを注意されても反省せずに「ごめんごめん一旦ごめーん」と適当に平謝りする。『コロコロコミック』の読者応募から生まれた妖怪。
あやまり倒し（あやまりだおし）
声 - 奈良徹
一旦ゴメンの進化系。進化したことで体がドミノ状に変化した。
一旦ソーリー

おがみ倒し（おがみたおし）
声 - 奈良徹
あやまり倒しの色違い。
うんがい鏡（うんがいきょう）
声 - 宮澤正
ツクモノ族。各地に仲間が点在し、うんがい鏡の中をくぐることで鏡の世界を通して仲間のいる場所へワープさせる能力を持つ鏡の妖怪。口癖は「ぺろ〜ん」。
ゲーム版ではマップに配置されているうんがい鏡を利用することでショートカットすることが可能。アニメ版でもケータが妖怪ワールド（妖魔界）に行く際に頻繁に利用している。
うんがい三面鏡（うんがいさんめんきょう）
声 - 宮澤正
うんがい鏡の進化系。現在と過去、未来を行き来する能力を持つ。開けっぴろげな性格で、初対面にかかわらずすぐに友達になってくれる。「あけっぴろ〜ん」と「ご開帳〜」が口癖。
ヤミ鏡（ヤミかがみ）
声 - 宮澤正
うんがい鏡の色違い。鏡の中に強大な闇を溜め込んでいて、利子をつけて悪い妖怪に闇の力を貸し出している。
バトルやシンボルではうんがい鏡と表情は同じだが、メッセージグラフィックと妖怪メダルだとツリ目になっている。
オトナカイ
声 - 奈良徹
クリスマスの日に自分用のプレゼントを大人買いするトナカイ妖怪。
鬼ガマ（おにガマ）
声 - 日野未歩
大ガマの色違い。伝説の鬼一族を先祖に持ちその力を正統に継承する妖怪。額に生える巨大な一本のツノが鬼の血を引いていることを何よりも証明している。
紙かくし（かみかくし）
声 - 笹本優子
あらゆる紙をどこかに隠してしまう妖怪。特にトイレットペーパーには目がない。アニメでは花子さんに片思いしていた。
カラヤブリ
声 - 笹本優子
卵のようなメリケン妖怪で、アニメ版に登場した怪盗コパンの正体。妖怪の一番の特徴を奪い、殻を破ることで自分の新たな一面に気付いてほしいと願っている。元々は、自分の殻を破れずにいた内気な人間であり、殻を破ろうしていた矢先に命を落とし、妖怪と化した。
キャプテンドード
声 - 佐藤拓也
大冒険の末に多くの宝を手に入れた大海賊妖怪。
キュウビ
声 - 永田亮子
モノノケ族。妖怪の中でも最上位とされる二足歩行の九尾の狐。ゲーム版ではさくらニュータウン（桜町）の守り神「おキツネさま」として信仰されており、気まぐれで享楽主義ながら町への愛着は深い。『真打』ではケータたちの学校の理科の先生が、キュウビこと「紅蓮の親方」と同一人物であることが判明した。他にも『2』では本家軍の幹部として登場し、オロチとはライバル同士だと判明している。
アニメ版ではイケメンの少年に変身する能力を持つ少年キュウビが登場。キュン玉を100個集め「紅蓮の親方」に献上し、上級キュウビに進化することを目指している。
コロコロ版では人の心をキュンとさせて楽しむことを趣味としているが、一方で自身もキュンとしやすい。こちらでもアニメ版やちゃお版同様の少年の姿に変身している。
ちゃお版の漫画ではキュン玉集めの設定はないが、アニメ同様フミちゃんにアプローチしようと奮闘する。また、コマさん兄弟の神社に誤って放火した犯人でもある。
犬神（いぬがみ）
声 - 永田亮子
モノノケ族。キュウビの色違い。キュウビ以上に珍しいとされる九尾の犬神。白銀に輝く美しい毛並みを持つ。
口すべらし
声 - 日野未歩
スケート靴を履いた犬妖怪。常に舌を出している。とりついた人に失言させる。
こえんら
声 - 安野希世乃
ウワノソラ族。古典妖怪。身の回りの煙から生まれる女の子の妖怪。成長すると進化妖怪のえんらえんらになるが、その前に消えることが多い。
コロコロ版ではジバニャンが車を倒そうとした時に出た砂煙から発生した妖怪で、ジバニャンを「お父さん」と呼んでいる。
アニメ版では女子高生のまどかが使っていたアロマから生まれた。
えんらえんら
声 - 安野希世乃
ウワノソラ族。こえんらの進化系。煙から生まれ、さまよう女性妖怪。
ゲーム版の『2』では、『元祖』では土蜘蛛、『本家』では大ガマの幹部役として登場する。鉄工所で怪魔にとりつかれたところを主人公に救出されるが、実は平釜平原で行われた大合戦で二つの軍勢を滅ぼそうと、えんらえんらに化けた怪魔であることが判明した。
さかさっ傘（さかさっかさ）
声 - 浅利遼太
壊れたビニール傘が変化した妖怪。風のある日に片っ端から傘を逆さにしてしまう。傘である顔は逆さにした形をしているが、逆さになる前の姿になることも可能。
アニメ版では嵐の時に逆さにされ捨てられた怨みの念によって生まれたが、から傘お化けの特訓によって一時的に正常の姿になれた。
さとりちゃん
声 - 小桜エツコ
人の考えていることが分かる女性妖怪。一方的に人の心を読み取りほくそ笑むのが趣味だが、余計な情報を知ってしまい後悔することもある。『2』まではポーカーフェースな設定だった。
コロコロ版の漫画では人間の上っ面だけの会話を嫌う「思い」が集まって生まれたという設定がある。
よつめ
声 - 小桜エツコ
さとりちゃんの色違い。目が4つあり「生年月日」・「好きな食べ物」・「名前」・「運命の人」を読みとることができる。さとりちゃんにできた「相手の考えていることを知る」ことはできない。
酒呑童子
声 - 日野未歩
鬼でさえ家来にしてしまうほどの力を持つ古典妖怪。過去に酒の飲みすぎで人間に敗北した反省で禁酒しており、現在はスポーツドリンクを愛飲している。
スットン卿
声 - 布施川一寛
パーティーに出没しては素っ頓狂な言動を繰り返す貴族妖怪。
アニメ版ではとりついた人間に変な声を出させる能力を持つ。生前は何があっても動じない英国紳士だったが、交際していた女性に振られたショックで死亡して妖怪化した。
ズルズルづる
声 - 坂東尚樹
オンネン族。大きな鼻水を垂らしたツルの妖怪。鼻水が重いせいで飛べない。
かぜカモ
声 - 坂東尚樹
ズルズルづるの色違い。とりついた人を風邪のような微妙な体調にする妖怪。
せいでん鬼（せいでんき）
声 - 笹本優子
雷オトンの甥っ子。その名の通り静電気を起こす。
セバスチャン
声 - 佐藤健輔
アニメ版では妖怪委員会の審査員や魔の5年1組被害者の会の会長も兼任している。
ゲーム版『2』の真打では、フユニャンをダークニャンにするためにアメコミを元にした様々な試練を与えた。
そらミミズク
声 - 佐藤智恵
ウワノソラ族。ミミズクの妖怪。空耳に悩んでいる。
じごくミミズク
声 - 佐藤智恵
ウワノソラ族。そらミミズクの進化系。耳を鍛えた結果空耳は改善されたが、地獄耳になり聞きたくない話まで聞こえてしまうという新たな悩みが発生した。とりつかれると地獄耳になるが、それが原因で人によっては被害妄想が発生する。
つづかな僧（つづかなそう）
声 - 矢部雅史
やっていることを続かなくさせる妖怪。木魚のような顔を持ち、袈裟を着ている。
やめたい師（やめたいし）
声 - 矢部雅史
ウワノソラ族。つづかな僧の進化系。長い髭のようなものが生えている。何をやってもすぐ飽きてしまう和尚型の妖怪。
もうせん和尚（もうせんおしょう）
声 - 矢部雅史
やめたい師の色違い。同じことは二度もしない和尚の妖怪。人生経験は豊富。
天狗（てんぐ）
声 - 日野未歩
オマモリ族。八つ手型の団扇で大旋風を巻き起こす妖怪。妖術を使うことを鼻にかけ、性格は荒っぽい。鳥天狗とはライバル関係。
ほむら天狗（ほむらてんぐ）
声 - 日野未歩
オマモリ族。天狗の色違い。世の中が乱れると日照りを起こし、人類を戒めてきた。
アニメ版ではアイドルオタクで、アイドル関連のニュースだけで世相を判断している。
でんぱく小僧（でんぱくこぞう）
声 - 佐藤智恵
電子機器にとりつき、電波を操る子供の妖怪。
でんじん
声 - 佐藤智恵
オマモリ族。でんぱく小僧の進化系。電波を司る神様のような妖怪。『バスターズ』ではバスターズハウス内の武器屋として登場。
はつでんしん
声 - 佐藤智恵
でんじんの色違い。エネルギーの神様と呼ばれている。
アニメ版では多くの個体がさくら発電所で電力を作っているが、犬まろと猫きよに唆されてストライキを起こす。
おでんじん
声 - 奈良徹
オマモリ族。妖怪屋台を経営しているおでんの大将。彼が味のある話をしながら繰り出す味の染みたおでんを食べて育つと、味のある良い大人になれるとのこと。
なぞトキ
声 - 坂東尚樹
ナゾを追い求めるトキの妖怪。ナゾ研究家と自称しているが、深読みしすぎて逆に謎が解けない。とりつかれると些細なことで邪推してしまうようになる。
ナンデナン
声 - 永田亮子
ナンの妖怪。取り憑かれるとなんでも疑問を持ち、質問攻めにしてしまう。
そーナンだー
声 - 坂東尚樹
ナンデナンの進化系。あらゆる疑問を解消したことにより何を言われてもあっさり納得するようになった。
ぬえ
声 - 佐藤健輔
猿の頭、狸の胴体、虎の手足、蛇の尾を持つ古典妖怪。ふつうに鳴いているだけなのに、気味が悪いとよく言われて少し傷ついている。
風魔猿（ふうまざる）
声 - 佐藤健輔
古典妖怪。ぬえの色違い。高名な忍者が妖怪化した存在である。
のっぺら坊（のっぺらぼう）
声 - 安野希世乃
古典妖怪の一種で、顔が一切ない妖怪。とりつかれると無表情にしてしまう力を持つ。加えてコロコロ版では無感情にする。
アニメ版では、さくら第一小学校の児童で唯一驚かなかったことで友達になったタダオ君（声 - 日野未歩）が転校する折、無表情のままで涙を見せる一幕があった。
ハナホ人（ハナホじん）
声 - 奈良徹
ゲーム『2 真打』から登場。ウワノソラ族。常に鼻をほじっており、とりついた相手を鼻ほじりに熱中させる妖怪。
アニメではゲームに先行して第44話で初登場した。以後ケータはハナホ人のことを敵視しており、ジバニャンもタイミングの悪い状態でハナホ人を倒すために召喚されることが多いことからあまり良く思っていない。
実は、ケータが小さいころに捨てた鼻くそから妖怪になったということがイナウサ不思議探偵社の調査で判明した。また、他にもケータの鼻くそから生まれたハナホ人が複数個体存在する。
バクロ婆（バクロばあ）
声 - 佐藤智恵（生前のバクロ婆 - 日野未歩）
オンネン族。手が長い小さな老婆の妖怪。相手にとりつき、本音を暴露させる。名前以外は「ばばーん」としか喋れない。
アニメ版では生前は某国の女スパイだった。その後ある男と出会って突然恋に落ち、スパイとしての身分も捨て幸せな結婚生活を送って孫にも恵まれたが、78歳の冬に病で倒れ、愛する男から聞き出せなかった一言（=孫のなぞなぞの答え）を知ることも無く死んでしまい妖怪になった。ひも爺とは茶飲み仲間で親しい。
劇場版第1作から第3作までではボス格のキャラクターにとりつき、事件の真相を暴露させる活躍を見せた。
コロコロ版の漫画ではジバニャンの「親しき仲にも礼儀ありニャン!!」という言葉に心打たれて以来ジバニャンのことが好きになる。そのためジバニャンのことを「ジバニャン様」と呼んで慕っている。
ババァーン
声 - 佐藤智恵
バクロ婆の進化形。両手に持ったスピーカーから暴露情報をぶちまけ、暴露された人に大恥をかかせる。
ドクロ婆（ドクロばあ）
声 - 佐藤智恵
オンネン族。バクロ婆の色違い。ヘビメタに目覚めたバクロ婆しかこの姿になれない。
カントリーバァバ

化け草履（ばけぞうり）
声 - 佐藤智恵
古典妖怪。使い込まれた、古い草履が妖怪化した姿。サンダルから巨大ロボットまでありとあらゆる足音を出すことができる。
バニー・ミント
声 - 沼倉愛美
オマモリ族。USA特殊機関のすご腕エージェントのメリケン妖怪。
ゲーム版『3』では、昔は売れっ子妖怪アイドルとして活躍していたが、誘拐されようとしたところをスカイシャリマンに救われ、妖怪ヒーローになることを志し、スーパー・シードに加入した。そこには助けてくれた彼への憧れと女心が少なからずとも関わっている。
スノーラビィ
声 - 沼倉愛美
バニー・ミントの色違い。心が宿った雪ウサギが妖怪になった姿。一人称は「ボク」。出会った人間は純真な心を取り戻すと言われている。
パッカー
声 - 沼倉愛美
口がファスナーになっている妖怪。閉めたはずのファスナーを開けてしまう。
ひじょうぐち
声 - 小桜エツコ
ツクモノ族。非常口の看板がそのまま妖怪になった。安全な場所へ誘導してくれる。
アニメでは非常口の看板に描かれている人型のイラスト本人。非常口の看板から繋がる特殊な空間で大量の個体が生息しており、オフの際には各自思い思いの時間を過ごしている。
ひとりよがり
声 - 日野未歩
ひとりよがりなヨガの達人。自分だけが良いと思い込んでいるポーズを次々と繰り返し、自己満足に浸っている。とりつかれると独善的な人間になる。
ヒマ神
声 - 矢部雅史
日本神話風の外見のメリケン妖怪。暇を愛している。
ピントコーン
声 - 日野未歩
ウワノソラ族。玉蜀黍のメリケン妖怪。とりつかれると何をやってもピンとこなくなる。ゲーム・アニメ共にケータが初めて出会ったメリケン妖怪。
ペラペライオン
声 - 矢部雅史
メラメライオンの進化系。いろんな国の言葉を話せる通訳マン。
ゲーム版の『3』では、最初はケータの父にとり憑いていたが、後に自分も英語を話せるようにするためにケータと友達になり、英語を話せるようにした。その後第7章では転送装置でUSAへやってきたイナホにもとり憑いた。
まぼ老師（まぼろうし）
声 - 奈良徹
相手に幻を見せる老人の妖怪。実はとても親切な妖怪。
アニメ版やコロコロ版では悪戯好きな性格。
かげ老師（かげろうし）
声 - 奈良徹
まぼ老師の色違いで兄弟。陽炎のように姿を消しながら、人間を眺めている。
アニメ版では百鬼姫の付き人。
ほう老師（ほうろうし）
声 - 奈良徹
まぼ老師とかげ老師の色違いで兄弟。各地を渡り歩く旅人妖怪。
まるナゲット
声 - 矢部雅史
ウワノソラ族。チキンナゲットのメリケン妖怪。面倒や苦手な局面で誰かにそれを丸投げする。口癖は「エブリシング、あとよろピク〜」。
元々は、USAで嫌なことばかりを丸投げされていた人間であり、丸投げとは関係ない理由（野球観戦中にホームランボールを取ろうとしてフェンスに激突）で若くして命を落とし、妖怪と化した。
ミスタームービーン
声 - 宮澤正
何度も妖怪アカデミー賞をとっている自称「天才映画監督妖怪」。強引かつ自分勝手な性格で、とりつかれると自分が気に入った作品が完成するまで現実世界に帰してもらえない。ただし、実際の判断は本人ではなく「謎のおじいさん（我慢我太郎）」が下す。
主な作品は『妖怪西遊記』、『妖怪タイタニック』、『トキヲかけるババア』、『コマの名は。』など。ゲーム『2 真打』では彼の撮影がウバウネを改心させたきっかけにもなった。
ミス・テリー
声 - 矢部雅史
ミステリーを司ると言われるメリケン妖怪。とりつかれた人間は何でもかんでもミステリー風にするため、世間話すら推理小説のようになる。
モテモ天（モテモてん）
声 - 矢部雅史
ハートのピストルを撃って相手の心を奪う妖怪。とりつかれるとモテモテになる。
モテマクール
声 - 矢部雅史
モテモ天の進化系。妖怪ナンバー1のイケメンを自称するナルシストな妖怪。年齢を問わずハートを撃ちまくり、全ての女子を虜にする。
モテヌス
声 - 矢部雅史
オンネン族。モテマクールの色違い。とりつかれるとモテなくなる。性格は悪くはないが、モテマクールと違いあがり症で口下手なのが悩み。
レインボーン
声 - 村上裕哉
ハデハデな髑髏のメリケン妖怪。食べ物をカラフルにする。
わすれん帽（わすれんぼう）
声 - 坂東尚樹
ツクモノ族。相手の頭にとりつくことでその人物の記憶を忘れさせてしまう帽子の妖怪。アニメ版・コロコロ版では、持ち主に忘れ去られたことで妖怪化したという設定を持つ。
ゲーム版では特定の条件を満たすことで、友達妖怪のニックネームを変更させてくれる。
メゾン・ドワスレ
声 - 坂東尚樹
わすれん帽の進化系。進化したことでワンルームサイズに巨大化し、記憶を全て食べてしまえるようになった。『バスターズ』ではバスターズハウスのリフォームを担当する。
ばか頭巾（ばかずきん）
声 - 坂東尚樹
わすれん帽の色違い。とりついた人間をおバカにする。
アニメではかつては防災頭巾だったが、男子の放屁や遊びの道具にさせられたりしたことで、復讐心から妖怪になった。似た境遇のわすれん帽（女子に裏切られて妖怪になった）と意気投合し、最終的には2体で漫才コンビの頭にとりついた。
わらえ姉（わらえねえ）
声 - 永田亮子
周囲の笑いを吸い取り、笑えなくさせ楽しい場を台無しにする女性妖怪。
アニメではお笑いに厳しい性格。口すべらしの妻で、口すべらし曰く束縛が厳しいらしい。
青くちびる
声 - 永田亮子
わらえ姉の色違い。とりつかれるとプールから出た時などに唇が青くなる。
Mr.スコップ（ミスター・スコップ）
声 - 芽衣
掘ることが大好きな妖怪。あらゆる場所を掘りまくるが、Mr.スコップ自身にも深く掘りさげてはいけない秘密がいくつかある。女好きな性格。
Mr.スコップG（ミスター・スコップゴールド）
声 - 芽衣
家の庭にあった岩盤を掘り続け突破した結果、新たな力に目覚めたMr.スコップの進化系。
U.S.O.（ユー・エス・オー）
声 - 佐藤智恵
ウワノソラ族。とりついた人をウソつきにしてしまう妖怪。サングラスを掛けており、UFOの形をしている。そもそも自分自身が「エセ宇宙人」というウソの塊のような存在。

### ゴーケツ族
防御力の高いタフで豪傑な妖怪たち。
阿形（あぎょう）
声 - 坂東尚樹
古くからある仁王像に命が宿り、妖怪になった。
あせっか鬼（あせっかき）
声 - 宮澤正
ウワノソラ族。とりつかれると汗が止まらなくなる鬼の妖怪。常に汗をかいており、一滴ずつ垂らしている。巨漢で肥満体型。
アニメ版では頭の角は汗を調整させるスイッチになっているため、爽やかな汗になる「青春モード」に切り替えることができる。おにぎり侍に狙われていたが、後にお互い友達同士になる。後に熱い系妖怪のメンバーに加わった。
あまん汁
声 - 遠藤綾
妖怪ワールドの人気スイーツ「あまん汁」に浸かった牛のメリケン妖怪。現状に甘んじさせる。
ギュウ汁
声 - 遠藤綾
モノノケ族。あまん汁の進化系。ありとあらゆるものを牛耳ろうしている。
あっけら艦
声 - 奈良徹
戦艦のメリケン妖怪。危なっかしい状況でもあっけらかんとしている。アニメ版では中にAD妖怪に似た姿の乗組員がいる。女子には弱い。
シレイ艦
声 - 奈良徹
あっけら艦の進化系。動じない性格から司令官に任命された。責任感からあっけらかんとした部分はなくなり、とても頼れる性格になった。
あっそう山（あっそうざん）
声 - 佐藤健輔
冷め切った性格の山妖怪で、何に対しても興味がなく「あっそ！」としか言わない。しかし、体の奥底には熱い好奇心のマグマが流れている。
あそっ火山（あそっかざん）
声 - 坂東尚樹
あっそう山の進化系。好奇心のマグマを爆発させ、何にでも興味津々になった。どんな話も「あ、そっか！」と言いながら楽しそうに聞いてくれる。
うらや飯（うらやめし）
声 - 安野希世乃
オンネン族。いつも他の人のお弁当を羨ましそうに見ている、お米だけのお弁当妖怪。とりつかれるとすぐに他人を恨むようになってしまう。アニメ版ではひも爺に食べられて、一時的に死亡することが多い。91話ではプライ丼と音楽ユニット「ドンブリーズ・カムトゥルー」を結成した。
プライ丼（プライどん）
声 - 坂東尚樹
ゴーリキ族。うらや飯の進化系。プライドも値段も高い超豪華な天丼の妖怪。とりつかれるとプライドが高くなり、他人の反感を買うようになってしまう。アニメ版ではひも爺に食べられて、うらや飯と同様に一時的に死亡することが多い。
吽形（うんぎょう）
声 - 宮澤正
守護神として一緒に働いた阿形と共に動き出した仁王像。
大ガマ（おおガマ）
声 - 日野未歩
オマモリ族。ゲーム版の『2』に登場する本家軍の大将であり、数百年生きたというガマガエルが変異した姿の古典妖怪。自由奔放な性格ながらも部下たちを守る責任力は充分備わっているため、部下からの信頼は厚い。
大やもり（おおやもり）
声 - 日野未歩
大ガマの親戚にあたる、数百年生きたヤモリが変異した妖怪。アウトドア派の大ガマとは正反対のインドア派で、常に引き篭もっている。
おくらいり
声 - 坂東尚樹
世に出してはいけない様々なものをお蔵入りさせる蔵の妖怪。
オーバーガー
声 - 佐藤智恵
ゴーリキ族。ハンバーガーのメリケン妖怪。とりついた人にオーバーリアクションをさせる。
カクさん
声 - 村上裕哉
噂話に尾ひれをつけて拡散させる妖怪。
カメッパ
声 - 浅利遼太（男）、沢城みゆき（女）
雑に履かれたスリッパが妖怪になった。勝手に靴を並べ替えてしまう。たこうらみ同様銀水小学校6年2組の考案妖怪。
アニメ版では夫婦という設定になっていて、以後離れ離れにならないよう、ケータの家の玄関に置かれるようになった。
ガランドゥ
声 - 佐藤健輔
何でもかんでも吸い込んで空っぽにしてしまう妖怪。体の中にはブラックホールのような空間が広がっている。
グレるりん
声 - 坂東尚樹
ゴーリキ族。とりついた相手を不良にさせる妖怪。グレている一方で、法律や一定のルールは守る一面も持っている。
アニメ版では「とある不良のリーゼントに込められた悪意が妖怪になった」という設定がある。そのため本体はリーゼントであり、寝るときは顔や胴体をしまってリーゼントだけの姿になる。
コロコロ版では振り子を利用した催眠術で人をグレさせる。
ゴクドー
声 - 坂東尚樹
グレるりんの進化系。肩に担いだクギこんぼうで戦う番長の妖怪。
アニ鬼（アニき）
声 - 坂東尚樹
ゴクドーの色違い。たった一人で暴走族を壊滅させたという実力を持ち、部下から慕われるカリスマ性もある。とりつかれると頼れる性格になる。
ブルックりん
声 - 布施川一寛
グレるりんのメリケン版。スプレーを使ってイタズラ書きをするのが好きな不良妖怪。
ザ・シャーク
声 - 坂東尚樹
妖怪ワールドのヒールレスラーとして活躍する鮫のメリケン妖怪。
スティーブ・ジョーズの息子で、仕事に集中する余り家族をほったらかしにした彼を見返すためにレスラーになった。本名は「ポール」。
ゲーム版『3』ではヒーローチーム、テンペスト・プライドのメンバー。
エル・シャクレロ
声 - 坂東尚樹
ザ・シャークの色違い。深海から現れた妖怪プロレスの超新星。
シングコング
声 - 矢部雅史
マイクスタンドを持ったロック歌手風の黄色いゴリラのメリケン妖怪。とてつもない大音量で歌う。
スカイシャリマン
声 - 奈良徹
オマモリ族。正義と寿司を愛するUSAのスーパーヒーロー風メリケン妖怪。ヒーローチーム、スーパー・シードのリーダー。
ステーキング
声 - 村上裕哉
ステーキの王様。体のステーキをミディアムレアに保とうと頑張っているらしい。
すもうどん
声 - 佐藤健輔
相撲とうどんを掛け合わせたような妖怪。
横綱うどん（よこづなうどん）
声 - 宮澤正
すもうどんの進化系。
だいだらぼっち
声 - 奈良徹
日本中の山や池を生み出した伝説の巨大妖怪。
アニメ版では迷路好きで、とりついた人間を「帰らずの迷路」と呼ばれる迷路に誘い込む。
うみぼうず
声 - 奈良徹
だいだらぼっちの色違い。自身が海そのものと言っても過言ではないと語る。とりつかれると海のように広い心を持ち、何でも許してしまう。
だるだるま
声 - 奈良徹
ゴーリキ族。とりつかれるとダルい気分になるダルマ妖怪。
だるまっちょ
声 - 奈良徹
だるだるまの進化系。修行でダルさを克服し、マッチョになったダルマの妖怪。額のキズは単なるフェイスペイント。
ゴリだるま
声 - 奈良徹
だるだるまの色違い。だるまっちょがさらにパワーを身に着けた姿。車をマシュマロのように潰してしまうほどの怪力。
トオセンボン
声 - 笹本優子
ゴーリキ族。なぜか通せんぼすることに命をかけるハリセンボンの妖怪。しかし、通せんぼしながらも少しだけ隙間をあけておくという気遣いをすることもある。
コロコロ版の漫画では、違法駐車や違法駐輪などの通行の妨害を生み出した妖怪と言われている。
くろがねセンボン
声 - 笹本優子
トオセンボンの色違い。黒金でできた頑丈な体を持ち、ダンプカーですら通さない。
ドウカク
声 - 宮澤正
城のような外見をした銅色の妖怪。とりつかれると何をやっても三番手になる。
ギンカク
声 - 宮澤正
ドウカク2体を合成させることで生み出せる銀色の妖怪。とりつかれると何をやっても二番手になる。
キンカク
声 - 宮澤正
ギンカク2体を合成させることで生み出せる金色の妖怪。とりつかれると、様々なことにおいて一番になることができる。
プラチナカク
声 - 宮澤正
キンカクの進化系。とりつかれると、様々なことにおいて一番を超越できる。
ドキ土器（ドキどき）
声 - 小桜エツコ
今にも割れそうな土器の妖怪。イタズラ心あふれる性格でいつも机のギリギリ落ちるか落ちないかの場所に立ち、みんなをドキドキさせる。
とりつかれると緊張してしまう。ウィスパーによると初恋の多くがこの妖怪にとりつかれたことによる勘違いらしい。
怒気ドキ土器（どきドキどき）
声 - 小桜エツコ
ドキ土器の進化系。ドキドキが度を超し、怒りと興奮の混ざったドキドキになってしまった。怒り回って周辺の物を破壊しようとする。
バケルトン
声 - 宮澤正
この世に未練を残して死んだ鬼が、化けて亡霊になった姿。
ふじのやま
声 - 坂東尚樹
ゴーリキ族。雪国から来た相撲好きの妖怪。
さくらのじま
声 - 坂東尚樹
ゴーリキ族。ふじのやまの色違い。火山のような爆発力を持つ妖怪。ふじのやまとはライバル関係。
ポン骨（ポンこつ）
声 - 奈良徹
あらゆる機械を壊してしまったり、とりついた人を失敗ばかりするダメダメな人間にさせてしまう小さな骸骨の妖怪。アニメ版ではしゃれこ婦人の息子。
リボーン
声 - 奈良徹
機械を壊してばかりのポン骨が、進化したことで壊れた物を修理する能力を身に着けた。
マイッカー
声 - 遠藤綾
どんな事故も「まっ、いっか」で済ませる車のメリケン妖怪。とりつかれると無頓着な性格になる。
元々車ではあるが、その車を運転していたドライバーがいい加減な運転で廃車にしてしまい、妖怪と化した。
魔ウンテン
声 - 矢部雅史
ハンドルを持った山のメリケン妖怪。アニメ版では「妖1グランプリ」の主催者であり、妖1グランプリに失格した妖怪を食べてしまうという恐ろしい一面を持つ。とりつかれると危険な運転をしてしまう。
迷い車（まよいぐるま）
声 - 浅利遼太
極度な方向音痴の牛車の妖怪。とりついた人の心を迷わせたり、とりついた車を道に迷わせることができる能力を持つ。
だっせんしゃ
声 - 浅利遼太
迷い車の進化系。敵軍を目指して進んでいたら迷子になってしまった戦車の妖怪。とりついた人間を脱線させる。
ちょうせんしゃ
声 - 浅利遼太
だっせんしゃの色違い。あらゆることに挑戦を続ける妖怪。
武者かぶと（むしゃかぶと）
声 - 奈良徹
ゴーリキ族。荒くれ者のカブトムシの妖怪。イサマシ族のクワノ武士とはライバル関係。
かぶと無双（かぶとむそう）
声 - 奈良徹
ゴーリキ族。武者かぶとの進化系。戦いを繰り返したことで無双の力を手に入れた。
オオツノノ神（オオツノノかみ）
声 - 奈良徹
ゴーリキ族。かぶと無双の色違い。かぶと無双が力を得て神の領域に達すると、この姿になれるという。
ムリカベ
声 - 奈良徹
ツクモノ族。とりつかれた人に、「ムーリー」と言ってあらゆることを断らせてしまうなまこ壁の妖怪。何でも拒否させる妖力は非常に強力だが、やって欲しいことの逆を言えばムリカベの性質上その能力を封じることができる。
アニメ版で妖怪になる前は「無理南天内臓」（むりなんてんないぞう）という歌舞伎用の壁を片手で支える歌舞伎役者だった。スタジオセットのような壁を支えるのでは満足せず本物同様の壁を用意するように依頼したものの、あまりにも頑丈かつ重すぎたため片手で支えることができず圧死してしまい、妖怪になった。生前が歌舞伎役者のため、セメントによる顔パックや目の隈取が朝の日課。
むりだ城（むりだじょう）
声 - 奈良徹
ムリカベの進化系。ムリカベよりもさらにあらゆるものを拒絶する。
アニメでは「3年Y組ニャンパチ先生」で、ムリカベの父親として登場。
シロカベ
声 - 奈良徹
むりだ城の色違い。元々はある城の城壁だったが、その城を持つ一族が滅んだため、行き場をなくし妖怪になった。
ウォール・ガイ
声 - 坂東尚樹
ムリカベの進化系。USAの金融街で働くビジネスマン。アニメでは世の中の主婦にとりつき、無駄な出費をやめさせる。
メカオロチ
声 - 布施川一寛
オロチの並外れた力を未来の科学力で再現したロボット。縦横無尽に襲いかかる龍のマフラーは正確無比さが増し、その強さはオリジナルを凌ぐ。
メカキュウビ
声 - 遠藤綾
探ることは禁忌とされていたキュウビの力を未来の科学力で再現したロボット。非常に危険な超高密度エネルギーで九つの尻尾を形作っている。
モノマネキン
声 - 佐藤健輔
ツクモノ族。とりついた者に物真似をさせてしまうマネキンの妖怪。見たことのある人間や妖怪に姿を変えられるが、相手の普段の行動そのものは真似はできない。
アニメ版ではふんどし屋のマネキンが意思を持ち妖怪化したという設定。ゲームやコロコロ版とは異なり当初は変身はできなかったが、ロボニャンとの特訓により変身能力を身に着けた。
モノマネキング
声 - 佐藤健輔
モノマネキンが物真似を極め、物真似界の王として認められた姿。
モレゾウ
声 - 日野未歩
とりつかれると尿意を催してしまう象がモチーフの妖怪。
アニメ版ではさくら第一小学校の男子生徒にとりつき、男子トイレに長蛇の列を作る原因となった。我慢我太郎の道場では多数のモレゾウが修行している。
アニメ版「♪」第1話では、とりつかれると蛇口を完全に閉めなくなり、結果的に水漏れを起こす妖怪とされていた。
プルファント
声 - 日野未歩
モレゾウの色違い。どんなことでも我慢しプルプル震えてしまう妖怪。とりつかれると忍耐強くなる。
ガマンモス
声 - 奈良徹
モレゾウとプルファントを合成すると進化する妖怪。とりつかれると我慢強くなる。
アニメでは我慢我太郎の道場で修練を積んだモレゾウのうちの1体が進化した。84話ではプールに出現したモレゾウの集団を説得するが、誘惑に負けてモレゾウに退化する。
ヨロイさん
声 - 矢部雅史（ゲーム版）、宮澤正（アニメ版）
頭が無い鎧の妖怪。カブトさんを探してさまよっている。
雷蔵（らいぞう）
声 - 浅利遼太
風呂敷に蓄えた雷の力で攻撃する妖怪。
ヒライ神（ヒライしん）
声 - 浅利遼太
雷蔵の進化系。雷を集めて、自由に操る妖怪。アニメ版では、雷オトンと聖オカンの息子で、とりつかれると人に怒られる（雷が落ちる）ような行動を繰り返してしまう。

### プリチー族
素速さの高い、かわいらしい見た目の妖怪たち。
雨女（あめおんな）
声 - 小桜エツコ
オンネン族。じめじめした性格の女性妖怪。彼女がいる場所には雨が降る。晴れ男とは恋人同士であり、彼のことを「晴れ男様」と呼んでいる。
アンビリバ坊
声 - 沼倉愛美
赤ん坊のメリケン妖怪。予測不能な行動をとって人を驚かせる。赤ちゃん口調で喋るが、コロコロ版では普通に喋っている。
アニメ版ではとりついた人間を幼児退行させる能力を持つ。
バッド坊や
声 - 沼倉愛美
アンビリバ坊の進化系。高いポテンシャルを持っているが、それを悪事に使う。とりつかれると不良のような性格になる。
ゲーム版『3 テンプラ』では子供のころのアンジーに見えており、仲間に命じてアンジーを元気付けさせた。後にサキちゃんにスカウトされ、テンペスト・プライドに加入する。
アニメでは母親が夜なべして作ってくれたゴムの緩いズボンを大切にしており、とりつかれると彼のようにすぐにズボンがずり落ちるようになる。
アンビリバ坊とは対照的に、ゲームでは通常に喋れるがコロコロ版では赤ちゃん口調で喋っている。
激辛ボーイ
声 - 沼倉愛美
バッド坊やの色違い。アンビリバ坊が唐辛子を食べながら成長した姿。とりつかれると辛党になる。
いきあたりバッタ
声 - 笹本優子
行き当たりばったりに生きるバッタのメリケン妖怪。
江戸っ子パンダ（えどっこパンダ）
声 - 安野希世乃
江戸っ子な性格のパンダ妖怪。とりつかれるとどんな人も江戸っ子になってしまう。「てやんでえ！」が口癖。
大江戸忍者パンダ（おおえどにんじゃパンダ）
声 - 浅利遼太
江戸っ子パンダの進化系。忍者になったが、気配を消しても口癖のせいで気付かれてしまう。
おきラクーン
声 - 日野未歩
バカンスでお気楽気分なアライグマ（ラクーン）のメリケン妖怪。自身が汚されると激怒し、原因となった人物や妖怪をクリーニングする。
おとなブル
声 - 遠藤綾
モノノケ族。帽子とねじれネクタイがトレードマークのブルドッグのメリケン妖怪。とりつくと小学生でも大人振ってしまう。
アニメではじんめん犬を尊敬している。
河童（かっぱ）
声 - 佐藤健輔
古典妖怪。ゴーリキ族。
ゲーム版の『2』ではケイゾウ/フミアキに助けられた妖怪の一人として登場したが、キンとギンの手によって石化されてしまう。だが現代でウィスパーによって復活したため、主人公と友達になるが、その前に主人公の実力を試すために勝負を申し込んだ。
漫画版「ゲラゲラマンガ劇場」ではメインキャラクター。ノガッパとの絡みやハゲ頭をいじるネタが多い。
水虎（すいこ）
声 - 佐藤健輔
河童の色違い。大昔に遠い異国から渡ってきた。河童一族の本家本元で、河童も水虎には頭があがらない。ホームシック気味らしい。
かまいたち
声 - 沼倉愛美
つむじ風に乗り、鋭い鎌で敵を切り裂く古典妖怪。
アニメ版では靴下に穴をあけてしまう妖怪で、ケータだけでなくクラスメート全員の靴下にも穴をあけた。
烏天狗（からすてんぐ）
声 - 遠藤綾
美形な天狗の古典妖怪。フシギ族の天狗とはライバル関係。
カルラ
声 - 遠藤綾
烏天狗の色違い。悪しきものを食い尽す聖なる巨大な鳥の化身として崇められている。毒蛇が好物。
カンペちゃん
声 - 笹本優子
少し内気で無口な少女の妖怪。他人の行動をカンペで操る。
無茶ぶりっ子
声 - 笹本優子
カンペちゃんの進化系。無茶なお願いばかりのブリっ娘。アニメではカンペちゃんの姉。
キュン太郎（キュンたろう）
声 - 永田亮子
モノノケ族。常にハート型の物体に乗っている犬妖怪。可愛い言動で相手をキュンとさせるが、本当は腹黒い性格をしている。
ズキュキュン太（ズキュキュンた）
声 - 永田亮子
キュン太郎の進化系。「愛の貴族」の異名を持つが、腹黒も一級品となっている。
裏キュン太（うらキュンた）
声 - 永田亮子
ズキュキュン太の色違い。腹黒心がむき出しの妖怪。とりついた相手も腹黒にする。
ケマモン
声 - 佐藤健輔
ケマモト村の村おこしのためにがんばる、ご当地キャラ妖怪。
ゲーム版の『2』ではくまモンと出会い、喋らずにケマモト村のPRを行うようになった。『バスターズ』以降は普通に喋っている。
こてんパン
声 - 日野未歩
食パンのメリケン妖怪。アニメ第95話時点での妖怪ボクシングのチャンピオンだったが、いつもコテンパンにやられっぱなしである。結果的にあんのジョーに敗れた。
大化ケット（おおばケット）
声 - 佐藤健輔
こてんパンの進化系で、フランスパンのメリケン妖怪。弱いものに憑りつき潜在能力を引き出す。
コンたん
声 - 安野希世乃
モノノケ族。狐のアイドル妖怪。他人の魂胆を見透かす洞察力の持ち主。レッドJの娘という設定で登場した回もある。
さむガリ
声 - 笹本優子
モノノケ族。寒がりな犬の妖怪。とりつかれると寒がりになり、夏でも厚着をしてしまう。
アニメ版ではとりつかれた者に寒いダジャレを言わせる妖怪。
ガリ王子（ガリおうじ）
声 - 笹本優子
モノノケ族。さむガリの進化系。雪山の神と崇められている妖怪で、雪山に遭難した人を助けたという伝説が残されている。
あつガルル
声 - 笹本優子
ガリ王子の色違い。ガリ王子とは反対に熱い心と体を持ち、近くにいるだけで、周りが暑くなる。
アニメ版では、メラメライオン・のぼせトンマン・あせっか鬼と共に熱い系妖怪のチーム「アッチィソウルブラザーズ」を組んでいる。ふぶき姫が苦手。
しゃれこ婦人（しゃれこふじん）
声 - 日野未歩
とりついた人を奇抜でド派手なファッションにさせる、おしゃれ命な骸骨の女性妖怪。口癖は「おっしゃれー！」。ポン骨の母親。
カラカラさん
声 - 日野未歩
しゃれこ婦人の進化系。おしゃれをするのが好きで普段はしとやかでおとなしいが、服のことをけなされるとブチ切れる。
ほね美人（ほねびじん）
声 - 日野未歩
カラカラさんの色違い。骨むき出しで生きるため、自分の骨の美しさに自信を持っている。
しらんプリン
声 - 永田亮子
面倒なことや嫌なことから目をそらして知らない振りをするプリンの妖怪。アニメではジェリーに食べられてしまった。
精霊バンバラヤー（せいれいバンバラヤー）
声 - 沼倉愛美
バンバラヤーの秘宝から生まれた妖怪。
セミまる
声 - 奈良徹
セミ流忍術を使うセミの妖怪。ゲーム版『1』の序盤で主人公が妖怪と知らずにセミを採り、妖怪化したことにより、最初の友達になる。
アニメでは起きてから一週間経つと死んだように1年間眠り続ける。ニャーKBファン。コロコロ版の漫画では本当に死亡するが、ゾンビとして復活する。
カゲまる
声 - 奈良徹
セミまるの進化系。セミ流忍術を極め、逃げ足もさらに速くなった。
ヒグラシまる
声 - 奈良徹
オマモリ族。カゲまるの色違い。「セミ流忍術・亜流」という歌いながら戦うという特殊な戦い方をする。
卵の君
声 - 安野希世乃
卵によって子孫を残す王家の姫君。黄身の「キミー」を肌身離さず持っている。
たまのこし
声 - 永田亮子
女性に人気がある球体の乗り物妖怪。運よく乗れたら優雅な世界へ連れて行ってもらえる。
つらがわり
声 - 安野希世乃
とりついた人間の顔を他の人物の顔と入れ替える女性妖怪。
天狐（てんこ）
声 - 笹本優子
『討鬼伝』より『妖怪三国志』にゲスト出演。
デバミ
声 - 沼倉愛美
モノノケ族。ハダカデバネズミの妖怪。おしゃれして都会に出かけることが趣味。3歳らしい。コロコロ版では田舎からさくらニュータウンに訪れたという設定で、たまに方言が出る。
デモネード
声 - 沼倉愛美
レモネードのメリケン妖怪。「デモねぇ〜」といつも迷っている。アニメではサンデーパパに好意を抱いている。
銅拍子（どうびょうし）
声 - 安野希世乃
お寺の蔵に眠っていた打楽器の古典妖怪。リズム担当として百鬼夜行に加入したが、毎日聞いていたお経を口ずさむとメンバーを成仏させてしまった。
ナンスカンク
声 - 安野希世乃
スカンクのメリケン妖怪。何に対してもスカした態度をとる。
寝コロンブス（ねコロンブス）
声 - 安野希世乃
コロンブスの格好をした青い猫のメリケン妖怪。その名の通り寝転がっているため、とりついた人を寝転がらせてしまう。口癖は「○○だコロン」。
ゲーム版の『3』では主人公が夜に出かける時にベッドで寝てもらう妖怪を探していた時にヒキコウモリに紹介され、夜の間は主人公に変身してベッドに眠ることを条件にベッドに寝転ばせてもらうことになった。
アニメ版では、ヒキコウモリが特別室付きのクローゼットを用意したお陰で、レジェンド偉人妖怪「コロンブス」に進化したが、その後航海中に寒くなって布団から出ないでゴロゴロしているうちに元の寝コロンブスに戻った。
ノガッパ
声 - 矢部雅史
ウワノソラ族。イマドキ妖怪の河童。好きな食べ物はお寿司。相撲は得意ではないが、首から下げた水筒での水分補給により陸地をある程度長距離移動することが可能。語尾に「っス」を付けて喋る。
漫画「ゲラゲラマンガ劇場」ではメインキャラで、他の妖怪の行動に冷静に突っ込みを入れることが多い。
たびガッパ
声 - 矢部雅史
ゴーリキ族。ノガッパの進化系。旅して剣の修行をする河童の妖怪。
なみガッパ
声 - 矢部雅史
たびガッパの色違い。性格が軽く、川ではなく海に住んでいる。
アニメではノガッパの幼馴染で、さらなる剣の修行を積むために海に修行に出たが、後にノガッパと再会した際にはチャラチャラした性格に変化していた。
ロボガッパ
声 - 浅利遼太
未来からやってきた、ノガッパのロボット。頭の皿がチタン製になり、決して割れることはなくなった。頭は360°回転することができる。
バク
声 - 佐藤智恵
モノノケ族。人や妖怪を眠らせて夢を食べる。ゲーム版では主人公の眠気を食べることで夜でも活動できるようにし、その間は変身して、主人公の代わりにベッドで眠っている。人の夢を投影する能力を持つ。
おバク様（おバクさま）
声 - 佐藤智恵
バクの進化系。夢に入る力を持つ。
ハク
声 - 佐藤智恵
バクの色違い。この妖怪にとりつかれた人は良い夢を見られる。
アニメ版では、人および妖怪の記憶を投影する能力を持つ妖怪。ゲーム版「3」含む「イナウサ不思議探偵社」で探偵役のイナホとUSAピョンの助手を担当している。
ばくそく
声 - 矢部雅史
ツクモノ族。足にとりつき町を走り回るスニーカーの妖怪。とてつもない速さで爆走し、行き止まりでも止まれない。『バスターズ』ではバスターズチームのコーチを担当している。
一つ目小僧（ひとつめこぞう）
声 - 日野未歩
古典妖怪。その名の通り、目が一つしかないことしかとりえは無いが、自慢する目力は伊達ではない。コロコロ版の漫画では相手に幻を見せることもできる。
びきゃく
声 - 佐藤健輔
美しいラインの足を持つ飛脚妖怪。とりついた人を美脚にする。
ピヨピヨコ
声 - 佐藤智恵
常にピヨピヨと目を回しているヒヨコの妖怪。アニメ版では人間が激突した際に出るピヨピヨエネルギーを吸収して成長する。
ほっとけーキ
声 - 沼倉愛美
オンネン族。「ほっといて」とすねた態度を取るホットケーキのメリケン妖怪。放っておくと怒る。
ゆきおんな
声 - 遠藤綾
オンネン族。ランクB。強烈な冷気を生み出すことができる少女の妖怪。青を基調とした着物を纏っている。冷気を操ることが可能だが、ゆきおんな自身も冷え症に悩んでいる。
アニメでは元々は人間の姿だったのが、雪山で行き倒れになって妖怪になったことが判明している。後述のふぶき姫が「白銀のかみどめ」を外すとゆきおんなに還る。ゆきおんなの時はふぶき姫の時と異なり性格も温厚でおっとりした優しい性格になっている。
漫画版では若干人見知りな性格だったが、徐々に克服していった。ウィスパーを誤って凍らせたにもかかわらず自身を責めずに、能力に理解を示したケータに恋心に近い感情を抱いている。後に白銀の髪留めを手に入れて、ふぶき姫に進化した。
ふぶき姫（ふぶきひめ）
声 - 遠藤綾
オンネン族。ゆきおんなの進化系。ランクS。ゆきおんなとは異なり、冷気を自由自在に操れ、妖怪を時々凍らせてしまうこともある。
アニメ版ではメラメライオンなど熱い系妖怪たちにとっては天敵のような存在で、冷気パワーで熱い系妖怪たちやケータを凍らせてしまう。基本的には純粋な性格だが、稀に腹黒い一面を覗かせる。113話ではメラメライオンに1億円の年俸を支払い、自身のユニット「いろいろツクローバーZ」に引き抜いた。
ふぶきちゃん
声 - 遠藤綾
オンネン族。バスターズハウスの受付係になったふぶき姫。ツンデレな性格となっている。「赤犬団／白犬隊」ではふぶき姫の外見違いだったが、「3」ではふぶき姫とは別の妖怪として登場する。
フブヌ・ダルク
声 - 不明
『ぷにぷに』のイベントである「ニャーサー王物語」で登場。民のために祈り、奇跡を起こす聖なる乙女。望魔が現れたとの噂を聞くと、たった一人で立ち向かい、氷漬けにする勇敢な一面がある。
百鬼姫（ひゃっきひめ）
声 - 遠藤綾
オンネン族。ふぶき姫の色違い。幼いころから英才教育された闇の妖術は超一流であるが、それと引きかえにほとんどの感情を失っている。ゲーム版『3』では鬼KINGの一人娘として登場する。
アニメ版では無表情でひどいあだ名を連発する毒舌家となっているが、美味しいものを食べると態度が一転し、笑顔になって目を輝かせる。
わかランナー
声 - 佐藤健輔
ハテナの姿をしたランナーのメリケン妖怪。何にも理解できずに走り続けている。とりつかれるとあらゆることに疑問を持ち、意味もなく走り出してしまう。
ワルノリン
声 - 子安武人
ウワノソラ族。裏の世界で活躍してきた影の妖怪ヒーロー。遺跡のお宝を狙うトレジャーハンター。サキちゃんに好意を持っている。

### ポカポカ族
回復系に長けた癒し系妖怪たち。
あしたガール
声 - 沼倉愛美
どんなことがあっても「明日がある！」と励ましてくれるチアガールのメリケン妖怪。
らいせガール
声 - 沼倉愛美
あしたガールの色違い。陰気なチアガール妖怪で、「来世があるさ」と応援して逆に人を落ち込ませる。
アフロ13（アフロサーティーン）
声 - 矢部雅史
アフロが特徴のメリケン妖怪。妖怪宇宙ロケットによる月面探査計画の隊員に選ばれた。コロコロ版では頭の形自体が大きい。
いたれりつくせり
声 - 日野未歩
配慮よく行き届ける女将妖怪。アニメではとりつかれると旅館の女将のような性格になり、過剰に他人におもてなししてしまう。
イーセンイッテル
声 - 佐藤健輔
兄のイーセンと弟のイッテルの双子で声援を送るスイマー妖怪。
ウキウキビ
声 - 小桜エツコ
サトウキビの妖怪。「なんくるないさー」が口癖で、とりつかれると辛いことも乗り越えられそうな気になる。
コロコロ版では沖縄県出身の妖怪。海に流されてさくらニュータウンを訪れた。
トキメキビ
声 - 日野未歩
ウキウキビの進化系。いつも何かにときめいている。
うらやましろう
声 - 佐藤智恵
とりついた人をうらやましがらせる妖怪。褒められることが苦手。
つまみぐいのすけ
声 - 佐藤智恵
うらやましろうの色違いで、つまみ食いをさせる妖怪。アニメ版ではひも爺とコンビで食べ物妖怪を食べることもある。口癖は「お〜つ〜ま〜み〜」。
エコロ爺
声 - 村上裕哉
とりつかれると過剰にエコにこだわるようになってしまう妖怪。ドケチングとは妖怪アパートの隣人で、ライバル関係。
から傘お化け（からかさおばけ）
声 - 佐藤健輔
古典妖怪。ツクモノ族。長い間使われていた唐傘が妖怪になった。人間に対して友好的な一方で身を盾にして仲間を守る強さを併せ持つ。一人称は「我が輩」。
ゲーム版の『2』ではケイゾウ/フミアキが助けた妖怪の一人として登場するが、キンとギンによって石化されてしまう。しかし現代でウィスパーによって復活したため、主人公と友達になる。現代のキウチ山で石化され、雨が降ると一時的に解放されるようになる。そのため、古典妖怪の中では最初に主人公と出会った妖怪となっている。
から傘魔人（からかさまじん）
声 - 佐藤健輔
から傘お化けとふじのやまを合成することで誕生する。攻めは捨て身の攻撃、守りは唐傘でガードし、敵に一切の隙を見せない。なお、から傘お化けは武器に変化している。
カンガエルー
声 - 永田亮子
険しい顔で考え事をしているカンガルーの妖怪。
アニメ版ではほとんどしゃべらず、しゃべるセリフを書いたプラカードを持ち、イナホに取り憑いて色んなことを必要以上に考えるようにさせてしまった。
カントリーバァバ
声 - 日野未歩
バクロ婆のメリケン版。おいしいクッキーを焼いてくれるが、そのクッキーには秘密を暴露する効果がある。
ガッテンマイヤー
声 - 永田亮子
家政婦のメリケン妖怪。とりつかれると何事でも承諾してしまう。決めゼリフは「ガッテン承知よ！」。
アニメではウィスパーが妖怪インフルエンザに感染した際に代理の妖怪家政婦として天野家を訪れた。一度受けた依頼は完璧にこなそうとする上にキャンセルが不可能で、ケータが話した冗談を真に受けて地球をミサイルで破壊しようとしたが、契約期間が満了したことで事なきを得た。
キズナメコ
声 - 日野未歩
オマモリ族。ナメコの形をした少女の妖怪。彼女の舌には消毒作用があり、どんな傷でも治してしまう。
キズナース
声 - 日野未歩
キズナメコの進化系。キズナメコが看護師になった姿。
麒麟（きりん）
声 - 浅利遼太
古典妖怪の一種。あらゆる生命を守護する神聖な妖怪。麒麟の声には邪気を祓う効果があり、妖魔界では音楽サイトでダウンロード配信されている。
イッカク
声 - 浅利遼太
古典妖怪の一種で、麒麟の色違い。一本の美しい角が特徴の聖なる妖怪。歴史上の様々な権力者がその角を手に入れようとあらゆる手を使ったという。
くだん
声 - 浅利遼太
古典妖怪の一種で、予知能力を持つが未熟なため一部しかできない。
大くだん（だいくだん）
声 - 佐藤健輔
古典妖怪の一種で、くだんの進化系。くだんと異なり予知能力が格段に上がった。
さいの目入道（さいのめにゅうどう）
声 - 宮澤正
目がサイコロになっている妖怪。両目のサイコロの目で性格が変化する。
ゾロ目大明神（ゾロめだいみょうじん）
声 - 宮澤正
さいの目入道の色違い。とりついた人を奇妙な運命に導く。
サンタク老師（サンタクろうし）
声 - 奈良徹
クリスマスの時期になるとプレゼントを配りに現れる妖怪。ただし、三択クイズに正解できた人にしかプレゼントを渡さない。アニメ版ではサンタクロース当番のトップで、毎年クリスマスに誰を当番にするか選ぶ。
ふくろじじい
声 - 奈良徹
サンタク老師の色違い。サンタク老師と同様にプレゼントを与える。
サンデーパパ
声 - 坂東尚樹
父親を休ませてしまうサンデーがモチーフのメリケン妖怪。
アニメ版では部長と社長がおり、ランクが上がると具材が豪華になっていく。休んでいても寝ながら仕事ができる。
ざしきわらし
声 - 安野希世乃
オマモリ族。古典妖怪の一種で、古い家や蔵にひっそりと暮らすイタズラ好きな子供の妖怪。
アニメ版ではミニコーナーが放送され、神経質なざしきわらしから始め、ミリタリー系や命を張るタイプなど、様々なざしきわらしが登場した。さらにその大きさはとても小さい。お好み焼きソースをぶっかられたり、ミカちゃんに団子ごと食べられかけるなど散々な目に遭うことがある。
ざしきわら神（ざしきわらしん）
声 - 安野希世乃
オマモリ族。古典妖怪の一種で、ざしきわらしの進化系。ざしきわらし界の神。ざしきわら神の髪の毛をたった一本まつるだけで、その家は末代までの幸福を約束されるという。口癖は「はっぴ〜」。
砂夫（すなお）
声 - 浅利遼太
ツクモノ族。とっても素直な性格の砂の妖怪。口癖は「だよね〜」。とりつかれると素直になる。
アニメ「♪」では、触れた妖怪などを砂に変える能力も持つ。
漫画「ゲラゲラマンガ劇場」ではメインキャラ。ツッコミ役に回ることが多いが、たまにボケも行う。
大山砂夫（おおやますなお）
声 - 浅利遼太
素直な性格のままマジメなサラリーマンに成長した砂夫の進化系。
スピーディーW（スピーディーダブル）
声 - 浅利遼太
スピード自慢のメリケン妖怪。ゲーム版『3』ではヒーローチーム、テンペスト・プライドのメンバー。
カンフーマッハ
声 - 浅利遼太
スピーディーWの色違い。音速カンフーを習得したスピーディーW。
ぜっこう蝶（ぜっこうちょう）
声 - 奈良徹
とりついた人を絶好調にしてくれる蝶の妖怪。よくゼッコウ蝶と混同される。
ゼッコウ蝶
声 - 奈良徹
ぜっこう蝶の色違い。とりつかれると親友と絶交してしまう。よくぜっこう蝶と混同される。
サイコウ蝶
声 - 奈良徹
ぜっこう蝶とゼッコウ蝶を合成させることで生み出せる妖怪。とりつかれた人間は最高潮になる。
アゲアゲハ
声 - 奈良徹
サイコウ蝶の色違い。とりついた人のテンションをアゲアゲにする妖怪。
モルラ
声 - 日野未歩
サイコウ蝶のメリケン版。何でもかんでもド派手に盛ってしまう。
聖オカン（せいオカン）
声 - 小桜エツコ
優しく厳しい肝っ玉なおばさんの妖怪。
アニメ版ではヒライ神の母親という設定。
心オバア（しんオバア）
声 - 小桜エツコ
聖オカンの色違い。はるかなるやさしさですべてを癒す。どんな悪い妖怪も、心オバアに抱きしめられると美しい心を取り戻す。
チョコリーナ
『ぷにぷに』で登場。バレンタインの手作りチョコにとりついて想いを伝えてくれる妖怪。
テレテル坊主（テレテルぼうず）
声 - 安野希世乃
とりつかれると照れ屋さんになってしまうてるてる坊主の妖怪。
テンテコ米（テンテコまい）
声 - 日野未歩
一升マスの頭に米をたくさん積んでいる妖怪。米を入れようとしてはよくこぼす。
どっちつかず
声 - 日野未歩
どんぐりのやじろべえの妖怪。どっちについて良いか自分で選べない。
どんちゃん
声 - ならはしみき
太鼓の達人シリーズの主人公。丹精こめて作られた和太鼓に魂が宿り、妖怪になった姿。
ゲーム版『2』では、永遠に夏祭りを楽しむためにうんがい鏡の力を借り、多くの人々を夏祭りの世界へ送り込ませていた。だが相手を帰らせる際はわすれん帽の力を借り、夏祭り世界のことを忘れさせることもある。夏祭りで人々に笑顔を作るのが彼の幸せである。
ハッピィさん
声 - 矢部雅史
見た人を幸せにする「ハッピーダンス」を踊る陽気なダンサー。アンラッキィさんとは仲が悪く、一緒にいたところを見た者はいないとされているが、実はアンラッキィさん本人が変化した姿だった。
はなしカミ
声 - 遠藤綾
舌を噛みながら話す妖怪。とりつかれると話の大事なところで噛んでしまう。
歯磨貴婦人（はみがきふじん）
声 - 奈良徹
いつも歯を磨いている貴婦人妖怪。虫歯伯爵を目の敵にしている。
晴れ男（はれおとこ）
声 - 佐藤健輔
オマモリ族。晴れ男がいるところに雨が降ることはない。つねに性格もハイテンション。雨女の心を晴れさせようと猛烈アピール中。そのため、雨女とは恋人同士である。太陽の光のような部分は実はトゲであり、抜くことができる。
ハーモリー
声 - 永田亮子
音符の姿をした姉妹妖怪。息のあったハモリで聴衆を魅了する。
ひも爺（ひもじい）
声 - 宮澤正
オンネン族。人のお腹を空かしてしまう妖怪。
元は人間の老人で、アニメ版では孫娘との思い出のコンビニで再会を望んでいた。孫想いな一方、うらや飯やプライ丼などの食べ物系妖怪を食べてしまう恐ろしい一面を持つ。つまみぐいのすけとペアで登場することもある。
くいい爺（くいいじい）
声 - 宮澤正
ひも爺の進化系。食い意地に磨きをかけた食欲の塊。ひも爺と違い、頭は丸く、大きな舌を伸ばしている。
コロコロ版ではケータの家を丸ごと食べてしまった。
こめ爺（こめじい）
声 - 宮澤正
オマモリ族。ひも爺の色違い。体が米でできている妖怪で、お腹を空かせた人に自分を食べさせる。
ハングリーG（ハングリージー）
声 - 村上裕哉
ひも爺のメリケン版。ひも爺の2倍以上の食欲を持つ。
ロボG（ロボジー）
声 - 坂東尚樹
ツクモノ族。未来からやってきたひも爺のロボット。ロボになってもエネルギー不足で、いつもひもじい思いをしている。
びんボーイ
声 - 遠藤綾
ウワノソラ族。貧乏神の子供。妖力は弱いが、お金を落としたり、お釣りが少ないなどの現象を引き起こす。
お金ナイダー（おかねナイダー）
声 - 遠藤綾
ウワノソラ族。びんボーイの進化系。お金はないが、貧乏な人々を助けるために立ち上がった自称ヒーロー。
アニメ版ではとりついた相手を貧乏にする妖怪。ツチノコの力によって豪華な姿になり、改めて「お金アリダー」になってケータたちに妖怪メダルを授けるが、気が付いた時には自分自身がツチノコになってしまい、群れと共に去った。
『魔の5年1組』では2号が登場し、キララをターゲットにするが、彼女が所持するあらゆるセレブアイテムおよび仕草で撃退され、しまいには1号同様ツチノコになってしまった。
らくてん童（らくてんどう）
声 - 遠藤綾
ウワノソラ族。びんボーイの色違い。かなり楽天的な性格。
風呂ずきん（ふろずきん）
声 - 沼倉愛美
お風呂好きな少女の妖怪。風呂に浸かっていたら一体化してしまったらしい。
ふろーラル
声 - 沼倉愛美
風呂ずきんの進化系。心地の良い花の香りがする。
ホノボーノ
声 - 矢部雅史
オマモリ族。場の雰囲気をなごませる妖怪。ドンヨリーヌの夫。一人称はゲーム『1』では「オレ」だったが『2』とアニメでは「ワタシ」となっている。口癖は「ボーノー」。
アニメ版の「イナウサ不思議探偵社」で、元々は400年前の「ホノボーノ家」の貴族であり、同じく貴族であった「ドンヨリーヌ家」の令嬢であるドンヨリーヌと結婚。死後も妖怪として夫婦関係を維持していることが判明した。また、頭の花はドンヨリーヌが毎朝刺しているものだが、なぜか根が深く張っている。
ヒョウヘンヌ
声 - 矢部雅史
ホノボーノとドンヨリーヌを合成することで生み出せる妖怪。ニコニコしていたり、落ち込んでいたりとコロコロ気持ちが変わる。
コロコロ版では本来は穏やかな性格だが、上手く自分の意見が言えずに豹変してしまうと語っている。
ヒョウヘンナ
声 - 矢部雅史
ヒョウヘンヌの色違い。気分がコロコロ変わる気分屋な妖怪。ヒョウヘンヌよりほんの少し落ち込んでいる時間が長い。
ポチッ
声 - 佐藤智恵
マウスカーに乗った犬の妖怪。取り憑かれるとワンクリック通販で無駄買いしてしまう。
アニメ版において、元々はヒロト君という男の子が可愛がっていた、鼻を押すと「ワン」と鳴く犬のぬいぐるみだったことが判明した。ヒロト君が成長し、飽きられてしまったことで妖怪と化した。当初はケータにとりつくが、「おもちゃに飽きない」という理由でイナホと友達になった。
ミカエリ
声 - 笹本優子
どんな願いも叶えてくれる代わりに、何倍もの見返りを要求してくる妖怪。アニメ版ではとりつかれた人間の願い事を周囲の人間が叶えてくれるようになる。
モ作（モさく）
声 - 矢部雅史
木の断面を模索している木こりの妖怪。アニメ版では斬る時の音を求める木の意思が妖怪化した。
ヤマオカミ
声 - 遠藤綾
全ての草木を愛でる妖怪。新しい芽生えへの祝福と枯れゆく草花の鎮魂のために、心を込めて舞うことで山の豊かさを保っている。
妖怪ダンサーズ
アニメ版では、ワカメくん、コンブさん、メカブちゃんの3人で「妖怪ダンサーズ」と名乗った。4ではウワノソラ族に分類されている。
ワカメくん
声 - 矢部雅史
ワカメの妖怪。ダンスが好きで、地元の「ワカメ音頭」を広めるために奮闘している。
ワカメ☆スター
声 - 矢部雅史
ワカメくんの進化系。ホットなダンスを見せる。ダンスの力だけで会場を満員にするほどの高い人気を持つ。
ゲーム版の『真打』では、なぜ彼のみダンスの道を究めたのか、その理由となるクエストがある。
コンブさん
声 - 矢部雅史（ゲーム版）、奈良徹（アニメ版）
コンブの妖怪。ワカメくんを密かにライバル視している。
メカブちゃん
声 - 永田亮子
メカブの妖怪。3人組の紅一点であり、頭にリボンをつけていたり、胴体部分にサラシを巻いていたりと、女の子らしい姿をしている。他の2体と同じく踊りが好きなため2人に好かれているものの、本人は関心を持っていない。
モズク先生（モズクせんせい）
ワカメくんたち海藻妖怪の幼少時代に、ダンスのイロハを叩きこんだ偉大な師匠。その豊かなステップは年老いてなお、磨きがかかる。
サニーレタスさん
声 - 布施川一寛
ワカメくんのメリケン版。爽やかにエアロビを踊る。
雷オトン（らいオトン）
声 - 宮澤正
怒ると雷を落とす雷おやじの妖怪。
アニメ版ではヒライ神の父親という設定で、せいでん鬼という甥がいる。
絶オジイ（ぜつオジイ）
声 - 宮澤正
雷オトンの色違い。雷オトンも恐れる存在。ちゃぶ台返しが有名。

### ウスラカゲ族
ステータスダウンを与える邪悪な妖怪たち。
アイタタタイムズ
声 - 奈良徹
痛い発言を引き出す記者のメリケン妖怪。「ニュー妖怪タイムズ」という新聞の記者でもあるが、いつも痛い発言ばかり集めてしまう。アニメ版ではでっちあげの記事を書いてしまったことによりクビになり、その後独立して「日刊アイタタタイムズ」を創刊した。だがその後結婚詐欺に引っかかってしまう。
アレ・バッチーノ
声 - 坂東尚樹
妖怪ギャングのメンバー。とある目的を達成するために、インディ・Jや各地のトレジャーハンターを利用して秘宝メダルを集めるよう誘導した。度を越した潔癖症。
あんのジョー
声 - 奈良徹
ウワノソラ族。プロボクサーのメリケン妖怪。とりつかれると悪いことが起こりそうな際、徹底的に予想通りになってしまい「やっぱりか…」と話す。パートナーであるオヤッサンの一言で慰められている。
アニメ版ではこてんパンに勝利して妖怪ボクシングのチャンピオンになるが、その後の防衛戦でちからモチにあっさり敗北してしまう。
オヤッサン
声 - 遠藤綾
あんのジョーのパートナーで、ピンク色の丸い幽霊。黒い眼帯と出っ歯が特徴。
一旦ソーリー（いったんソーリー）
声 - 布施川一寛
一旦ゴメンのメリケン版。どんなに悪いことをしても「ソーリー」と一旦謝れば許されると思っているが、言葉に感情はこもっておらず反省の色は全くない。
インチキン
声 - 村上裕哉
鶏のメリケン妖怪。とりつかれるとインチキをしてしまうようになる。
おんもらき
声 - 佐藤健輔
死んだ人から出る霊気が怪鳥のような姿に化けて妖怪になった存在。
かたのり小僧（かたのりこぞう）
声 - 永田亮子
肩をこらせる妖怪。かたのり親方の弟子。
かたのり親方（かたのりおやかた）
声 - 永田亮子
かたのり小僧の進化系で師匠。アニメでは弟子であるかたのり小僧に説教した。身体を小さくできる。
ぎっくり男（ぎっくりおとこ）
声 - 永田亮子
かたのり親方の色違い。ぎっくり腰を引き起こしてくる。
カッパー
声 - 日野未歩
古典妖怪の河童によく似た、ラッパーの河童のメリケン妖怪。
アニメ版ではノガッパ、古典妖怪の河童とともにラップを披露し、「ミズかき隊」を結成した。
カリカリベーコン
声 - 小桜エツコ
いつも怒っているベーコンのメリケン妖怪。とりつくと些細なことでカリカリと怒ってしまう。怒りが極限に達すると、付近のベーコンがかなり美味しくなるらしい。
かりパックン
声 - 浅利遼太
借りたものをパクッと飲み込み、自分のものにする妖怪。
泥ボックン（どろボックン）
声 - 浅利遼太
かりパックンの進化系。借りパクに味をしめたかりパックンが、積極的に泥棒をするようになった姿。
ぎしんあん鬼（ぎしんあんき）
声 - 坂東尚樹
目が上下にある鬼の妖怪。とりつかれると疑い深くなる。
ガ鬼（ガき）
声 - 坂東尚樹
ぎしんあん鬼の色違い。とりつかれると気に入らないとすぐにわめいてしまう。
あまのじゃく
声 - 坂東尚樹
ぎしんあん鬼の色違い。とりつかれると物事を素直に見られなくなる。
ギーくん
声 - 矢部雅史
USAのオタク妖怪。パソコンやゲームに精通している。
ハッキング
声 - 矢部雅史
ギーくんの進化系。どんなセキュリティも突破してしまうハッカーの王。
草くいおとこ
声 - 浅利遼太
何の野心も持たず、草と一緒に生きたいと思っている妖怪。とりつかれるとナヨナヨした草食系の人になってしまう。
肉くいおとこ
声 - 浅利遼太
草くいおとこの進化系。肉食系男子になり、日焼けボディにチャラいトークで女性をナンパしまくっている。
ゴジダツ爺
声 - 安野希世乃
緑色の老人の妖怪。とりつかれると誤字脱字するようになる。正しく表記された文章を誤植が発生した文章に変換することも可能。
ゴージャス大使（ゴージャスたいし）
声 - 矢部雅史
妖怪ゴージャス協会連盟から任命された妖怪。地味な物が許せないらしく、あらゆる物を過剰に豪華にしてしまう。
かつては「カゲウスオ」という名前の影が薄い妖怪で、ジミーとは親友だった。2年前に妖怪ゴージャス大使に任命され、派手な妖怪に生まれ変わる。しかしゴージャス大使の任命期間が満了したことで元の影が薄い妖怪に戻った。
じこけん王
声 - 佐藤健輔
とりついた人を自己嫌悪に陥らせる国王の妖怪。家来が複数いる。他人の自己嫌悪エピソードを聞くと元気を取り戻す。
ジコチュウ
声 - 安野希世乃
ドブの中にこもりすぎて世界の中心は自分だと思ってしまったネズミの妖怪。とりつかれると、とっても自己中心的な性格になってしまう。
ジミー
声 - 日野未歩
オンネン族。とりつかれた者を地味にして目立たなくする忍者の妖怪。普段は妖怪世界絡みで隠密の仕事をしている。『バスターズ』ではバスターズハウス内のショップ店員を担当している。
カゲロー
声 - 日野未歩
ジミーの進化系。影の薄さを活かして隠密行動をするようになった。
カイム
声 - 日野未歩
カゲローの色違い。一人で遊ぶことが好き。
ジンギスギスカン
声 - 浅利遼太
不満を前面にアピールし、ギスギスした雰囲気にする羊妖怪。とりつかれると感じが悪くなり、嫌われ者になってしまう。
チンギスギスハン
声 - 奈良徹
ジンギスギスカンの進化系。羊界のリーダーだが、あまりにもギスギスした空気を作り出すため、人望はない。
ゼロ博士（ゼロはかせ）
声 - 坂東尚樹
研究に没頭し続けた結果、メリケン妖怪になった科学者。全ての物質を無に変換する「物質をゼロにする薬」を作りだそうとしている。ゲーム版『3』ではヒーローチーム、テンペスト・プライドのメンバー。
Dr.カゲムラ（ドクターカゲムラ）
声 - 坂東尚樹
ゼロ博士の色違い。USAのスーパードクター。生前はやぶれかぶれ院長の息子で、本名は「影村たかし」。
ダリス
声 - 沼倉愛美
ダラダラしている栗鼠の妖怪。尻尾をトランプ模様の枕にしており、とりつかれると「だりーっす」と言いながらダラダラしてしまう。
チクリ魔
声 - 永田亮子
栗のような見た目の妖怪。取り憑かれると何でもかんでもチクるようになる。
ちらかし家来
声 - 矢部雅史
かたづ家来の色違い。綺麗な場所を汚しまくる妖怪。
ツキノヤミ
声 - 安野希世乃
夜空を飛び回って無邪気に遊ぶ月の王子。
つぶや木（つぶやき）
声 - 安野希世乃
木のメリケン妖怪。ネット弁慶な性格。
ツリート
声 - 矢部雅史
つぶや木の進化系。4本に増えた手を使い常にSNSで呟いている。
デビビル
声 - 日野未歩
びくびくして力が出ないが、リラックスすれば最強らしいという悪魔型の妖怪。とりつかれると臆病になる。
デビビラン
声 - 日野未歩
デビビルの進化系。ビビリの心を克服した悪魔型の妖怪。
虫歯伯爵（むしばはくしゃく）
声 - 日野未歩
デビビランの色違い。とりついた人間を虫歯にしてくる。
デーモンオクレ
声 - 吉野裕行
映画オリジナル妖怪。『映画 妖怪ウォッチ エンマ大王と5つの物語だニャン！』に登場する人の魂を操ることができる妖怪で、人間からは死神と呼ばれている。鎌が武器。エンマ大王直属の妖怪で、マンホールに落ちて死んでしまったケータとウィスパーの前に現れる。
コロコロ版では封印されたエンマ大王の魂のみを抽出し、エンマ大王がケータにメダルを渡すきっかけを作った。
徳川マイゾウ（とくがわマイゾウ）
声 - 笹本優子
「トクガワノマイゾウキン」と呼ばれる宝を求め、世界中を駆け回る妖怪。
百々目鬼（とどめき）
声 - 宮澤正
古典妖怪の一人。体にたくさんの目がある鬼。
きらめ鬼（きらめき）
声 - 宮澤正
古典妖怪の一人で、百々目鬼の色違い。
ドケチング
声 - 矢部雅史
この世の富を全て自分のものにしようと企む妖怪。妖怪アパートに住んでいて、エコロ爺とは隣室同士でライバル関係。
ヤミまろ
声 - 矢部雅史
オンネン族。ドケチングの色違い。あらゆる闇に手を染めた妖怪。『2』では隠しボスとして登場。
ネガティブーン
声 - 矢部雅史
とりついた相手を後ろ向きにさせる蚊の妖怪。ネガティブーン自身も後ろ向きな性格。
コロコロ版では「ネガティブ菌」という菌を放出し、それを吸った人間や妖怪はネガティブになる。また逆に他人のネガティブ菌を吸うことでポジティブな性格に変えることも可能。
ジャネガブーン
声 - 佐藤智恵
ネガティブーンの進化系。とりつかれると、心がどん底へと突き落とされてしまう。
かゆかゆ
声 - 佐藤智恵
ジャネガブーンの色違い。とりつかれると、全身がかゆくてたまらなくなる。
アニメ版では日本中の人を痒くするために活動しているため、かなりの多忙。ロボニャンF型の話により、本名は「サラ」だったということが判明した。未来ではジョンという名前の息子がいる。
ネクラマテング
声 - 坂東尚樹
とりつかれた者を暗い性格にしてしまうカラス天狗の妖怪。
ゲーム版『1』では妖力を解放するために、ちからモチやヨコドリと共に結界を破壊しようとした。そのため、人間に化けて郵便局前の結界を破壊しようとしたが、バクロ婆にとりつかれて暴露したことで正体を明かす。しかし、最終的に主人公に倒された。
アニメでは天狗と鳥天狗の対決のジャッジを行うが、不本意ながらネクラマテング自身が対決に勝利する。
ヨミテング
声 - 坂東尚樹
オンネン族。ネクラマテングの色違い。黄泉からやって来た天狗の妖怪だが、現世の本にはまっておとなしくなった。
ヒキコウモリ
声 - 永田亮子
オンネン族。とりつかれた人を引きこもりにさせるコウモリの妖怪。
アニメ版では引き篭もる場所がないためにジバニャンにとりついたが、ケータの提案でクローゼットに居候させてもらえることとなった。これにより、家賃代わりにケータにメダルや妖怪ウォッチUなどをあげるほどの友達になる。
常にクローゼットの中に引き篭もり続けているが、たまに外の様子を伺うかのように顔を出すことがある。また、ウィスパーがトイレに流してしまった妖怪パッドの新品を通販で購入したり、ニャーKB48の握手会の地図を印刷したりなど、少なからずケータたちのサポートをしている。
しかし、実際はただ引きこもっているだけではなく、若手実業家である。デイトレーダーに始まり妖zon.comを始めとする複数の企業をM&A、さらにはヨーロッパのサッカークラブまでも手中に収めている。ヨーブスジャパンの妖怪長者番付では、スティーブ・ジョーズに次いで2番目。『妖怪ウォッチ！』では一度破産してしまい、後述のトジコウモリになるが、ジェリーに襲われたことで「ジェリー保険」の保険金が支払われその保険金を元手に資金が復活した。
ゲーム版『3』、コロコロ版、ちゃお版でも同じようにケータの部屋のクローゼットに棲みついている。
トジコウモリ
声 - 永田亮子
ウワノソラ族。ヒキコウモリの進化系。ひきこもりすぎて家と合体してしまった。アニメ版では前述のヒキコウモリが破産したことでこの姿になり、ケータの部屋を大量のゴミ袋や本で埋め尽くされた異空間に変化させて脱出不可能にした。
ヤドコウモリ
声 - 永田亮子
トジコウモリの色違い。家ではなく宿にこもっているコウモリの妖怪。
ひとまか仙人（ひとまかせんにん）
声 - 矢部雅史
なんでもかんでも人任せにしてしまう妖怪。数十人の弟子をやとっており、全てを弟子任せにしている。
ふてくさる
声 - 奈良徹
やまとの色違い。とりつかれるとふてくさり、周囲の人に反抗的になる。
魔ガサス（まガサス）
声 - 佐藤智恵
取り憑かれるとイタズラがしたくなるペガサスの妖怪。小西紀行考案。
ウ魔（ウま）
声 - 佐藤智恵
魔ガサスの色違い。夜に発光する。この妖怪自体が珍しく、解明されていない謎が多い。
まてんし
声 - 安野希世乃
オンネン族。短気な天使妖怪。待つことができないが、大の行列好き。
魔天王（まてんおう）
声 - 佐藤健輔
オンネン族。まてんしの進化系。さらにあらゆることが待てなくなった。
かてんし
声 - 安野希世乃
まてんしの色違い。負け続けていじけてしまった妖怪。
まんまミーラ
声 - 佐藤智恵
ごく一般的な手法で作られたミイラが妖怪になった姿。
みちび鬼（みちびき）
声 - 佐藤智恵
ウワノソラ族。とりついた人を迷子にさせる小鬼の妖怪。
ゲーム中では街中の様々な場所に登場し、主人公をアイテム（宝箱）のある場所まで案内してくれる。『1』では、鬼時間の鬼ややぶれかぶれ院長の手下としても登場した。
えこひい鬼（えこひいき）
声 - 佐藤智恵
みちび鬼の色違い。とりつかれるとひいきされて周りから嫌われる。アニメ版ではアニ鬼を慕っている。
夜行（やぎょう）
声 - 日野未歩
夜の散歩が趣味の鬼妖怪で、首だけで散歩することもある。人間に見られることを嫌い、見た人は目玉を取られてしまう。
ヤミキュウビ
声 - 遠藤綾
モノノケ族。暗黒の力に魅せられ闇に染まったキュウビ。
映画『空飛ぶクジラとダブル世界の大冒険だニャン』ではキュウビ本人がこの姿に変化した。
やるせナス
声 - 沼倉愛美
子供に食べてもらえず、やるせない気持ちに浸ったナスの妖怪。
ヨドム
声 - 永田亮子
頭のてっぺんから出るガスを吸い込んだ人間をよどんだ気分にさせてしまう妖怪。
りもこんかくし
声 - 宮澤正
ツクモノ族。テレビのリモコンを隠して、困っているのを見るのが趣味の妖怪。
リー夫人（リーふじん）
声 - 小桜エツコ
オンネン族。理不尽なことばかり言ってまわりを困らせる女性妖怪。
TETSUYA（テツヤ）
声 - 日野未歩
オンネン族。一日中ゲームをしている獣の妖怪。とりつかれるとねむくても遊んでしまう。
アニメ『♪』では持っているゲーム機がNintendo Switchに近い外観に変更されている。
KANTETSU（カンテツ）
声 - 日野未歩
TETSUYAの進化系。一睡もせずにゲームをし続ける妖怪。

### ブキミー族
ステータス異常を与える不気味な妖怪たち。
あしでまとい
声 - 永田亮子
人の手足にまとわりつき、思い通りに進めなくする妖怪。
アンラッキィさん
声 - 矢部雅史
踊り手のハッピーを吸い取りアンラッキーにする「呪いのダンス」を踊るネガティブなダンサー。ハッピィさんとは犬猿の仲とされていたが、実は同一人物。
イガイガグリ
声 - 矢部雅史
ウワノソラ族。咳を出させる妖怪。彼のトゲに刺さると、風邪をひいているわけでもないのに咳が出てしまう。外見は栗の実が割れたような姿で、その割れ目が口のようになっており、さらにその口の中には目がある。
チクチクウニ
声 - 矢部雅史
イガイガグリの色違い。姿がイガイガグリと酷似している。とりつかれるとチクチクと小言を言うようになる。
おすべり様
声 - 宮澤正
ウワノソラ族。笑いを取りに行くがスベっている落語家風の妖怪。
おしっしょう
声 - 宮澤正
おすべり様の色違い。自分のシャレで場を失笑させ、重い空気にしてしまう。
オタカラもどき
声 - 村上裕哉
宝箱に擬態して冒険者を襲う妖怪。
おともらし
声 - 日野未歩
ウワノソラ族。イヤホンで、音楽をきいている人にとりつき音楽を外にダダ漏れにする。
爆音ならし（ばくおんならし）
声 - 日野未歩
ウワノソラ族。おともらしの進化系。最高の爆音を求めた結果、盗んだバイクで走り出した。アニメ版ではグレるりんやヨコドリと仲がいい。
おとろし
声 - 佐藤健輔
上から突如降ってきて驚かせる古典妖怪。根は優しい。アニメ・コロコロ版ではとりつかれると怖い顔になる。自身も顔のことで悩んでいたが、アニメでは花子さんのプロデュース、コロコロ版ではケータのアドバイスで自信を持つ。
おならず者
声 - 日野未歩
ウワノソラ族。とりついた人に放屁をさせてしまう妖怪。
へこ鬼神（へこきじん）
声 - 日野未歩
おならず者の色違い。嗅ぐと生命の危険すらあるオナラをする。
アニメ版では、おならず者があらゆる臭い物を司りパワーアップした姿であるということが判明した。学校にある伝説の牛乳雑巾から途轍もない悪臭がするのもこの妖怪の仕業である。
おひとり様
声 - 坂東尚樹
一人でいることにプライドを持つ古代中国風の妖怪。
オリジン
声 - 矢部雅史
妖怪たちの起源にかかわるといわれる謎の存在。ゲーム版『3』ではヒーローチーム、スーパー・シードのメンバー。
ファントム
声 - 矢部雅史
オリジンの色違いで、彼の悪夢から生まれた幻影。
かえりタイ
声 - 安野希世乃
ネクタイのメリケン妖怪。とりつかれると自宅に帰りたくなる。
黄ばんドール（きばんドール）
声 - 遠藤綾
全身黄ばんでしまった人形のメリケン妖怪。服を黄ばませる。
アニメ版において、元々はミワちゃん（声 - 相川奈都姫）という女の子が可愛がっていたお世話人形だったことが明らかになった。しかし人形が黄ばんでしまい、ミワちゃんが知らないうちに捨てられてしまったことで妖怪と化した。
決めて魔王（きめてまおう）
声 - 村上裕哉
何事も即断即決する妖怪。判断の正しさは二の次。
巨大サンタ（きょだいサンタ）
声 - 武田鉄矢、佐藤健輔（妖怪ウォッチ!第36話）、村上裕哉（妖怪ウォッチ♪第85話）
『映画 妖怪ウォッチ エンマ大王と5つの物語だニャン！』に登場するサンタの妖怪。「プレゼント無しの子にプレゼントをあげてはいけない」というサンタの掟を破ったために身体が大きくなって妖怪になった。実はUSAピョンがチビだったころにヒューリー博士と出会うきっかけを作ったのも彼である。
口だけおんな
声 - 笹本優子
口だけのOLのような女性妖怪。これにとりつかれると何事でも大口をたたいてしまう。
おつぼね様
声 - 笹本優子
口だけおんなの色違い。とりつかれると口うるさくなる。アニメ版ではしきるん蛇とは元夫婦。
黒い妖怪ウォッチ（くろいようかいウォッチ）
声 - 関智一
アニメ版のショートアニメ「黒い妖怪ウォッチ」に登場する不気味で生物的な外見をした妖怪ウォッチ｡他の妖怪ウォッチと異なり独自の意思を持ち喋ることができる他、手や目があり独自に動くことも可能。サーチライトの音声は「誰かいねえかな、誰かいねえかな」。
妖怪ウォッチ同様妖怪を召喚できる他、人間を妖怪に変える能力を持ち、巨大な黒い影のような姿になって人間を丸呑みにして、体内で妖怪に変えて吐き出す｡クズ人間が好物だがケータを食べた際は「まずっ！」と言っている。また、妖怪を食べた場合は体内で黒い妖怪メダルに変えてから吐き出す、もしくはそのまま飲み込む。
基本的にウィスパーに似た高い声で喋るが性格は目をあわせただけでキレるほど短気であり、怒るとドスのきいた低めの声になる｡このように短気で喧嘩っ早い性格からケータからめんどくさがられている。
後にゲーム『ぷにぷに』においてもランクSS（ダブルエス）で登場する。
けうけげん
声 - 浅利遼太
古典妖怪の一種で、ジメジメした日陰に現れる毛むくじゃらの妖怪。
ふさふさん
声 - 浅利遼太
古典妖怪の一種で、けうけげんの進化系。とりつかれると髪が伸びる。関西弁で喋る。
けちらし
声 - 遠藤綾
不清潔な毛玉の妖怪。自分の毛を撒き散らして、人の反応を楽しんでいる。落ちていた毛が誰の毛か見分けることもできる。
こしパンダ
声 - 村上裕哉
パンダの妖怪。腰パンをファッションだと言い張る。
サキちゃん
声 - 安野希世乃
オンネン族。ダークヒロインのメリケン妖怪。天ぷらが大好物だが、フライと同一視する者には容赦しない。ゲーム版『3』ではヒーローチーム、テンペスト・プライドのリーダー。
さきのばし
声 - 佐藤智恵
嫌なことを先延ばしにする妖怪。常に頭の先っぽにある棒を触り、少しずつ伸ばしている。
砂ン丘入道（さンきゅうにゅうどう）
声 - 浅利遼太
巨大な砂丘の妖怪で、大きな口で敵を食べ、満腹になると「サンキュー！」とちゃんとお礼を言ってくる。
ノー砂ン丘入道（ノーさンきゅうにゅうどう）
声 - 奈良徹
砂ン丘入道の進化系。食べ物の好き嫌いが多く、色々勧められても「ノーサンキュー！」と言って拒否することが多い。
しわくちゃん
声 - 佐藤智恵
顔がシワだらけの老婆の妖怪。綺麗な物を恨み、どんな物でもしわくちゃにする力を手に入れた。
老いらん（おいらん）
声 - 永田亮子
しわくちゃんに生命のおしろいを合成したことで美しく若返った妖怪。
アニメ版では、しわくちゃんが花子さんの様々な美容術により老いらんになるが、メダルをケータに渡した後くしゃみをして杖からパワーが吹き出してしまい、その途端しわくちゃんに戻ってしまった。
ふじみ御前（ふじみごぜん）
声 - 永田亮子
老いらんの色違い。不老不死の女妖怪。手に持っている杖が妖力と不老不死の能力の源といわれており、一定期間手から杖が離れると一気に年をとってしまう。
アニメ版ではしわくちゃんおよび老いらんの妹となっている。
じがじぃさん
声 - 佐藤健輔
ウワノソラ族。何をやっても「ワシがすごいんじゃ！」と自画自賛する老人の妖怪。
じめりんぼう
声 - 笹本優子
ウワノソラ族。日当たりのわるい場所に集まってあたりをジメジメさせてしまう妖怪。
雨ふらし
声 - 笹本優子
ウワノソラ族。じめりんぼうの進化系。雨を降らせる妖怪。
こおりんぼう
声 - 笹本優子
じめりんぼうの色違い。コップ1杯分の水を凍らせられる能力を持つ。
化けあられ
声 - 笹本優子
こおりんぼうの進化系で雨ふらしの色違い。氷の粒をまき散らして周囲を凍らせる。
たらりん
声 - 笹本優子
じめりんぼうの色違い。とりつかれると鼻血を筆頭に絵の具・墨汁・うどんの汁など、あらゆるものが垂れてしまう。
ジャンクコシノ
声 - 永田亮子
奇抜なファッションを作り出すデザイナーの女性妖怪。実は400人姉妹。
じんめん犬（じんめんけん）
声 - 坂東尚樹 / 演 - 遠藤憲一（実写・劇場版第3作）
モノノケ族。人面犬の妖怪。口癖は「チクショー!」。
アニメ版では、会社を突然リストラされたことで自暴自棄になって酒を飲んで酷く酔っぱらった中年のサラリーマンが事故に遭い、その際にプードルと融合して現在のような姿になった。ウィスパー曰く「妖怪としての力が強い」とのことで、普通の人間にも姿が見える。見た目は明らかに人面犬なのだが、なぜか周囲の人間からは人間と思われている。
女子にモテたいという理由で当初は登場の度に職業を変えていたが、とことん運が悪い上に見た目や下心丸出しの態度が原因でいずれも失敗して最後は警察に連行されてしまうオチがやたらに多い。ケータが召喚する時はほとんどが拘留中であるため、警察では脱獄扱いされており、12話で凶悪犯のみが収監される刑務所に収監されてしまう。32話では出所している。
コロコロ版では噛んだ人間を自分と同じ人面犬に変える能力を持つ。
かおベロス
声 - 坂東尚樹
じんめん犬の進化系。気味の悪い顔が二つ並んでいるため、この妖怪の前には誰もよりたがらない。そのため番犬としては優秀。
三途の犬（さんずのいぬ）
声 - 坂東尚樹
かおベロスの色違い。生まれも育ちも地獄。地獄から逃げ出そうとする亡者を許さない。
ロボメン犬
声 - 佐藤健輔
未来からやってきたじんめん犬のロボット。もはや妖怪であることすら怪しくなり、元の人間の面影はほぼない。
ゾン・ビー・C（ゾン・ビー・チョッパー）
声 - 佐藤拓也
元は人間だったが、気が付くと半分人間・半分ゾンビの身体になってしまった妖怪。生前はネコ2世のお世話役だった。
ゾン・ビー・CG（ゾン・ビー・チョッパーゴールド）
声 - 佐藤拓也
謎のお宝の力で健康的なゾンビになったゾン・ビー・C。
たいこモチ
声 - 沼倉愛美
世渡り上手な太鼓と餅が合わさった妖怪。とりつかれると褒めるのが上手くなる。
ごまスリー
声 - 沼倉愛美（下の段）、日野未歩（中の段）、安野希世乃（上の段）
たいこモチが進化したことで3つに分裂し、三倍の力でゴマをすりまくる。
たらいまわし
声 - 永田亮子
とりついた人をたらい回しにしてしまう、腰でフラフープの要領でたらいを回している妖怪。
ちょうちんお化け（ちょうちんおばけ）
声 - 矢部雅史
提灯の外見をした有名な古典妖怪。
土蜘蛛（つちぐも）
声 - 浅利遼太
ゴーリキ族。『2』に登場する元祖側の大将であり、平安時代にも登場する由緒正しい伝統の古典妖怪。その正体は巨大な蜘蛛で気まぐれにその姿を見せることがある。辛い食べ物が苦手であり、『2』限定クエストで天地まんじゅう（激辛）を与えると、辛さのあまり我を忘れて自分の限界能力を越えてしまうほど。
女郎蜘蛛（じょうろうぐも）
声 - 浅利遼太
土蜘蛛の色違い。ケーキに毒を入れたり、唇に毒を付けて行う接吻など女子力の高い作戦を好むが、れっきとした男性である。
てのひらがえし
声 - 笹本優子
ウワノソラ族。手の姿をした妖怪で、相手に合わせてコロコロ意見を変える。
テンパるンバ
声 - 佐藤健輔
常に焦っている妖怪。テンパりすぎてマラカスを持ち出し、ルンバを踊りだした。
トホホギス
声 - 遠藤綾
オンネン族。とりつかれた際に、最初に良いことを起こすことにより気分を良くし、最後にドンデン返しを起こす鳥の妖怪。鳴き声は「トホホーホケキョ」。
ゲーム版ではセミまると共に最初に登場する妖怪で、戦闘後自動的に友達になる。アニメ版では♀という設定。
ブカッコウ
声 - 遠藤綾
トホホギスの色違い。とりついた人をダサい格好にしてしまう。アニメ版では絶滅危惧種とされていたが、エピソードのラストで大量の個体が発見された。ブカッコウおよびそのタマゴは人間の不格好な姿を見た人の「カッコ悪い」という思いを吸収して成長する。
死神鳥（しにがみどり）
声 - 遠藤綾
トホホギスの色違い。とりついた人を絶望のどん底へたたき落とす。
ゲーム版では鳥飼さんという男性の家に生息している。『2』では鳥飼さんと仲良くしたいという思いでとりついていたが、自分の能力のせいで不幸にさせていたという可能性があり、それを知った後謝罪した。だが鳥飼さん自身は逆に主人公と友達になれたということで感謝し、改めて友達になる。
ドンヨリーヌ
声 - 永田亮子
オンネン族。場の雰囲気を悪くさせてしまう妖怪。ホノボーノの妻。ゲームでは、主人公の両親が夫婦喧嘩する原因となった。
アニメ版やコロコロ版の漫画でもゲーム版同様にケータの両親にとりつき、夫婦喧嘩をさせるが、アニメ版ではウィスパー、コロコロ版ではジバニャンが連れて来たホノボーノによって解放した。
前述のとおり、アニメ版の「イナウサ不思議探偵社」で、元々は400年前の「ドンヨリーヌ家」の貴族であることが分かっている。
シメッポイーナ
声 - 永田亮子
ドンヨリーヌの色違い。シメッポイーナが近くにいると理由も無く湿っぽくなる。ドンヨリーヌの姉である。
のらりくらり
声 - 佐藤健輔
やわらかい体をしている妖怪。どれだけ文句を言われてものらりくらりと身をかわす。
花子さん
声 - 永田亮子
学校に住みつく少女の妖怪。子供を怖がらせることを使命と考え、時代に合った怖がらせ方を研究している。
アニメ版では妖怪をプロデュースすることが得意。
呪野花子（のろいのはなこ）
声 - 永田亮子
花子さんが成長して女子高生になった姿。いつも呪いの日記帳という日記帳を手にしている。
ふあんかん
声 - 村上裕哉
いつも不安な保安官のメリケン妖怪。
フゥミン
声 - 遠藤綾
オンネン族。相手を不眠にする一つ目の女性妖怪。フゥミンに気に入られた人は眠ることを許されず、フゥミンに飽きられるころには心も体もボロボロになりやがて永眠してしまうという見かけによらず恐ろしい能力を持つ。
おねむの精
声 - 遠藤綾
フゥミンの色違い。フゥミンとは逆で、とり憑いた人間に楽しい夢を見せ、一生寝たきりにしてしまうという恐ろしい能力を持つ。
認MEN（みとメン）
声 - 烏丸祐一（A）、布施川一寛（B）、古島清孝（C）
ウワノソラ族。あらゆる答えを否定して、人を迷わせる3人組の妖怪。Aは素顔で、Bはメガネをかけているが、Cは手にコンパクトを持ち、鼻から長い鼻毛が出ている。Cだけ相手の内容とは関係なく「鼻毛出てナイよ」と連呼している。
アニメ版ではケータの友達になった際、一人が妖怪ウォッチの中に入り込んだ。
やぶレター
声 - 日野未歩
破られたラブレターの恨みが妖怪と化したもの。重要なことが書かれた紙を破ることが快感。
ヨコドリ
声 - 遠藤綾
人の物を盗む鳥の妖怪。アニメではグレるりんや爆音ならしと仲がいい。
ぶんぶん鳥（ぶんぶんどり）
声 - 遠藤綾
ヨコドリの進化系。手に投げ縄を持っていて、その縄で相手の持ち物をぶん取る。結婚式で元カノを取り返した武勇伝を持つ。
はらおドリ
声 - 遠藤綾
ヨコドリの色違いで、とりつかれた人に腹踊りをさせる鳥の妖怪。
ヨッチャ〜
声 - 矢部雅史
酔いつぶれた表情の妖怪。乗り物に取り憑いて、乗り物酔いさせる。元ネタは俳優の大泉洋。

### ニョロロン族
とりつかれにくいニョロローンとした妖怪。
油すまし
声 - 笹本優子
古典妖怪。突然現れ人を驚かせる。
イソノナミ
声 - 佐藤健輔
磯に住む生きものたちにとって、厳しくも頼りがいのある妖怪。海のように底知れない体力と精神力で、磯辺の揉め事を波に流して解決する。
インディ・J（インディ・ジョーズ）
声 - 高橋英則
エア冒険が趣味の鮫の考古学者。人間の姿にされてしまったシンディ・Jを妖怪の姿に戻すため、大秘宝妖怪「ヨーデルセン」を探す冒険の旅に出た。
インディ・JG（インディ・ジョーズゴールド）
声 - 高橋英則
黄金のオーラをまとったインディ・J。
シンディ・J（シンディ・ジョーズ）
声 - 日野未歩
インディ・Jの妹。ギャン・アマカーノにより人間の姿に変えられるが、本人は人間の姿も気に入っている。
オッタマゲーター
声 - 村上裕哉
テンガロンハットをかぶったワニのメリケン妖怪。本人も驚いており、とりつくと自分も驚いてしまう。
アニメ版では必要以上に驚くようになった原因は、元々白鳥の子として卵から孵化したものの、生まれた時から実はワニの姿だったことに気付いたためである。その後、母親である白鳥との再会を果たした。オッタマゲーターを含め、白鳥たちはいずれも「○○とです」と熊本弁風に喋る。
おもいだスッポン
声 - 坂東尚樹
ウワノソラ族。背中に背負ったスッポン（ラバーカップ）を頭にはめて「スッポン！」と引き抜けば忘れていたことを思い出せる。
アニメ版では過去の苦い記憶を思い出させる妖怪。妖怪になる前は普通のスッポンだったが、トイレで溺れていたところを少女に助け出され赤っ恥をかき、その記憶が頭から抜けず妖怪化して現在のこの姿になった。
おもいだ神
声 - 坂東尚樹
おもいだスッポンの進化系。記憶をつかさどる神様。不思議な掃除機を使って記憶を吸い出せばまさかの前世の記憶まで思い出すことができる。
ゲーム版の『2』では、過去の桜町の駅前に隠れている謎の立て札に設置すれば、ラスボスのスベテ・ウバウネと何度も再戦できるようになる。
おれリュウ
声 - 坂東尚樹
自分のやり方を貫く龍の妖怪。とりつくと「これが俺流さ！」とかっこよく話す。
オロチ
声 - 笹本優子
ゴーリキ族。自分のオーラで作り出した竜のマフラーを使う、妖魔界のエリート妖怪。その実力はすべてにおいてトップクラス。
ゲーム版の『1』では度々主人公たちの前に現れ手助けをしている。その正体はかつて妖魔界を治めていた先代閻魔大王の側近。先代閻魔大王の死後、人間界への侵略を目論むイカカモネ議長が実権を握ったため、エンマ大王派の妖怪たちと共に先代閻魔大王の息子を人間界に逃がした。主人公に力を貸していたのは先代閻魔大王の息子の友人であったことと、妖怪に対しても分け隔てなかったため、妖魔界の現状を変える人物として希望を抱いていたためだった。
かつては「あばれ大蛇」と呼ばれるほどの暴れ者であったが、その噂を聞きつけた先代閻魔大王に敗れ側近になったという経緯を持つ。
アニメ版では悪の妖怪レッドJを倒すためにジバニャンたちの前に現れる。元は人間だったが、レッドJに家族や故郷を滅ぼされたことが原因で妖怪化した。さすらいのオロチ最終話でレッドJとその手下を倒すことに成功する。
コロコロ版の漫画では悪さをしている妖怪たちを懲らしめる旅をしており、妖怪を従えている人間がいるという噂を聞いて、さくらニュータウンにやって来た。正義感の強い性格だが、思い込みが激しい上に人の話を聞かずに勘違いしたまま暴走してしまうなど、他メディアとは異なるキャラクターとなっている。その勘違いの積み重ねによりケータたちと戦うこととなったが、その後ケータが「妖怪と人間が一緒に暮らせる世界が来ればいい」と思っていることを知って考えを改めた。
影オロチ（かげオロチ）
声 - 笹本優子
ゴーリキ族。オロチの色違い。オロチの影武者でもありオロチに代わって暗殺などの仕事をしていた。
カイーギョ
声 - 小桜エツコ
妖怪魚介芸能界の業界人。業界用語ばかり言って話が分かりにくい。
からみぞん
声 - 安野希世乃
からみぞんにとりつかれると、絡むとロクなことがない人になってしまう。
こんがらギャル
声 - 安野希世乃
からみぞんの進化系。うっとうしい口調で話をこじらせる金髪ギャル。
キライギョ
声 - 矢部雅史
人の悪いところを探して嫌いになる魚の妖怪。
ゾウオ
声 - 矢部雅史
キライギョの進化系。なんでもないことで人を恨んで復讐する。
ギャクジョウオ
声 - 矢部雅史
ゾウオの色違い。とりつかれると逆ギレするようになる。
キリスギリス
声 - 奈良徹
髪を切りすぎてしまうキリギリスの妖怪。アニメでは変な髪型にするのが得意。一度切った髪をまた伸ばすこともできる。
しきるん蛇（しきるんじゃ）
声 - 宮澤正
オマモリ族。とりつかれると何でもかんでも仕切ってしまう蛇の妖怪。アニメ版ではおつぼね様とは元夫婦。
すねスネーク
声 - 宮澤正
しきるん蛇の色違い。相手をすねさせる妖怪。
まむし行司
声 - 宮澤正
しきるん蛇の色違い。争いの場に現れて両者を正々堂々と戦わせる。
スティーブ・ジョーズ
声 - 佐藤健輔
ヨップル社の社長でウィスパーの持つ「妖怪パッド」や、「妖怪ウォッチ」・「妖怪ウォッチ零式」・「妖怪ウォッチドリーム」を発明した鮫の妖怪。
ゲーム版『3』ではケータとマックが魔・インジャネーノに襲われた際に乱入し、妖怪ウォッチドリームと妖怪ブラスターを渡している。
アニメ版では第70話にて妖怪長者番付の第1位になっていることが判明するが、その後妖怪ウォッチの製造販売を無断で行っていたことが発覚し、社長の座を降りた。
センポクカンポク
声 - 佐藤健輔
提灯で周りの魂を案内する坊さんのような妖怪。アニメ版では最近妖怪のお悩み相談を始めたらしい。
コロコロ版ではかつて人間に迫害された経験から人間に恨みを持っており、地下道を拠点に妖怪帝国を作ろうと目論んでいた。
たこうらみ
声 - 沼倉愛美
たこ焼きになるはずだったタコだったが、雑な焼き方のせいで落とされ、その恨みで妖怪になった。カメッパ同様銀水小学校6年2組考案の妖怪。
たこやっ鬼（たこやっき）
声 - 佐藤智恵
関西地方代表の妖怪。たこ焼きから生まれた妖怪で、爪楊枝で付き刺して来るが、しばしば滑ってひっくり返る。タコだけ出して食べる人は絶対に許さない。
コロコロ版では結界で封印された鬼ヶ島の唯一の生き残り。ケータを騙して妖怪ウォッチエルダを奪い島外にいた赤鬼らを鬼ヶ島に召喚した。
たこや鬼神（たこやきじん）
声 - 佐藤智恵
たこやっ鬼の進化系。天下の台所を纏める鬼神で、たこ焼きの文化を世界に広めようとしている。
ダイナシー
声 - 沼倉愛美
恐竜（ダイナソー）のヤンチャ坊主のメリケン妖怪。何事にも興味を持っては台無しにしてしまう。
D-レックス（ディー・レックス）
声 - 佐藤健輔
ダイナシーの進化系でT（ティー）-レックスの妖怪。あらゆる物をド派手にぶっ壊す。Dは破壊（デストロイ）を意味する。
ゲーム版『3 スシ』では子供のころのアンジーに見えており、仲間に命じてアンジーを元気付けさせた。後にスカイシャリマンにスカウトされ、スーパー・シードに加入する。
ドジラ
声 - 佐藤健輔
D-レックスの色違い。物事を起こすとドジをやらかし、街を破壊してしまう。
ダソックス
声 - 沼倉愛美
蛇と靴下を合体させたようなメリケン妖怪。とりつかれると余計な一言を言ってしまう。
アーダコンダ
声 - 村上裕哉
ダソックスの進化系。余計なクレームを言う迷惑な蛇妖怪。
ツチノコ
声 - 笹本優子
オマモリ族。幸運を呼ぶツチノコ。素早いが隠れるのが下手で、人間にたびたび目撃されている。
アニメでは、「お金ナイダー」の貧乏パワーを吸収して増え続け貧乏パワーを打消し、ゴージャスセレブと化した「お金ナイダー」はツチノコに変わってしまう。
コロコロ版では「ギュピーン」としか喋れないが、ウィスパーの翻訳によると口が悪い。人に幸福パワーを与えすぎるとやせ細ってしまう。
フクリュウ
声 - 笹本優子
オマモリ族。ツチノコの進化系。頭の花が咲いており、ツチノコ以上に幸せになる。とりつかれると幸運が起こるが、フクリュウが離れた途端逆に不幸が訪れるらしい。
ツチノコパンダ
声 - 笹本優子
ツチノコの色違い。パンダのような模様をしている。
アニメ版ではニャーKBのメンバーに姿が見えており、彼女らとコラボし芸能界デビューする。
ツチノコ星人
声 - 笹本優子
宇宙の果てからやってきた宇宙人。登場時に1体しかいないのに「ワレワレハ ツチノコ星人ダ☆」と言ったり、宇宙のことやどこの星から来たかを聞かれた時に誤魔化したりと、本当に宇宙人なのかは不明。
ロボノコ
声 - 永田亮子
未来からやってきたツチノコのロボット。ナノステルス技術で、人から見つかることはなくなった。
ドヤガリ族
声 - 芽衣
カラクリ島の原住民。巻貝状の仮面を被り、何かあるとすぐに生贄を捧げようとする文化を持つ。自己アピールが激しい。
ドヤ・オサ
声 - 宮澤正
ドヤガリ族の酋長。カラクリ島の歴史や仕掛けに詳しい。
ナガバナ
声 - 坂東尚樹
とりつかれた者に長話をさせ、周囲の人間をイライラさせる妖怪。関西弁で喋る。
ゲーム版では熊のぬいぐるみに化けており、発見すると長話だが、攻略のヒントを教えてくれる。
アニメでは大阪在住の「浪花のおっちゃん」と親しい。
ナガバナナ
声 - 坂東尚樹
ウワノソラ族。ナガバナの色違い。ナガバナと違って要点を簡潔にまとめて話す。一人称は『1』ではオレ、『2』ではワシ。アニメではバナナを熟成させる能力を持つ。
チョコバナーナ
声 - 奈良徹
USAに渡ったナガバナナ。チョコがトッピングされて甘みが増している。
ナンモナイト
声 - 佐藤智恵
アンモナイトのメリケン妖怪。とりつくと失うものは何もないと思わせとんでもないことをさせてしまう。
にんぎょ
声 - 安野希世乃
オマモリ族。人間の上半身に魚の下半身を持つ少女の古典妖怪。
ゲーム版の『2』では、ケイゾウ/フミアキに助けられた妖怪の一人として登場するが、キンとギンによって石化されてしまう。その間に友達の花子さんによって、にんぎょの故郷である洞穴まで移し、現代のナギサキの洞穴内で滞在していた。そこでウィスパーの力によって復活し、主人公と友達になる。
アニメ版ではケータに釣り上げられたのを境に、ケータが水のある場所（海・学校のプール・風呂場など）で釣りをするとなぜかにんぎょが釣れてしまうようになった。
また、妖怪委員会から「古典妖怪はハロウィンの日は外出してはいけない」という決まりがある理由を知っている。
八百比丘尼（やおびくに）
声 - 安野希世乃
にんぎょの進化系。
イザナミ
声 - 安野希世乃
八百比丘尼の色違い。あらゆる生命の源である神のような妖怪で、その辺の神はほとんどが自分が産んだと語っている。アニメでは波を浴びせた相手の母親が自分だと思い込ませる能力を持つ。とりつかれると功績を残した人物を育てたのは自分だと話してしまう。
ナーガラージャ
声 - 安野希世乃
八尾比丘尼の色違い。ながら作業が得意な妖怪。
ねちがえる
声 - 浅利遼太
ウワノソラ族。とりつかれた者の首を寝違えさせてしまう蛙の妖怪。
アニメ版では、元は整体院のおばあさんが飼っていた普通の蛙だったが、客を呼び寄せようとした際に自転車に轢かれて妖怪化した。
バスコダ・ガマ
声 - 奈良徹
カエル型の大商人妖怪。
バンジーきゅうす
声 - 佐藤智恵
きゅうすとバンジージャンプが合体した妖怪。取り憑かれると万事休すなピンチに陥る。
ひっぱりダコ
声 - 佐藤智恵
ゴーリキ族。紫色のタコ妖怪と白いタコ妖怪の2匹がくっ付いている妖怪。「ダコ」をつけられるとあらゆる方面から大人気になる。アニメ版では紫色のタコが自分にくっついた白いタコを取りたがっていたが、タコを取ろうとするとひっぱりダコの能力が発動してしまう。ケータと彼が呼んだ友達妖怪のおかげで白いタコを外すことができ、お礼にメダルを渡した。
ホリュウ
声 - 佐藤健輔
なんでも、すぐに決断できず保留にしてしまう龍の妖怪。
ボー坊
声 - 小桜エツコ（通常）／佐藤健輔（激怒時）
いつもボーっとしているヒョロヒョロの妖怪。普段は「ボー」しか喋れないが、一言喋る時もある。
アニメ版では、他の誰かに「ソーセージ」と言われると怒って声が変わり、ソーセージやそれを売る店舗を見かけると避けてしまう。逆に怒った状態でも「ハム」と言われると逆に涙ぐんでしまう。「ハム」がつく言葉だと安心するため、普段はペットショップでハムスターと暮らしている。元はハム工場の検査係で、ボーっとハムを見ているだけのようで、実は傷などの不具合のあるハムの検出能力が高く、優秀なポカヨケであった。しかし、向かいにライバル会社の、製鉄所のような巨大なソーセージ工場ができ、工場はそこに買収されてしまってソーセージの検査係にされてしまった。そしてソーセージを憎んだまま一生を終えたことからボー坊になった。
ゲーム版では逃げ足が速いが、倒すと経験値が多めに得られる。
しどろもどろ
声 - 小桜エツコ
ボー坊の色違い。とりつかれると、言葉が出てこなくなり話すことがめちゃくちゃになってしまう。
マイマイペース
声 - 永田亮子
常にゆったりしているマイペースなカタツムリの妖怪。
マーク・シャッチーバーグ
声 - 矢部雅史
ヨップル社の社長で「妖怪ウォッチU」を発明したシャチの妖怪。髪型はアフロ。ヒキコウモリとは友人で彼にプロトタイプの妖怪ウォッチUを渡した。魚を見るとつられていってしまう癖があるため、猫きよ・犬まろにあっさりと魚で誘き寄せられ、水族館のショーに出演させられて妖怪ウォッチU完全版への更新を妨害された。
ミチクサメ
声 - 奈良徹
とりついた人に道草を食わせる鮫の妖怪。コロコロ版ではとりついた人間に道に生えている雑草をむしらせていた。
トーシロザメ
声 - 奈良徹
ミチクサメの色違い。とりつかれると熟練者でも素人同然になってしまう。
ムカムカデ
声 - 浅利遼太
ムカムカと怒っているムカデの妖怪。とりつかれると、とにかくムカムカしてしまう。
激ドラゴン（げきドラゴン）
声 - 浅利遼太
ムカムカデの進化系。大地を震わせるほどの勢いで怒りを爆発させる妖怪。
ムダヅカイ
声 - 奈良徹
とりついた人にお金を無駄に使わせる二枚貝の妖怪。バブル時代の欲望が妖怪化したと考えられている。
お年玉を利用する子供などが多い正月シーズンが繁殖期になっている。
2017年1月14日に実施された大学入試センター試験の「日本史A」において、バブル経済の説明の一環として、ムダヅカイが実際の試験問題に掲載された。
はらわシェル
声 - 奈良徹
ムダヅカイの色違い。とりつかれると何でもかんでも奢ってしまう。
りゅーくん
声 - 永田亮子
頭に人の秘められた力を見抜く水晶玉を乗っけている龍の子供。
ゲーム中では実際に、その水晶玉の力で主人公に物語のヒントとなる映像を見せる場面がある。そのため『1』では黒幕であるイカカモネ議長の存在を知らせるという活躍を見せた。
『♪』では妖怪の秘めた才能を見つける占い師として働いている。
龍神（りゅうじん）
声 - 坂東尚樹
りゅーくんに神龍玉を合成することで生み出せる龍の妖怪。大地の力を操る。
青龍（せいりゅう）
声 - 坂東尚樹
龍神の色違い。水辺を守る伝説の水の龍。
ロボりゅーくん
声 - 安野希世乃
未来からやってきたりゅーくんのロボット。ロボになってしまったため龍神へ進化できなくなったが、それに匹敵する力を得た。
ろくろ首
声 - 笹本優子
首を自由自在に伸ばす能力を持つ女性の古典妖怪。一人称は「あたい」。
笑ウツボ（わらウツボ）
声 - 宮澤正
ゲラゲラと笑うウツボの妖怪。とりつかれると、「げーきーうーけー」と笑うようになる。
歌ウナギ（うたウナギ）
声 - 宮澤正
ウワノソラ族。笑ウツボの色違い。不思議な歌を歌うウナギの妖怪。
大蛇のツボ（だいじゃのツボ）
声 - 宮澤正
笑ウツボの色違い。いきなり壺から出てきて人を驚かす大蛇の妖怪。
アニメでは色々なところから物を飛び出させる妖怪。自分自身が意外なところから飛び出すこともできる。お約束の展開を破るような行動を繰り返し、ウィスパーを困惑させた。
思ウツボ（おもウツボ）
声 - 宮澤正
笑ウツボの色違い。色々なことを企み、思い通りになると「計画通り」とほくそ笑む。

### 怪魔
『2』から登場。トキヲ・ウバウネが生み出した存在で、通常の妖怪よりも強力な力を持っている。妖怪だけでなく人間にもとりつくことができ、とりつかれると目元に仮面のような文様が出る（バトルでの順は最初に怪魔妖怪を倒した後、とりついた怪魔を倒すことで妖怪を解放できる）。妖怪ウォッチ零式でしか見つけることができない（ただし、妖怪からは認識できる）。変装能力も高く「本家」と「元祖」の妖怪軍に忍び込んで両者の争いを助長していた。
ただし、『2』のストーリーを基にした映画には尺の都合で幹部怪魔の5人や妖怪にとりついた怪魔は登場しない。
『真打』以降では「怪魔の素」という合成アイテムと妖怪を合成することにより怪魔妖怪が誕生する。
厄怪（やっかい）
声 - 永田亮子
幹部怪魔。ネズミのような姿をした小柄な怪魔。ウバウネの深い「悲しみ」から誕生した。一人称は「ぼく」で、語尾に「〜チュ」と付けるのが特徴。
実は友達という関係に憧れているが持ち前の厄介な性格から困惑させるような遠まわしな言い方で接する。
不怪（ふかい）
声 - 遠藤綾
幹部怪魔の紅一点。蛇のような姿をした怪魔。ウバウネの人間に対する「憎しみ、妬み」から誕生した。一人称は「わたし」。他人を不快な気持ちにさせることを喜びとする。
その存在ゆえに仕方のないことだが友達契約後もキツイ口調でウィスパーを驚愕させたが、主人公の友達になったことには不満の様子は見せず、むしろ好意的である。
豪怪（ごうかい）
声 - 矢部雅史
幹部怪魔。頭に五本の角を生やしたサイのような姿をした怪魔。怪魔として姿を変えたウバウネの「ヤケッパチ」から誕生した。一人称は「おで」または「オデ」で、その名の通り細かいことを気にしない性格であり主人公たちに対しても温厚な態度で接する。ウバウネを「おっかさん」と呼び慕っている。会話の流れでそのまま友達になりかけたがウィスパーの余計なツッコミにより撤回される。
劇場版ではデザインは異なるものの、彼とよく似た巨大怪魔が登場した。
難怪（なんかい）
声 - 奈良徹
幹部怪魔。老人でフクロウのような姿をした怪魔。ウバウネの人間に対する「疑惑、疑念」から誕生した。一人称は「ワシ」。知力だけなら幹部一で、「ウバ雲」をはじめとした様々な開発を行ってきた学者肌の怪魔。他の怪魔幹部とは違い、怪魔と人間がバトルを通し交友を深めることが可能かもしれないという「実験」を兼ねて接してくるあたり他より前向きである。友達契約後は自身が人間と友達になったことに対し悩むが「悪い気はしない」とこぼす。
破怪（はかい）
声 - 佐藤健輔
幹部怪魔のリーダー。二本の角を持つ牛のような姿をした怪魔。ウバウネの人間に対する「怒り」から誕生した。一人称は「オレ」。破壊することを純粋に愛する武人肌でウバウネへの忠誠心も大きい。バトル前には頑なに本気で戦うことを要求しウィスパーを恐怖させる。友達契約後は「本気のバトルで怒りが全て吹き飛んだ」と性格が一転し敬意を表する。
たくらむ怪魔
声 - 矢部雅史
人型の怪魔。
さまよう怪魔
声 - 佐藤智恵
蛇のような姿をした怪魔。コミカライズ版ではこの怪魔しか登場しない。
ゆらめく怪魔
声 - 浅利遼太
火のような姿をした怪魔。
あかなめ・怪
声 - 遠藤綾
悪い物がこびり付いた長い舌で舐めた物を汚す怪魔で、あかなめが怪魔にとりつかれた姿。
泥田坊・怪
声 - 奈良徹
田んぼに通りかかった人の足を掴んで引きずり込む怪魔で、泥田坊が怪魔にとりつかれた姿。
えんらえんら・怪
声 - 安野希世乃
煙状の毒を吸い込んだ人を苦しめる怪魔で、えんらえんらが怪魔にとりつかれた姿。
河童・怪
声 - 佐藤健輔
川に近づいた人を溺れさせて魂を喰らう怪魔で、河童が怪魔にとりつかれた姿。
から傘お化け・怪
声 - 佐藤健輔
捨てられた傘の無念から人を襲うようになった怪魔で、から傘お化けが怪魔にとりつかれた姿。
ざしきわらし・怪
声 - 安野希世乃
住み着いた家に不幸をもたらす怪魔で、ざしきわらしが怪魔にとりつかれた姿。
くだん・怪
声 - 浅利遼太
不吉な予言を告げる怪魔で、くだんが怪魔にとりつかれた姿。
けうけげん・怪
声 - 浅利遼太
決して治ることのない病を呼び寄せる怪魔で、けうけげんが怪魔にとりつかれた姿。
にんぎょ・怪
声 - 安野希世乃
美しい歌を歌って近づいてきた船を嵐の中へと誘う怪魔で、にんぎょが怪魔にとりつかれた姿。
ろくろ首・怪
声 - 笹本優子
長く伸ばした首で無抵抗な人々を締めつける怪魔で、ろくろ首が怪魔にとりつかれた姿。

### ハグレ族
アンドロイド山田（アンドロイドやまだ）
声 - 掛川裕彦（ナレーションも兼任）
ウワノソラ族。山田博士がアンドロイドになってしまった姿。
アニメ版では第125話から初登場。実験に失敗してその大爆発で命を落とし、妖怪となった。「心優しきアンドロイド」として、事あるごとに人助けをしようとするがうまくいかず、哀愁を漂わせる。また、家族からもアンドロイドの研究で大金を使ってしまうなど、家庭を顧みない姿勢のため快くは思われていない（妖怪になったことすら知らない）。へそビームという技を持っており、へそビームに当たったものは本人と似たアンドロイドになる。
山田シリーズの最終回では偶然が重なり宇宙船にアンドロイド山田と、これまでアンドロイドにされた人間6人が吸い込まれたが、山田以外の6体は元の人間の姿に戻った。一方山田だけは、遠く離れた惑星に連れていかれたものの、居心地の良さを感じてしまい、永住することになった。その後のエピソードでは地球に戻っている。

### 王族（エンマ族 / 閻魔族）
エンマ大王（エンマだいおう）
声 - 木村良平 / 演 - 山﨑賢人（実写・劇場版第3作）
ミカド族。『映画 妖怪ウォッチ エンマ大王と5つの物語だニャン！』から登場した、若き閻魔大王。ぬらりひょんにより妖魔結界に閉じ込められていたが、ケータが使った覚醒前メダル（後に2枚のエンマ大王メダルに変化）と2人のタイプUが変化したVersion Eにより召喚。『映画 妖怪ウォッチ FOREVER FRIENDS』で出生の謎が明らかになり、60年前の世界の高城イツキが紫炎の心と結びついて夜叉エンマとなった後、イツキがククリ姫から借りていた魂の契約期間が切れ、生まれ変わったもの。
『4』で紫炎と友達になった後、彼に話しかけると本名が「煌炎」だと明かされる。
覚醒エンマ（かくせいエンマ）
声 - 木村良平
神妖怪。地獄の王族の血に秘める力を開放し「覚醒」したエンマ大王。全ての次元を見通せる第三の目が開眼した他、エンマ一族にしか吹くことができない魔笛を身に着けている。
太陽神エンマ（たいようしんエンマ）
声 - 木村良平
燃え盛る太陽を司る「太陽神」となったパラレルワールドのエンマ大王。その炎は正しき者にとっては命の源となり、悪しき者にとっては地獄の業火となる。
時空神エンマ（じくうしんエンマ）
声 - 木村良平
時を自在に操る力を手にし「時空神」となったパラレルワールドのエンマ大王。過去から未来の全ての時を管理することで、過ちの無い世界を創ろうとしている。
暗黒神エンマ（あんこくしんエンマ）
声 - 木村良平
闇のエネルギーを我が物にし「暗黒神」となったパラレルワールドのエンマ大王。光輝く全ての生命を闇に染め上げ、死者だけが生き続ける暗黒世界を創造した。
先代閻魔大王（せんだいえんまだいおう）
声 - 大友龍三郎
神妖怪。エンマ大王の祖父で、現在は亡くなっている。『映画 妖怪ウォッチ エンマ大王と5つの物語だニャン！』では人間界で妖怪不祥事案件を起こす妖怪が増えたことを憂い、ぬらりひょんに人間と妖怪の交流を禁止することを提案した。『FOREVER FRIENDS』で本名が「業炎」であることが判明した。『4』では過去世界の大王として登場。
閻魔冥王マカ（えんまめいおうマカ）
声 - 永田亮子
2代目エンマ大王。子供の嘘を見破る能力を持ち、嘘つきの子供の舌をペンチで引っこ抜く。
閻魔猫王マタタビ（えんまねこおうマタタビ）
声 - 小桜エツコ
5代目エンマ大王。見た目はニャン系妖怪に似ている。
閻魔竜王ミズチ（えんまりゅうおうミズチ）
声 - 坂東尚樹
9代目エンマ大王。癒しの力を持つが、外見が怖いせいで全員逃げることに傷ついている。
閻魔羅王テッカク（えんまらおうテッカク）
声 - 高橋英則
10代目エンマ大王。エンマ史上最高法の剣技を持つ。

### レジェンド妖怪
特定の妖怪メダルを集めることによって召喚できるようになる、非常にレアな妖怪。
ゲーム版では、通常のレジェンド妖怪（『3』のバージョン限定レジェンド含む）は指定された妖怪メダル8枚を妖怪大辞典に登録することで解放することができる。各キャラクターとも入手できるのは原則として一つのセーブデータで一回限りである。『3』から登場したメリケンレジェンド妖怪は、戦って仲間にしなければならないが、戦うためには一部コインを使うとガシャから出てくる消耗品の「パス」が必要になる（戦闘に勝って仲間にならなくてもパスを消耗する）。偉人レジェンド妖怪は、特定条件を満たすと戦闘可能になり、一定確率で仲間になる。「スキヤキ」および「スシ」「テンプラ」のVer2.0（Tアップデート）からバスターズTで登場するミステリーレジェンド妖怪は、ヌーパーツ鑑定時に希に出現する遺跡ストーンを消費してダンジョンに挑戦し、該当ダンジョンでヌーパーツを獲得してガーディアンを撃破すると、鑑定時に一定確率で該当妖怪の妖怪メダルが出現して仲間になる。また、全ての妖怪がSランク妖怪に指定されている。
アニメ版では、一部の例外を除き、他の妖怪同様普通に登場する。
ブシニャン

ラストブシニャン

コロンブス
声 - 奈良徹
偉人レジェンド妖怪。イサマシ族。クリストファー・コロンブスがモチーフで、アニメ版ではプリチー族の寝コロンブスが進化した姿として登場した。やがて新天地を求めて大海原へ旅立ったものの航海中に寒くなって布団から出ないでゴロゴロした結果、元の姿（寝コロンブス）に戻っている。
あしゅら
声 - 永田亮子
イサマシ族。終わりなき戦いに挑み続ける孤高の戦神。3つの顔と6本の手を持つ。『3』ではテンプラ限定。
シヴァラク
声 - 佐藤健輔
イサマシ族のミステリーレジェンド妖怪。4本の腕を持つ戦いの神。とりつかれるとしばらく手が付けられない状態で暴れまくる。周囲は地獄絵図と化し、その内容は放送できなくなってしまうほど。
しゅらコマ
声 - 遠藤綾
フシギ族 / ゴーリキ族。修羅の心を持った伝説のコマさん。地獄から呼び覚ました数万度の炎で全てを焼き尽くす。
アニメでは普段は封印されているが、戌年の1月11日に目覚める。口癖は「しゅらバウアー！」。
キラコマ
声 - 沼倉愛美
フシギ族 / ゴーリキ族のメリケンレジェンド妖怪。妖怪ワールド中から愛されるスーパースター妖怪。キラリと輝く笑顔で人の心の内に眠る勇気に語りかけ、可能性を引き出してくれる。
エジソン
声 - 佐藤健輔
フシギ族の偉人レジェンド妖怪。トーマス・エジソンをモチーフとしており、顔は電球・体は蓄音機になっている。
マジンカーメン
声 - 浅利遼太
フシギ族のミステリーレジェンド妖怪。まばゆい金色のボディに包まれた妖怪。中には約3,000歳のミイラ「ファラ男」が入っていて、たまに出てきては陰湿な呪いをかけてくる。
山吹鬼
声 - 矢部雅史
ゴーケツ族 / 鬼族。鬼時間から生まれた山吹色の鬼。その実力は、もはや語るまでもないほどと言われている。
アニメ版では「妖怪節分委員会」の代表として、トムニャンを初めとする昨今日本にも増えたメリケン妖怪たちに正しい日本文化である節分を教える活動をしている。
コロコロ版では人間や妖魔界と仲良くしているという理由で鬼族の裏切り者扱いされていた。
プラチナ鬼
声 - 奈良徹
ゴーケツ族 / 鬼族。メリケンレジェンド妖怪。自分磨きを怠らず、全身がプラチナの輝きを放つまで磨き上げたUSAの鬼。
ゴーキングデッド
声 - 佐藤健輔
ゴーケツ族 / オンネン族のミステリーレジェンド妖怪。伝説の金属「剛合金」から作られた大剣を持つゾンビ妖怪で、その剣を振るう姿はゾンビたちが心酔するほど。とりつかれると死なない体となり、永遠に戦い続けてしまう。
モリガミレックス
声 - 悠木碧
ゴーケツ族。カラクリ島の守り神である恐竜妖怪。怒ると体が熱くなって暴れる性質を持ち、その性質のおかげで氷河期を生き残った。
ネタバレリーナ
声 - 永田亮子
プリチー族 / ウワノソラ族。とりついた人を通して知りたくないネタバレを強引に教えようとするバレリーナ姿の妖怪。
アニメ版では、妖怪になる前はイナホの大ファンである「春野リナ」という名前の小説家で、よく小説の内容のネタバレをしまくっていた（このため、元担当からは「ネタバレのリナ」と呼ばれていた）。このころからネタ収集は自らの足で地道に行っており、レジェンド妖怪となった今でもその方法に変わりはない。しかし、代表作とされる「スペースヒーロー伝説」がハリウッド映画化を記念して行われた記者会見でうっかりネタバレを言おうとした際に担当が記者会見場の照明を消してしまったため、足を滑らせてしまいその場から転落死して妖怪となった。
スピーチ姫
声 - 安野希世乃
プリチー族 / オマモリ族のメリケンレジェンド妖怪。人々の心を掴む魅力的な話術で、どんな話でも感動のスピーチにする妖怪。
乙姫
声 - 沼倉愛美
プリチー族。竜宮城の主。竜宮城へ遊びに来たウラシマニャンに玉手箱を渡し忘れたことを後悔している。『3』ではスシ限定。
パンドラ
声 - 日野未歩
プリチー族 / オンネン族のミステリーレジェンド妖怪。「決して開けてはならない」と言われ続けていたパンドラの箱が意思を持って妖怪になった。今までの憂さを晴らすように、あらゆる物を開けることができる。
花さか爺
声 - 宮澤正
ポカポカ族 / オマモリ族。名前の通り花を咲かせる妖怪。ひも爺の色違いでもある。
アニメ版では人の頭に花を咲かせて「ハッピー、ハッピー、ハッピッピー」と言いながら間抜けなポーズで躍らせる。
ブルジョワG
声 - 佐藤健輔
ポカポカ族 / オマモリ族のメリケンレジェンド妖怪。莫大な財産を残して死んだ大富豪が妖怪になった姿で、使い切れば成仏できると信じてお金をばら撒いている。
アニメ版ではケータや妖怪たちに財産を分け与えるが、妖魔界の紙幣だったため人間界では使用できなかった。
ダーウィン
声 - 佐藤健輔
ポカポカ族の偉人レジェンド妖怪。チャールズ・ダーウィンをモチーフとしており、妖怪が進化する謎を解明すべく日々研究に励んでいる。
リアクション大王
声 - 宮澤正
ポカポカ族のミステリーレジェンド妖怪。神がかりなリアクションを取るランプの魔人妖怪で、生前は引っ張りリアクション芸で一世を風靡した芸人だった。
うんちく魔
声 - 笹本優子
ウスラカゲ族 / オンネン族。とりついた人を物知りにして、うんちくを話させる妖怪。
アニメ版では、本人や取り憑かれた人はうんちくを語った後に「…ってワケ」と言い眼鏡を上げる（眼鏡をかけていなくても）動作をする。手にしているのはウンチに見えるが本人曰く「うんちくの実」であり、うんちくを聞いてくれない相手には最後の手段としてこれを食べる。
「コマさんタクシー」ではこの一件がクレームとして取り上げられ、その後も何らかの形でうんちくの実に関するアクシデントが起きるとどこからともなくコマさんタクシーが登場するようになった。
トリベア
声 - 布施川一寛
ウスラカゲ族 / オンネン族のメリケンレジェンド妖怪。くだらない雑学やちょっと使える豆知識を幅広く披露し人々の「へぇ〜」という反応を得ることが生きがいの妖怪。うんちく魔の親戚に当たる。
ニャステト
声 - 小桜エツコ
ウスラカゲ族 / モノノケ族のミステリーレジェンド妖怪。古代からヌー大陸の守護者として崇められてきたネコ妖怪。とりつかれるとあらゆる災いから身を守られ、怪我や病気とは無縁の健康な体になる。
カネクイヒメ
声 - 遠藤綾
ウスラカゲ族。5つの口で人の金運を食べ、貧乏にする妖怪。
イケメン犬
声 - 矢部雅史
ブキミー族 / モノノケ族。じんめん犬の亜種で、どんな女性でも虜にできる能力を持つ妖怪。彼が放つイケメンオーラは生物無生物を問わずイケメンにすることができるが、自分で制御はできない。一人称は「ミー」。
アニメ版ではじんめん犬と同様に人間が犬もろとも木の下敷きになり今の姿になった。
ジェントル面犬
声 - 坂東尚樹
ブキミー族のメリケンレジェンド妖怪。貴族のおじさまがひょんなことから高貴な犬と合体してしまい妖怪になった。
ばたんQ（キュー）
声 - 遠藤綾
ブキミー族。疲れている人をバタンキューと倒れ込ませて癒しを与える慈悲深い妖怪。アニメでは眠った人の魂は三途の川に移動してしまう。
ズラビス
声 - 遠藤綾
ブキミー族のミステリーレジェンド妖怪。死者を冥界へと導く古代の犬妖怪。特技は持ち前の几帳面さを生かしたミイラ作りで、ヌー大陸のミイラの大半はほとんど彼が手がけている。
やまタン
声 - 浅利遼太
ニョロロン族 / オンネン族。八匹の龍が合体した妖怪。それぞれの人格が残っており、コロコロと人格が入れ替わる。とりつかれると八枚舌のいい加減な人と見られてしまう。
アニメでは舐めた相手を8人に増殖させることができる。さらに増殖した人物は1週間ごとに8倍に増える。元に戻す方法は不明。
自慢ハッタン
声 - 矢部雅史
ニョロロン族 / オンネン族のメリケンレジェンド妖怪。田舎出身コンプレックスをこじらせて大都会に出た妖怪。都会暮らしに異常な誇りを持ち、田舎者であることがバレてもやたらと都会自慢をする。
難陀竜王
声 - 日野未歩
ニョロロン族 / オマモリ族。竜の中でも特に位の高い「竜王」の名を持ち、太古より人々に崇められてきた妖怪。好奇心が強く「何だ何だ？」と知識や技を貪欲に吸収し、自分磨きを怠らない姿勢が強くなる秘訣。『3』ではスキヤキ限定。
ノストラダマス
声 - 宮澤正
ニョロロン族のミステリーレジェンド妖怪。予言を司る妖怪だが、予言を悪用して人間を騙すこともある。とりつかれると未来に起こる予言を的中させられるようになるが、割とどうでもいい未来の出来事も多い。

### 七福神妖怪
ゲーム『3』から登場。
毘沙門天
声 - 佐藤健輔
七福神が一柱。イサマシ族。灼熱の日輪を背負う戦いの神。
布袋尊
声 - 安野希世乃
七福神が一柱。フシギ族。財宝が詰まった袋を持つ富の神。
大黒天
声 - 矢部雅史
七福神が一柱。ゴーケツ族。大黒柱の語源となった食物の神。
弁財天
声 - 日野未歩
七福神が一柱。プリチー族。ギター風の琵琶をかき鳴らす芸術や財宝の神。
福禄寿（ふくろくじゅ）
声 - 奈良徹
七福神が一柱。ポカポカ族。耳たぶを触ると福を分けてもらえる三徳（福運、俸禄、長寿）の神。
寿老人（じゅろうじん）
声 - 坂東尚樹
七福神が一柱。ウスラカゲ族。生と死を司る長寿の神。
恵比寿
声 - 布施川一寛
七福神が一柱。ニョロロン族。釣り竿をかついだ商売繁盛と大漁の神。

### 秘宝妖怪
ゲーム『3』の大型アップデートから登場。
エルドラゴーン
声 - 奈良徹
イサマシ族 / ゴーリキ族。黄金の龍の妖怪。息を吹きかけるだけで、ただの小石も黄金に変える力を持つ。
日ノ鳥（ひのとり）
声 - 矢部雅史
イサマシ族 / ゴーリキ族。ヌー大陸に導かれた日ノ神が秘宝妖怪に生まれ変わった姿で、時間の概念を超越し、永遠の命を手に入れた。アイデアを出して燃えつきては何度も生まれ変わって斬新なアイデアを無限に生み出す。
マドモアイゼル
声 - 笹本優子
フシギ族。宝石を好むモアイ風の妖怪。豊穣を象徴し、雨を降らせる能力を持つ。
ヨーデルセン
声 - 宮澤正
フシギ族 / ツクモノ族。秘宝妖怪8体を仲間にすることで現れる大秘宝妖怪。普段は「大秘宝物語」という本に封じられている。人間をサトウキビに変化させる能力を持つ。
ザッパドキア
声 - 宮澤正
ゴーケツ族。古代の機械妖怪。ビームを装備しているが、狙いは大雑把。
クレクレパトラ
声 - 日野未歩
プリチー族 / オマモリ族。妖怪ワールド三大美女妖怪の1人で、とりついた人間を何でも欲しがらせる状態にしてしまう妖怪。
アーマーテラス
声 - 沼倉愛美
プリチー族。世界を照らす女神妖怪。普段はおとなしいが、怒ると武装する。
ロゼッタストーン
声 - 阿井莉沙（ロゼッタ）、村上裕哉（ストーン）
ポカポカ族。少女の妖怪ロゼッタと、岩の妖怪ストーンによる2人組。ロゼッタが発した言葉をストーンの体から岩にして放つ能力を持つ。
ドエスカリバー
声 - 佐藤健輔
ウスラカゲ族。本体は剣であり、鎧を操っている妖怪。他人が苦しむ姿を喜ぶドSを装っているが、実は心優しい性格。
ナルシス2世（ナルシスにせい）
声 - 布施川一寛
ブキミー族。自分より美しいものを認めないナルシストの妖怪。とりついた人間もナルシストにしてしまう。
アンコールデッド
声 - 矢部雅史
ブキミー族。3つの顔を持つ妖怪。アンコールを求める金の石像を背後に付けている。
ヤマトボケル
声 - 浅利遼太
ニョロロン族 / ツクモノ族。何かとボケをかますが「自分の完璧なボケにツッコミは不要」と考えているため、ツッコむと巨大化して暴れまわる埴輪妖怪。

### ブンドリー一家
『バスターズ2』に登場する合計懲役年数1万年超えの盗賊一家。
ゴーウィン
声 - 奈良徹
ゴーケツ族。父親。豪快な性格で、駄洒落を言うのが好き。
キャトリーヌ
声 - 遠藤綾
フシギ族。母親。生前はとある王国の王女だった。スタイリッシュな盗賊で、怪盗キャットの異名を持つ。
ダンドリー
声 - 関智一
イサマシ族。長男。策を練る段取りを大事にしているが、父親のゴーウィンを恐れている。
スパット
声 - 永田亮子
ニョロロン族。次男。スタイリッシュな盗賊に憧れ、独特な盗みの美学を持つ。
タント
声 - 日野未歩
ポカポカ族。三男。巨体だが、性格は穏やかなドジッ子。彼の懲役は1年半と短い。
キレーネ
声 - 悠木碧
プリチー族。長女。お宝とコスメが大好きで、ピンチな時もおしゃれを優先する。しかし、怒らせると誰も止められない。
トランカ
声 - 佐藤智恵
ウスラカゲ族。ゴーウィンの母親で子供たちの祖母。豪快で破天荒な性格で、一族のリーダー格。息子のゴーウィンには厳しい。
グスタフ
声 - 宮澤正
ブキミー族。一族の執事で、涙もろい性格。キャトリーヌが妖怪化する前から彼女に仕えていた。

### 妖怪ウォッチ4から登場する妖怪
『妖怪ウォッチ4 ぼくらは同じ空を見上げている』から登場する妖怪。シャドウサイド妖怪、シンの時代の妖怪はそれぞれの項を参照。
ゴメンダコ
声 - 藤原夏海
ウワノソラ族。とりつかれると自分は悪くなくても謝ってしまうメンダコの妖怪。アニメ版では妖怪やとりついた人間を体内に取り込む能力を持つ。
しろく魔
声 - 悠木碧
プリチー族 / モノノケ族。人間の赤ちゃんにとりついて悪魔的な我儘を連発させるシロクマの妖怪。小学生以上の人間にとりつくと赤ちゃん返りして本能のまま行動してしまう。アニメでは母親のしろく魔魔（声 - 相川奈都姫）も登場。
ハリー
声 - 沼倉愛美
モノノケ族。ちょいワル気取りのハリネズミの妖怪。棘から出る妖力で人の態度をツンツンさせる。

### 種族不明の妖怪

#### ゲームオリジナル妖怪
えんえん少女（えんえんしょうじょ）
紫色のワンピースを着た白髪の女の子の妖怪。常に手で顔を隠している。ケマモト村の奥にある「えんえんトンネル」および「えんえんあぜみち」の主で、彼女曰くトンネル内にいる妖怪や人間は全て彼女が作り出した幻らしい。妖怪メダルを持っていないため、ウィスパーは「もしかしたら妖怪ではないのかもしれない」と推測している。
社員、エリート社員
声 - 村上裕哉（社員）、浅利遼太（エリート社員）
日ノ神が社長を務める「L社」の社員。
ゴゴゴファミリー
妖怪マフィア「ゴゴゴ・ファミリー」の戦闘員。黒服を着用している。
ゾンビ
ゾンビナイトに出て来る妖怪。後に『ワールド』でも一部の妖怪が登場した。
なまゾンビはげ
声 - 宮澤正
イサマシ族（『ワールド』）。ゾンビ化したなまはげ。
ジバゾンビニャン
声 - 小桜エツコ
プリチー族（『ワールド』）。ゾンビ化したジバニャン。
じんめんゾンビ犬
声 - 坂東尚樹
ブキミー族（『ワールド』）。ゾンビ化したじんめん犬。
ジミーゾンビ
声 - 日野未歩
ゾンビ化したジミー。
ゾンビみみずく
声 - 佐藤智恵
ゾンビ化したそらミミズク。
見回り鬼
鬼時間に出てくる鬼。
上級見回り鬼
見回り鬼の色違い。見回り鬼より強くなっている。

#### アニメオリジナル妖怪
ナメクジ軍曹
声 - 矢部雅史
ブリー隊長の相棒である、戦闘用ヘルメットを被ったナメクジの妖怪。語尾に「〜であります」をつけて話す。アニメ第62話に先行登場し、後にゲームでは『バスターズ』から登場。
ネコ次郎（ネコじろう）
声 - 藤原貴弘
ジバニャンと出会った少し太めの地縛霊。他の地縛霊から「ネコ次郎さん」と呼ばれ、親しまれている。
猫吉（ねこきち）
声 - 浅利遼太
ジバニャンと出会った地縛霊。赤いマフラーをまいている。ネコ次郎の部下。
さだお
声 - 沼倉愛美
ジバニャンと出会った地縛霊。常にハイテンションで、想像力豊か。ネコ次郎の部下。
AD妖怪（エーディーようかい）
声 - 須嵜成幸
妖魔界の番組全般を担当するAD。妖怪の疑問を検証するための取材時には、カメラも担当している。前述のとおり、「妖怪紅白歌合戦」ではブチニャンの分離に成功している。
ギャン・アマカーノ
声 - 朝倉栄介
アレ・バッチーノが所属する妖怪マフィアの首領。妖怪を人間に変える能力を持つ。大の甘党で、ヨーデルセンの能力を利用して人間をサトウキビに変えようと企んでいた。

### コラボ妖怪
『妖怪ウォッチぷにぷに』のコラボイベントで登場。他作品のキャラクターも、アプリ内では便宜上「妖怪」と表記している。

#### ゲゲゲの鬼太郎
ゲゲゲの鬼太郎コラボイベントから登場。
鬼太郎
声 - 野沢雅子
イサマシ族。幽霊族の末裔たる少年妖怪で、人間と妖怪の間に起こる事件を解決している。
砂かけばばあ
声 - 江森浩子
フシギ族。砂をかけて相手を驚かす古典妖怪で、戦いにも砂を用いる。
一反木綿
声 - 龍田直樹
フシギ族。白い反物の姿をした古典妖怪で、空を自由に飛び回って相手に巻き付く。
ぬりかべ
声 - 最上嗣生
ゴーケツ族。壁の姿をした巨大な古典妖怪で、通せんぼした者を身体に塗り込んでしまう。
ねこ娘
声 - 皆口裕子
プリチー族。鬼太郎に協力する化け猫の少女で、可愛らしいが怒ると豹変する。
目玉おやじ
声 - 島田敏
ポカポカ族。目玉の姿をした鬼太郎の父で、優れた知識で息子をサポートする。
子泣きじじい
声 - 塩屋浩三
ポカポカ族。赤子の格好をした老人の古典妖怪で、相手におぶさり石化して押し潰してしまう。
ねずみ男
声 - 大塚明夫
ニョロロン族。ズル賢く不潔なネズミ妖怪で、鬼太郎とは腐れ縁の仲である。

#### コロコロコミック
コロコロコミックコラボイベントから登場。

##### 爆転シュート ベイブレード
木ノ宮タカオ
イサマシ族。青龍のベイ・ドラグーンで日本一を決めたブレーダー。

#### イナズマイレブン
イナズマイレブンおよびレベルファイブオールスターズコラボイベントから登場。
円堂守
ゴーケツ族。雷門中の熱血ゴールキーパー。
豪炎寺修也
イサマシ族。クールだが心は熱く燃える雷門中のストライカー。
佐久間次郎
ゴーケツ族。帝国学園の参謀。
西蔭政也
ゴーケツ族。王帝月ノ宮中2年のゴールキーパー。
バーン
イサマシ族。エイリア学園に所属する炎のストライカー。本名は南雲晴矢。
アフロディ
フシギ族。神を自負するほどの最強のサッカープレイヤー。
吹雪士郎
プリチー族。氷の必殺技を持ち攻守共に活躍する万能プレイヤー。
風丸一郎太
ポカポカ族。雷門中の疾風ディフェンダー。
グラン
ウスラカゲ族。エイリア学園最強のストライカーだったが、後に雷門中に加入する。本名は基山ヒロト。
ガゼル
ウスラカゲ族。エイリア学園に所属するの氷のストライカー。本名は涼野風介。
鬼道有人
ブキミー族。元帝国学園の天才ゲームメーカー。
吉良ヒロト
ブキミー族。吉良財閥の御曹司でゴッドストライカー。
不動明王
ニョロロン族。孤高の反逆児と呼ばれるミッドフィルダー。
五条勝
ハグレ族・ランクB。帝国学園に所属する素性不明のディフェンダー。

#### イナズマイレブン アレスの天秤・イナズマイレブン オリオンの刻印
イナズマイレブン アレスの天秤およびイナズマイレブン オリオンの刻印およびレベルファイブオールスターズコラボイベントから登場。
稲森明日人
フシギ族。雷門中2年で太陽に選ばれたサッカー小僧。
灰崎凌兵
ウスラカゲ族。星章学園のエースストライカーで「フィールドの悪魔」の二つ名を持つ。
野坂悠馬
ニョロロン族。戦術の皇帝と呼ばれる王帝月ノ宮中2年のキャプテンを務める少年。
氷浦貴利名
プリチー族。ミッドフィルダーで純粋な性格でイケメンだが無類のおばあちゃん子。
リ・ハオ
プリチー族。中国代表「足球雑技団」のメンバーでムードメーカー。
海腹のりか
ポカポカ族。伊那国・雷門中の癒し系ゴールキーパー。
一星光
ポカポカ族。観察眼が鋭い一星充の弟。
一星充
ブキミー族。一星光の兄。オリオンの使徒の一人で青き一等星。

#### レベルファイブオールスターズ
レベルファイブオールスターズコラボイベントから登場。

##### レイトン教授シリーズ
レイトン教授
フシギ族。大学の教授で利発な性格をした紅茶を愛する英国紳士。

##### 二ノ国
ユウ
イサマシ族。足が不自由な少年だが成績優秀。
ハル
ゴーケツ族。バスケ部の主将でコトナとは恋人関係。
エバン
ポカポカ族。エスタバニア王国を創り上げた若き国王。
魔獣ガバラス
ニョロロン族。黒い気が集まり、魔獣となったガバラス。
アーシャ姫
プリチー族・ランクSS。魔法の世界「二ノ国」のお姫様。
ウィッチ
プリチー族・ランクZ。頭脳明晰と美しさを合わせ持つ優れたエリート魔女。

##### スナックワールド
チャップ
ゴーケツ族。故郷を滅ぼしたビネガーに復讐するため、旅に出た黄色のヘアバンドの少年。
シンデレラ
ゴーケツ族。私設特殊部隊「ガラスの靴」の元エース指揮官。
ヴィンサント
イサマシ族。銀髪で扉マニアな美少年。
ビネガー・カーン
ゴーケツ族。儲けるためなら非情な手段を行う悪党。
マヨネ
プリチー族・ランクA。怒りっぽい性格でチャップのツッコミ担当。
メローラ姫
プリチー族・ランクSS。フレンチトースター王国の王女で妖艶な美女。

##### メガトン級ムサシ
第2弾から登場。
一大寺大和&ムサシ
ゴーケツ族。強い意志と正義感をもつ、負け知らずの喧嘩の天才。「ムサシ」とともに、その類まれなる発想力でどんな窮地も乗り越える。
雨宮零士&アーサー
『メガトン級ムサシX（クロス）』より登場。フシギ族。四つ足の見た目である「アーサー」のパイロット。口数が少なく謎めいているが「サイコライズ」状態になると、激しい勢いで敵を倒す。

#### 週刊少年サンデー
週刊少年サンデーコラボイベントから登場。

##### マギ
アラジン
プリチー族。ジンが宿った金属器を探し、旅をする少年。
アリババ
イサマシ族。アラジンから絶大なる信頼を寄せ、一攫千金を夢見ている少年。
モルジアナ
ゴーケツ族。可愛い見た目と裏腹に、人間離れした身体能力を持つ少女。
シンドバッド
ポカポカ族。シンドリアの国王にして伝説の迷宮攻略者。

##### 烈火の炎
花菱烈火
イサマシ族。熱血漢の火影一族の炎術士。

##### 名探偵コナン
江戸川コナン
フシギ族。どんな難事件も解決へと導く小学生。その正体は工藤新一が黒の組織により薬を飲まされ子供にされてしまった姿。
工藤新一
フシギ族。頭脳明晰、容姿端麗の高校生探偵。
服部平次
イサマシ族。関西の高校生探偵。
怪盗キッド
フシギ族。華麗な手口で宝石を盗み出す天才怪盗。
メアリー・世良
フシギ族。イギリス人の科学者でMI6の職員。
羽田秀吉
フシギ族。イギリス系日本人のプロ将棋士。
京極真
ゴーケツ族。杯戸高校の男子空手部主将。
世良真純
プリチー族。ボーイッシュ女子高生探偵。
灰原哀
プリチー族。クールな小学生の少女だが、正体は黒の組織の元メンバーである。
安室透
ウスラカゲ族。喫茶店「ポアロ」でアルバイトをしている私立探偵だが、3つの顔を併せ持つ青年。
犯人
ブキミー族。黒一色の姿をした犯人像で、スピンオフ作品である『名探偵コナン 犯人の犯沢さん』の主人公を務める。
赤井秀一
ブキミー族。FBI捜査官のエース格で凄腕スナイパー。

##### うしおととら
蒼月潮
イサマシ族。ある退魔の槍を手にしたことにより、宿命の戦いに身を投じることになった少年。
とら
ゴーケツ族。その昔暴虐の限りを尽くし、とある槍で封じられていた大妖怪。

##### 犬夜叉
犬夜叉
イサマシ族。高い潜在能力を秘めた、不良気質の犬半妖。

##### らんま1/2
早乙女乱馬
イサマシ族。呪泉郷の呪いで水にかぶると男性から女性になる特殊体質になってしまった武道家。

##### からくりサーカス
しろがね
ニョロロン族。マリオネットの「あるるかん」を操る美少女。

#### ディシディアファイナルファンタジー
ディシディアファイナルファンタジーコラボイベントから登場。
ウォーリアオブライト
第2弾から登場。『ファイナルファンタジー』より登場。イサマシ族。勇者の異名を持つコスモス勢のリーダー的存在。
フリオニール
第2弾から登場。『ファイナルファンタジーII』より登場。フシギ族。元一般市民で反乱軍のメンバーの遊撃隊切り込み隊長。
皇帝
第2弾から登場。『ファイナルファンタジーII』より登場。ウスラカゲ族。世界征服を企むパラメキア帝国の支配者。
オニオンナイト
第2弾から登場。『ファイナルファンタジーIII』より登場。プリチー族。オニオンナイトの称号を持つ少年。
暗闇の雲
第1弾から登場。『ファイナルファンタジーIII』より登場。ニョロロン族。世界を破壊して無に還そうとする存在。
セシル・ハーヴィ
第1弾から登場。『ファイナルファンタジーIV』より登場。フシギ族。飛空艇団赤い翼の隊長を務めていた真面目で優しく堅苦しい少年。
ゴルベーザ
第1弾から登場。『ファイナルファンタジーIV』より登場。ウスラカゲ族。黒い甲冑を身に包んだ謎の魔道士。
バッツ・クラウザー
第1弾から登場。『ファイナルファンタジーV』より登場。フシギ族。リックスの村出身でぶっきらぼうな性格の旅人。
エクスデス
第1弾から登場。『ファイナルファンタジーV』より登場。ブキミー族。強力な暗黒魔道士。
ティナ
第1弾から登場。『ファイナルファンタジーVI』より登場。プリチー族。生まれながら魔導の力を持つ謎の少女。
ケフカ・パラッツォ
第1弾から登場。『ファイナルファンタジーVI』より登場。ブキミー族。ピエロのような姿をしたガストラ皇帝直属の人造魔導士。
クラウド・ストライフ
第1弾から登場。『ファイナルファンタジーVII』より登場。イサマシ族。なんでも屋を営む元ソルジャー・クラス1stの剣士。
ティファ・ロックハート
第2弾から登場。『ファイナルファンタジーVII』より登場。ゴーケツ族。アバランチメンバーの一人でセブンスへヴンの看板娘。
セフィロス
第1弾から登場。『ファイナルファンタジーVII』より登場。ゴーケツ族。神羅カンパニー所属で英雄とも呼ばれたソルジャー・クラス1st。
スコール・レオンハート
第2弾から登場。『ファイナルファンタジーVIII』より登場。ウスラカゲ族。学校ガーデン出身の特殊部隊SeeD所属の戦士。
アルティミシア
第2弾から登場。『ファイナルファンタジーVIII』より登場。ブキミー族。時間圧縮を操る魔女。
ジタン・トライバル
第2弾から登場。『ファイナルファンタジーIX』より登場。ポカポカ族。盗賊団の「タンタラス」のメンバー。
クジャ
第2弾から登場。『ファイナルファンタジーIX』より登場。ニョロロン族。大陸全土に戦乱をもたらそうとする死神とも呼ばれる青年。
ティーダ
第2弾から登場。『ファイナルファンタジーX』より登場。フシギ族。ジェクトの息子でザナルカンド・エイブス所属のスポーツ選手。
ユウナ
第1弾から登場。『ファイナルファンタジーX』より登場。ポカポカ族。ベベル出身だがビサイド島で育った召喚士。
ジェクト
第1弾から登場。『ファイナルファンタジーX』より登場。ゴーケツ族。ティーダの父親。
シャントット
第2弾から登場。『ファイナルファンタジーXI』より登場。プリチー族。ウィンダス連邦元老院議員首席であり、国家を代表する学者「3博士」の一人。
ヴァン
第2弾から登場。『ファイナルファンタジーXII』より登場。ニョロロン族。ダルマスカ王国出身の空賊を夢見る青年。
ライトニング
第1弾から登場。『ファイナルファンタジーXIII』より登場。イサマシ族。光速の異名を持つ女性騎士。
ヤ・シュトラ
第1弾から登場。『ファイナルファンタジーXIV』より登場。プリチー族。暁の血盟の幹部でミコッテ族の美女。
ゼノス・イェー・ガルヴァス
第2弾から登場。『ファイナルファンタジーXIV』の追加ディスク「紅蓮のリベレーター」より登場。ゴーケツ族。ガレマール帝国軍第XII軍団軍団長にして、二代皇帝ヴァリス・ゾス・ガルヴァスの息子。皇位継承権第一位。
ノクティス・ルシス・チェラム
第2弾から登場。『ファイナルファンタジーXV』より登場。イサマシ族。ルシス王国の王子でクリスタルを守護する王位後継者。

#### モンスターストライク
モンスターストライクコラボイベントから登場。
ソロモン
イサマシ族・ランクSS（進化後はSSS）。光属性に分類するレシアル国の王女。
エクスカリバー
イサマシ族・ランクZ。火属性に分類する聖騎士。
超覚醒ガブリエル(壮烈)
イサマシ族・ランクSSS。壮烈なる楽園の守護者へ獣神化したガブリエル。
モーセ
フシギ族・ランクA（進化後はS）。水属性に分類する賢者の青年。
ノストラダムス
フシギ族・ランクSSS。水色パーカーが特徴な世界を支配する大予言者。
ノア
フシギ族・ランクSS（進化後はSSS）。方船の少年と言われるセトの子孫。
アーサー
ゴーケツ族・ランクSS（進化後はSSS）。円卓の騎士王と呼ばれる光属性の女騎士。
マナ
プリチー族・ランクS（進化後はSS、ZZ）。突拍子もない行動を取るアメリカからの転校生。
パンドラ
プリチー族・ランクA（進化後はS、Z）。オリュンポスの神々によって生み出された少女。
アリス
プリチー族・ランクSS（進化後はSSS）。闇属性に分類する妖精。
ガブリエル
ポカポカ族・ランクSS（進化後はSSS）。木属性に分類する大天使。
弁財天
ポカポカ族・ランクS（進化後はZ）。光属性に分類する七福神の一人。
ビナー
ポカポカ族・ランクSSS。木属性に分類する妖精。
ルシファー
ウスラカゲ族・ランクS（進化後はZ）。闇属性に分類する六枚の翼を持つ女性の堕天使。
シャーロック・ホームズ
ウスラカゲ族・ランクSS（進化後はSSS）。闇属性に分類する私立探偵で魔術師。
オラゴン
ニョロロン族・ランクB（進化後はA）。赤い体と角が特徴なモンスター。

#### 七つの大罪
七つの大罪コラボイベントから登場。
メリオダス
イサマシ族・ランクA（進化後はSS、SSS）。憤怒に分類する七つの大罪の団長。
＜十戒＞統率者・メリオダス
ウスラカゲ族・ランクZZ。十戒統率者に目覚めたメリオダスの姿。
ゴウセル
フシギ族・ランクB（進化後はSS、SSS）。色欲に分類する中性的な見た目を持つ青年。
ディアンヌ
ゴーケツ族・ランクB（進化後はSSS）。嫉妬に分類する巨人族の女の子。
＜傲慢の罪＞エスカノール
ゴーケツ族・ランクZ。傲慢に分類する酒場〈麗しき暴食〉亭のマスター。
ホーク
プリチー族・ランクB。人語を話せるマスコットのピンクの豚。
エリザベス
プリチー族・ランクS（進化後はSS）。リオネス王国第3王女。
キング
ポカポカ族・ランクA（進化後はSS、Z）。怠惰に分類する妖精族の王。
エレイン
ポカポカ族・ランクSS。妖精族の少女でキングの妹。
マーリン
ウスラカゲ族・ランクSSS。暴食に分類する妖艶の美女。
バン
ブキミー族・ランクSS（進化後はZ）。強欲に分類する無邪気なトラブルメーカー。
エスタロッサ
ゴーケツ族・ランクSSS。慈愛に分類する魔神王直属精鋭部隊<十戒>の一人。
ゼルドリス
ニョロロン族・ランクZZ。敬神に分類する魔神王直属精鋭部隊<十戒>の一人で魔神族の少年。
業報のインデュラ
ニョロロン族・ランクSSS。6種類存在する伝説の獣で魔神族の切り札。

#### 進撃の巨人
進撃の巨人コラボイベントから登場。
ミカサ
イサマシ族・ランクS（進化後はZ）。本名はミカサ・アッカーマン。調査兵団の寡黙なジト目をした美少女。
ハンジ
フシギ族・ランクS（進化後はSSS）。本名はハンジ・ゾエ。ゴーグルを着用する調査兵団第四分隊長。
ジャン
ゴーケツ族・ランクA（進化後はSS）。本名はジャン・キルシュタイン。保守的な性格の第104期訓練兵。
アルミン
ポカポカ族・ランクS。本名はアルミン・アルレルト。頭脳に長けた訓練兵団104期生。
超大型巨人アルミン
ポカポカ族・ランクZZ。アルミンが超大型巨人へ変身した姿。
リヴァイ
ウスラカゲ族・ランクZZZ。調査兵団の人類最強の兵士。
エレン
ブキミー族・ランクS（進化後はZZ）。本名はエレン・イェーガー。二つの巨人の血を受け継いでいる調査兵団の一人。
顎の巨人ポルコ
イサマシ族・ランクSSS。ポルコ・ガリアードが巨人化した姿。
鎧の巨人ライナー
ゴーケツ族・ランクZ。ライナー・ブラウンが鎧の巨人へ変身した姿。
獣の巨人ジーク
ブキミー族・ランクZ。ジーク・イェーガーが獣の巨人に変身した姿。
車力の巨人ピーク
ニョロロン族・ランクSSS。ピーク・フィンガーが車力の巨人に変身した姿。

#### 仮面ライダーシリーズ
仮面ライダーコラボイベントから登場。
仮面ライダー1号
第1弾から登場。『仮面ライダー』より登場。イサマシ族。本郷猛が変身した姿。
ショッカー戦闘員
第1弾から登場。『仮面ライダー』より登場。ウスラカゲ族。悪の秘密結社ショッカーの戦闘員。
仮面ライダーBLACK（ブラック）
第1弾から登場。『仮面ライダーBLACK』より登場。イサマシ族。南光太郎が変身した姿。
シャドームーン
第1弾から登場。『仮面ライダーBLACK』より登場。ウスラカゲ族。秋月信彦をベースに改造された悪の仮面ライダー。
仮面ライダークウガ
第1弾から登場。『仮面ライダークウガ』より登場。ブキミー族。五代雄介が変身した姿。
仮面ライダークウガUF (アルティメットフォーム)
第1弾から登場。ブキミー族。最強形態。
仮面ライダークウガUFD（アルティメットフォームダークアイ）
第2弾から登場。『仮面ライダーディケイド』より登場。ブキミー族。小野寺ユウスケが闇のクウガに変身した姿。
仮面ライダーアギト
第1弾から登場。『仮面ライダーアギト』より登場。ブキミー族。記憶を失った青年である津上翔一が変身した姿。
仮面ライダーアギトSF（シャイニングフォーム）
第2弾から登場。ブキミー族。最強形態。
仮面ライダーファイズ
第1弾から登場。『仮面ライダー555』より登場。ニョロロン族・ランクS。乾巧がファイズドライバーで変身した姿。
仮面ライダーファイズBF（ブラスターフォーム）
第2弾から登場。ニョロロン族・ランクZZZ。ファイズブラスターにファイズフォンを装填して変身した最強形態。
仮面ライダー電王
第1弾から登場。『仮面ライダー電王』より登場。イサマシ族。野上良太郎が変身した姿。本作品ではイマジンであるモモタロスの力を借りることで変身した姿であるソードフォームの姿で登場。
仮面ライダー電王CF（クライマックスフォーム）
第1弾から登場。イサマシ族。ケータロスを使用してモモタロス、ウラタロス、キンタロス、リュウタロスの力を合わせて変身した強化形態。
仮面ライダーオーズTC（タトバコンボ）
第2弾から登場。『仮面ライダーオーズ/OOO』より登場。ゴーケツ族・ランクZZ。火野映司がオーズドライバーをタカメダル、トラメダル、バッタメダルを装填して変身した基本コンボ形態。
仮面ライダーオーズPC（プトティラコンボ）
第2弾から登場。ゴーケツ族・ランクZZZ。オーズドライバーをプテラメダル、トリケラメダル、ティラノメダルを装填して変身した恐竜コンボ形態。
仮面ライダードライブ
第1弾から登場。『仮面ライダードライブ』より登場。ゴーケツ族・ランクA。泊進ノ介がベルトさんことドライブドライバーとシフトカーをシフトブレスに装填して変身した姿。本作品ではシフトスピードを使って変身した基本形態であるタイプスピードの姿で登場。
仮面ライダードライブTD（タイプデッドヒート）
第1弾から登場。ゴーケツ族・ランクSSS。ドライブドライバーとシフトデッドヒートをシフトブレスに装填して変身した強化形態。
仮面ライダーエグゼイド
第1弾から登場。『仮面ライダーエグゼイド』より登場。ポカポカ族。宝生永夢がゲーマドライバーとライダーガシャットを使って変身した姿。本作品ではマイティアクションX（エックス）ガシャットを使って変身したアクションゲーマーレベル2（ツー）の姿で登場。
仮面ライダーゼロワン
第1弾から登場。『仮面ライダーゼロワン』より登場。フシギ族。飛電或人が飛電ゼロワンドライバーとプログライズキーを使って変身した姿。本作品ではライジングホッパープログライズキーを使って変身した基本形態であるライジングホッパーの姿で登場。
仮面ライダーゼロワンMH（メタルクラスタホッパー）
第1弾から登場。フシギ族。飛電ゼロワンドライバーとメタルクラスタホッパープログライズキーを使って変身した強化形態。
仮面ライダーゼロワンRH（リアライジングホッパー）
第2弾から登場。フシギ族。飛電ゼロワンドライバーとライジングホッパープログライズキー ゼロワンリアライズver.を使って変身した最終形態。
仮面ライダーリバイ
第2弾から登場。『仮面ライダーリバイス』より登場。ウスラカゲ族・ランクZ。銭湯「しあわせ湯」を経営する五十嵐家の長男である五十嵐一輝がリバイスドライバーとバイスタンプを使って変身した姿で、「仮面ライダーリバイス」の片割れ。本作品ではレックスバイスタンプを使用して変身する基本形態であるレックスゲノムの姿で登場。
仮面ライダーバイス
第2弾から登場。『仮面ライダーリバイス』より登場。プリチー族・ランクZ。五十嵐一輝に宿るお調子者の悪魔であるバイスが仮面ライダーに変身した姿で、「仮面ライダーリバイス」の片割れ。本作品では基本形態であるレックスゲノムの姿で登場。なお、必殺技「レックスS（スタンピング）フィニッシュ」の演出では変身前の悪魔の姿も登場する。
仮面ライダーギーツMBF（マグナムブーストフォーム）
第2弾から登場。『仮面ライダーギーツ』より登場。イサマシ族・ランクSSS。ある目的のためにゲーム「デザイアグランプリ」に何度も参加している謎の青年である浮世英寿がデザイアドライバーとライダーコアID（ギーツ）とレイズバックルを使ってキツネマスクの仮面ライダーに変身した姿。本作品ではマグナムレイズバックルとブーストレイズバックルを使用して変身する基本形態であるマグナムブーストフォームの姿で登場。

#### 新世紀エヴァンゲリオン
新世紀エヴァンゲリオンコラボイベントから登場。
シンジ&初号機/ガイウス
イサマシ族・ランクSSS（進化後はZZZ）/ZZZ。EVA初号機専属のパイロット。
綾波レイ
フシギ族・ランクSS（進化後はZ）。不器用で感情表現の下手な少女。
渚カヲル&Mark06
フシギ族・ランクZZ。音楽を好むミステリアスな青年。
第8の使徒
フシギ族・ランクSS。蝶のような大きな羽をした使徒。
惣流・アスカ・ラングレー
プリチー族・ランクSSS（進化後はZZ)。負けず嫌いでプライドの高いパイロット。
真希波・マリ・イラストリアス
ポカポカ族・ランクSSS（進化後はZ）。NERVユーロ支部所属のEVAパイロット。

#### ぷよぷよ
ぷよぷよコラボイベントから登場。
赤ぷよ
イサマシ族。怒った顔が特徴の赤色のぷよ。
シェゾ
イサマシ族。闇の剣を扱う闇の魔導師。
黄ぷよ
フシギ族。笑顔が特徴な黄色のぷよ。
カーバンクル
フシギ族。『ぐー』しか言えないうさ耳の謎の生物。
アルル
フシギ族。天真爛漫な魔道師のたまご。
ウィッチ
プリチー族・ランクZ。高飛車な性格の魔法使い。
サタン
ウスラカゲ族・ランクZ（進化後はZZ）。魔界のプリンスで闇の貴公子。

#### ファミ通
ファミ通コラボイベントから登場。
Mr.ネッキー（ミスター・ネッキー）
プリチー族。大のゲーマーなキツネ。

#### ウルトラシリーズ
ウルトラシリーズコラボイベントから登場。
ウルトラセブン
『ウルトラセブン』より登場。ゴーケツ族・ランクZ。M78星雲光の国のウルトラの戦士。
ウルトラマンティガ
『ウルトラマンティガ』より登場。フシギ族・ランクZ。超古代戦士で地球の守護神で、マドカ・ダイゴが変身した姿。
グリッターティガ
フシギ族・ランクZZZ。ティガの最終形態。
ウルトラマンゼロ
ゴーケツ族・ランクS。ウルトラの戦士の一人でセブンの息子。
ウルトラマンゼロビヨンド
ゴーケツ族・ランクZZ。『ウルトラマンジード』より登場したゼロの最強形態の一つ。
ウルトラマンベリアル
ブキミー族・ランクZ。唯一悪の道に堕ちたウルトラマン。
ウルトラマンベリアル アトロシアス
ブキミー族・ランクZZ。『ウルトラマンジード』より登場したベリアルの最強形態。
ウルトラマントリガー
『ウルトラマントリガー NEW GENERATION TIGA』より登場。フシギ族・ランクS。火星の地下で眠りについた光の巨人で、マナカ・ケンゴが変身した姿。